# 2017年香港
|        | 香港歷史 \| 香港歷史年表                                                                                                   |
| 世紀： | 20世紀香港 \| 21世紀香港 \| 22世紀香港                                                                                     |
| 年代： | 1980年代香港 \| 1990年代香港 \| 2000年代香港 \| 2010年代香港 \| 2020年代香港 \| 2030年代香港 \| 2040年代香港               |
| 年份： | 2013年香港 \| 2014年香港 \| 2015年香港 \| 2016年香港 \| 2017年香港 \| 2018年香港 \| 2019年香港 \| 2020年香港 \| 2021年香港 |
| 紀年： | 丁酉年（鸡年）、香港開埠176周年、香港回歸20周年                                                                            |

## 政府

### 行政

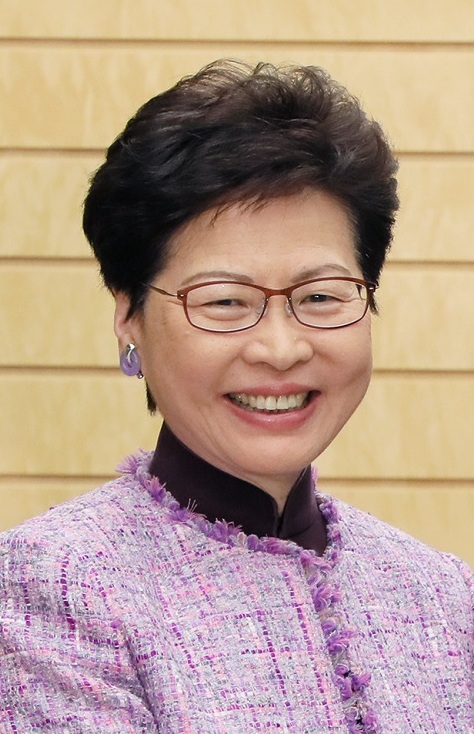
行政長官：林鄭月娥
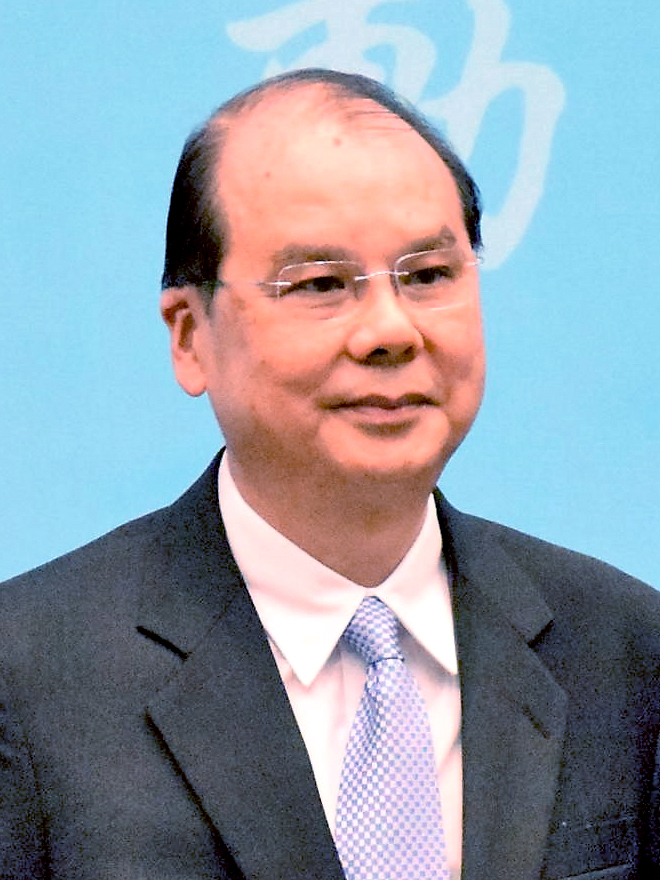
政務司司長：張建宗
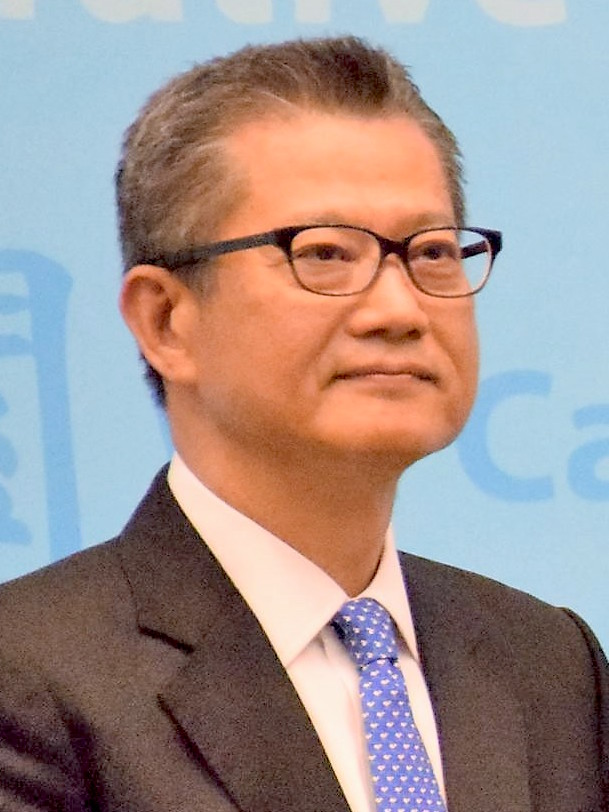
財政司司長：陳茂波
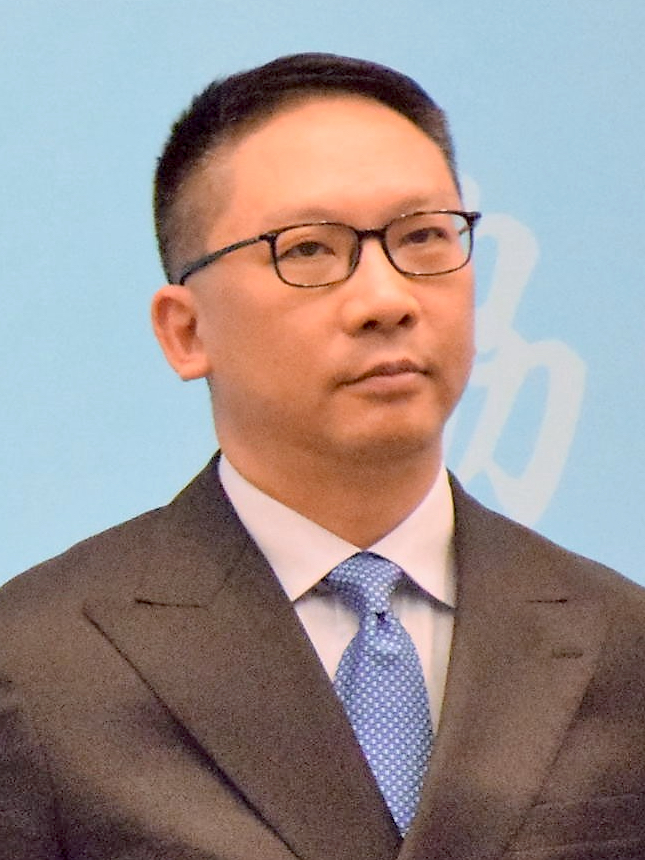
律政司司長：袁國強

### 立法

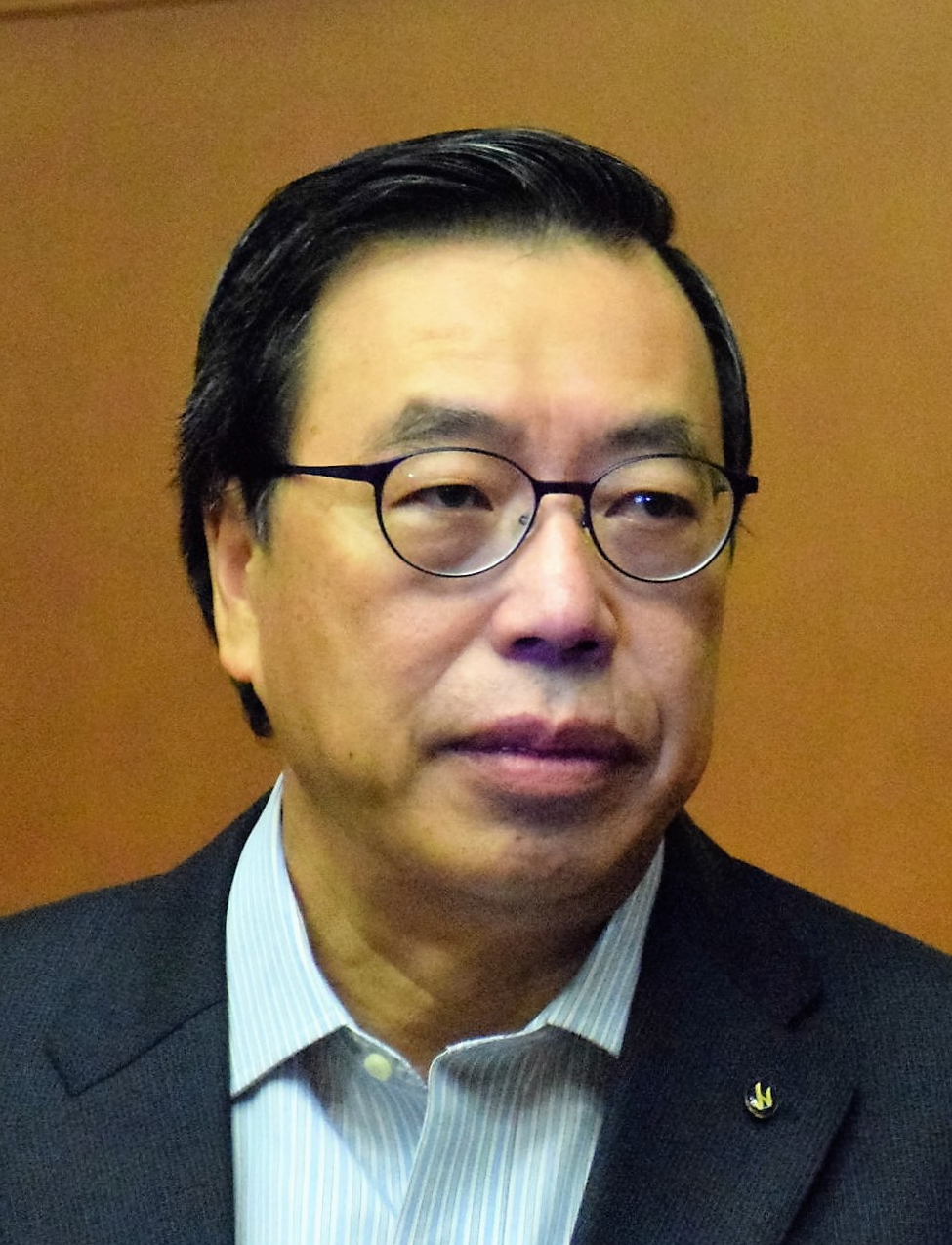
立法會主席：梁君彥

### 司法

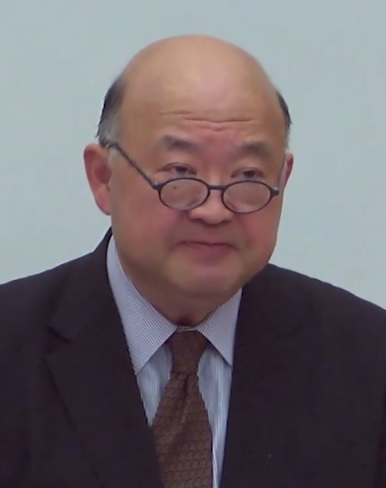
終審法院首席法官：馬道立

### 成員變動

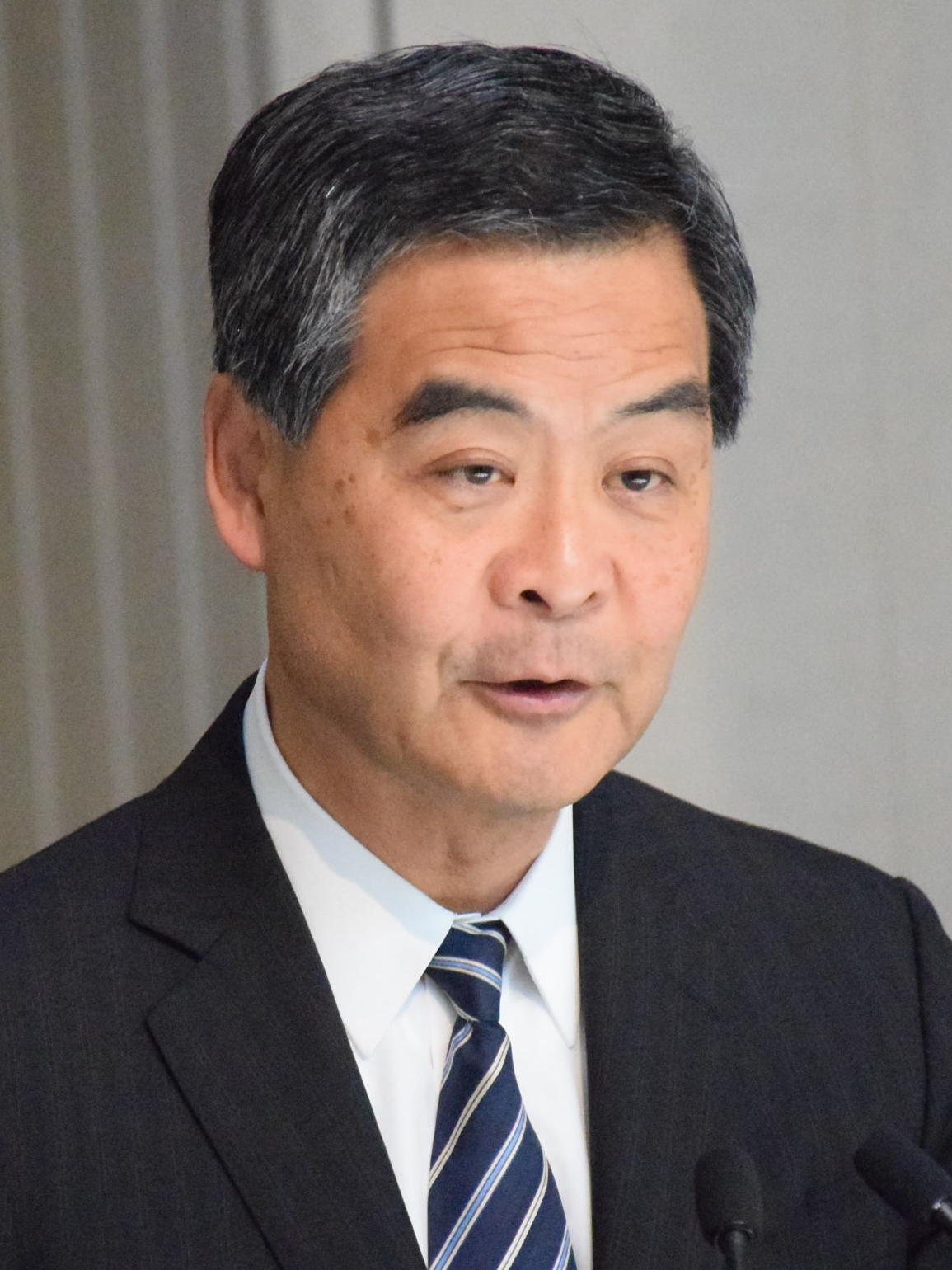
行政長官：梁振英（任期屆滿）
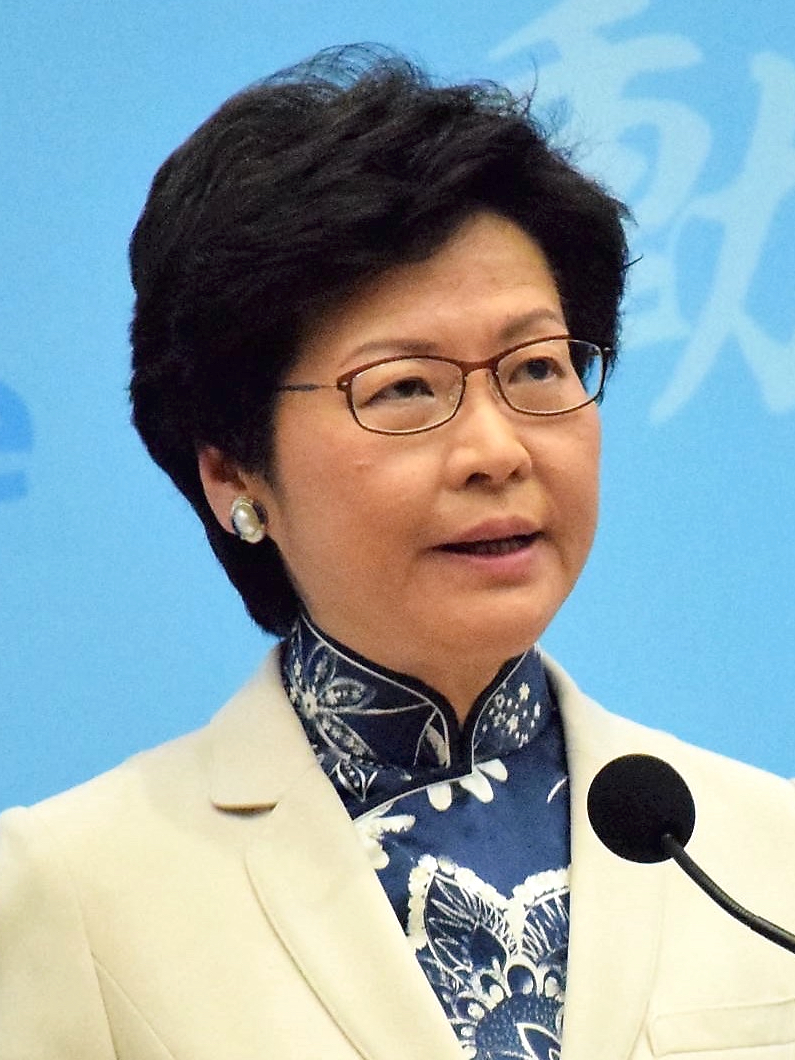
政務司司長：林鄭月娥（任期屆滿，轉任為行政長官）
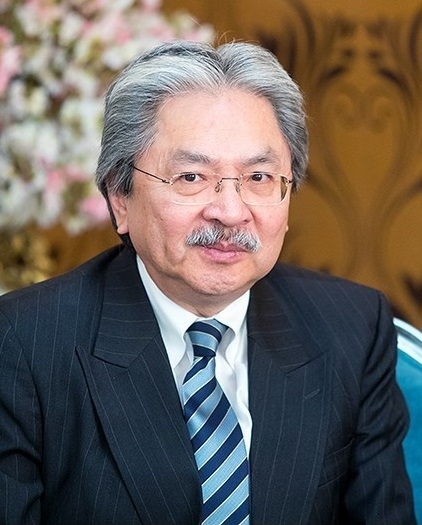
財政司司長：曾俊華（辭職後參選，欲失敗，任期屆滿）
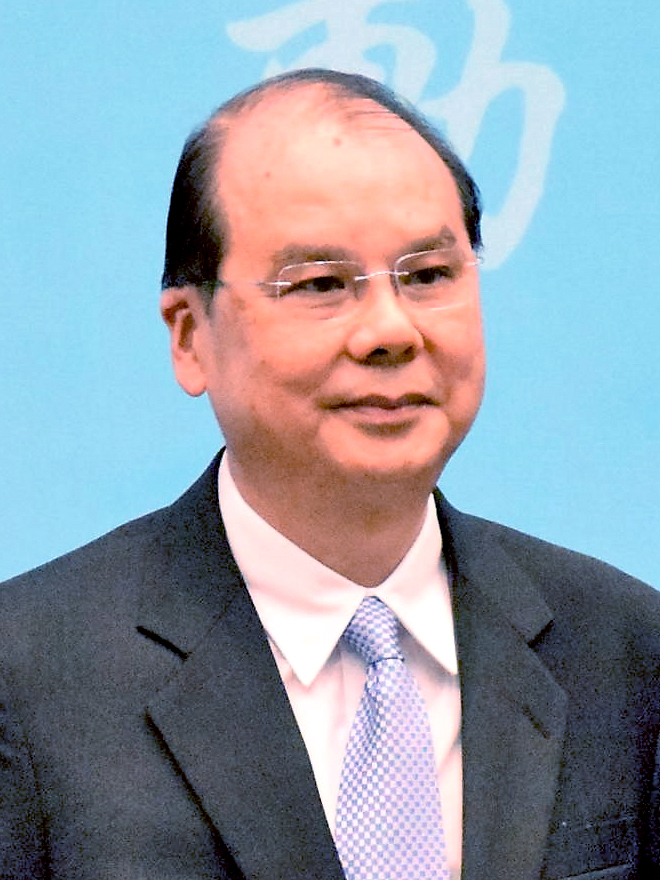
勞工及福利局局長：張建宗（被免去，並轉任政務司司長）
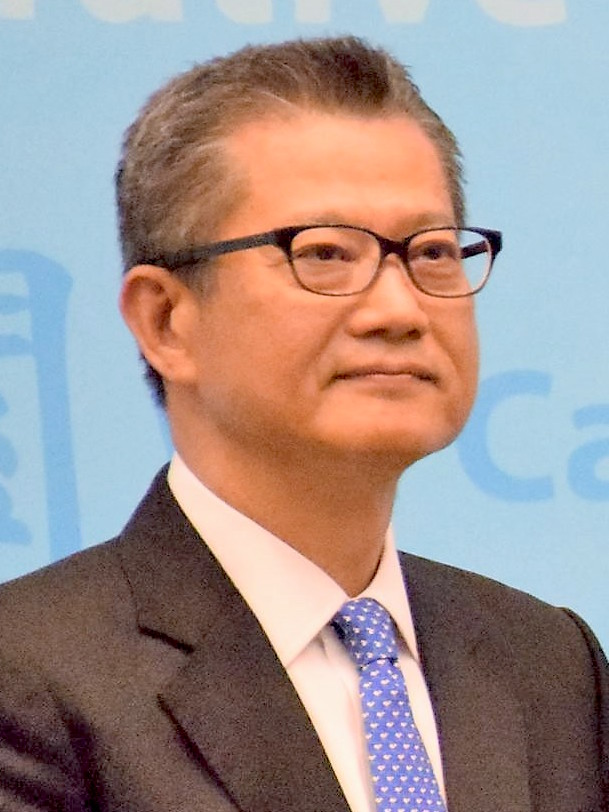
發展局局長：陳茂波（被免去，並轉任財政司司長）

## 大事時序

### 1月
- 1月1日，民間人權陣線舉辦元旦大遊行，主題為「主權在民」，口號是「反對釋法 撒回覆核 我要真普選」。大會公布遊行人數為9,150人，警方則指最高峰時有4,800人，是自2010年元旦遊行以來最少人參與的一次[1]。
- 1月3日：
  - 前行政長官曾蔭權被控行政長官接受利益罪及公職人員行為失當罪，案件在高等法院開審，曾蔭權否認全部3項控罪[2]。
  - 政務司司長林鄭月娥與深圳市副市長艾學峰簽署合作備忘錄，在落馬洲河套地區共同發展港深創新及科技園[3]。
- 1月4日：
  - 港鐵荃灣西站柏傲灣地盤一支竹從天而降，62歲退休男士被竹枝擊中頭部，當場頭破血流昏迷，最終不治[4]。
- 1月5日：
  - 西九管理局就西九文化區興建「香港故宮文化博物館」展開6星期的「公眾參與活動」，收集公眾對博物館設計和營運的意見。有議員批評為假諮詢[5]。
  - 警方飛虎隊拘捕3名非法入境的內地男子，涉嫌爆竊、非法入境及無牌管有槍械，同時起出總值約500萬元贓物及鑽石鑑定器等專業工具[6]。
  - 首個綠置居項目景泰苑公佈價單及售樓說明書，493方呎「樓王」單位售約298萬元[7]。
- 1月8日：
  - 立法會議員羅冠聰從台灣返港後在機場受到示威者襲擊[8]。
- 1月9日：
  - 中國中信集團和凱雷集團以20.8億美元取得連鎖速食店麥當勞在中國大陸與香港的業務，為期20年[9]。
  - 西九管理局就香港故宮文化博物館的設計、營運及其展覽活動的意見進行公眾諮詢。不過同日下午突然以「社會對計劃仍有不同意見，並關注有關程序」為由臨時取消公眾諮詢啟動儀式，宣佈諮詢押後[10]。
  - 康樂及文化事務署近日在港鐵香港站大型廣告版設置宣傳「故宮全接觸」展覽項目被指浪費158萬元公帑。支聯會在該處舉行「八九民運全接觸」活動，重現天安門廣場絕食學生情況[11]。
- 1月10日：西九管理局就香港故宮文化博物館的設計和營運、以及其展覽活動的意見進行公眾諮詢。林鄭月娥強調興建故宮博物館是一件好事，表示承認自己是首個接觸嚴迅奇的人士，收取450萬顧問費作設計博物館草圖[12]。
- 1月11日：
  - 警方早上拘捕社民連、香港眾志、大專政關等10人，他們涉嫌與去年11月6日的中聯辦示威活動有關[13]。
  - 香港海洋公園舉行40週年慶典，推出港人限時特惠門票，優惠價為40元[14]。
- 1月12日：
  - 林鄭月娥正式宣佈辭去政務司司長一職，表明為參加特首選舉做準備。她辭職前出席一個政府閉門研討會時，指今次參選是上主的意思[15]。
  - 首個綠置居項目景泰苑首日揀樓，面向啟德及維港的中高層單位，因景觀開揚備受買家歡迎，首日已被搶購一空，全日共售出58個單位[16]。
  - 荃灣享和街劏房傍晚發生火警，消防在起火劏房發現一具男性焦屍[17]。
- 1月13日：一名86歲老婦乘坐巴士在青山公路－屏山段下車，她右腳仍未及下車但巴士車門已經關上，並夾住事主衣服及失平衡倒地，繼而被車輪輾過右腳致骨折。事主須進行截肢手術及留院5個月，精神科醫生指事主意外後情緒持續沮喪及抑鬱[18]。51歲女巴士司機稱工作職責須在指定時間完成一個循環，時間緊迫，壓力甚大，被告及後被控危險駕駛導致他人身體受嚴重傷害罪，同年12月被判囚9個月，另停牌3年[19][20]。
- 1月14日：一輛由馬鞍山新港城開往中環香港站的城巴681線巴士在離開藍田公共運輸交匯處後，於鯉魚門道失控撞向右邊石壆，其後向左翻側，一名43歲女乘客當場頭部重創死亡，另有18人受傷，當中1人一度命危[21][22]。

- 1月16日：
  - 一架由香港起飛到土耳其的波音747貨機，貨機在吉爾吉斯墜毀，吉爾吉斯政府表示至少32人死亡[23]。（參見：土耳其航空6491號班機空難）
  - 國務院下午宣布批准政務司司長林鄭月娥及財政司司長曾俊華辭職，並任命勞工及福利局長張建宗出任政務司司長，發展局長陳茂波出任財政司司長[24]。
  - 青年新政梁頌恆、游蕙禎因宣誓案敗訴向高等法院上訴法庭申請上訴至終審法院。上訴法庭早上頒下判詞駁回兩人的終審上訴許可。二人共需支付33.5萬元訟費[25]。
  - 清晨，一輛電單車於旺角亞皆老街近新填地街與一輛單車相撞，電單車南亞裔司機、乘客及騎單車男子受傷，其中電單車司機頭部重創，送院後不治[26][27]。
  - 早上11時許，一名從事金融業的26歲青年於北角電氣道友邦廣場遭三名男子襲擊，其中一人拔出牛肉刀追斬。事主兩手臂及背部至少中三刀，情況嚴重，留醫東區醫院[28]。
- 1月17日：2016年農曆新年旺角騷亂的18歲被告李倩怡缺席法庭聆訊，她被控兩條暴動罪，但已在1月初棄保潛逃並入境台灣，逾期居留[29]。
- 1月18日：
  - 行政長官梁振英發表任內最後一份施政報告，是他任內篇幅最長、項目最多的一份。重點包括醞釀多時的取消強積金對冲方案有具體方案出爐，未有推出全民退保方案、提出發展「小量生態價值不高、位於邊陲地帶」的郊野公園及將36.6萬平方米商業用地發展權歸西九管理局。
  - 劉德華於17日在泰國拍廣告期間發生墜馬意外，被發狂馬匹踩到腰脊，造成盤骨撕裂傷，晚上搭醫療專機返港[30]。
  - 青年新政及香港民族黨於年宵投得攤位，但被食環署以主張港獨可能危害公共秩序為由，取消在維園年宵攤位特許經營資格[31]。
- 1月19日：
  - 行政長官梁振英早上到立法會出席施政報告答問會，其間劉小麗議員以手機播放一段有關梁振英在2012年競選時有關全民退保的錄音，但被主席梁君彥指行為不檢，下令離開議事廳，觸發混亂最終休會收場。劉小麗斥梁君彥偏私，對梁君彥的裁決表示感到遺憾[32]。

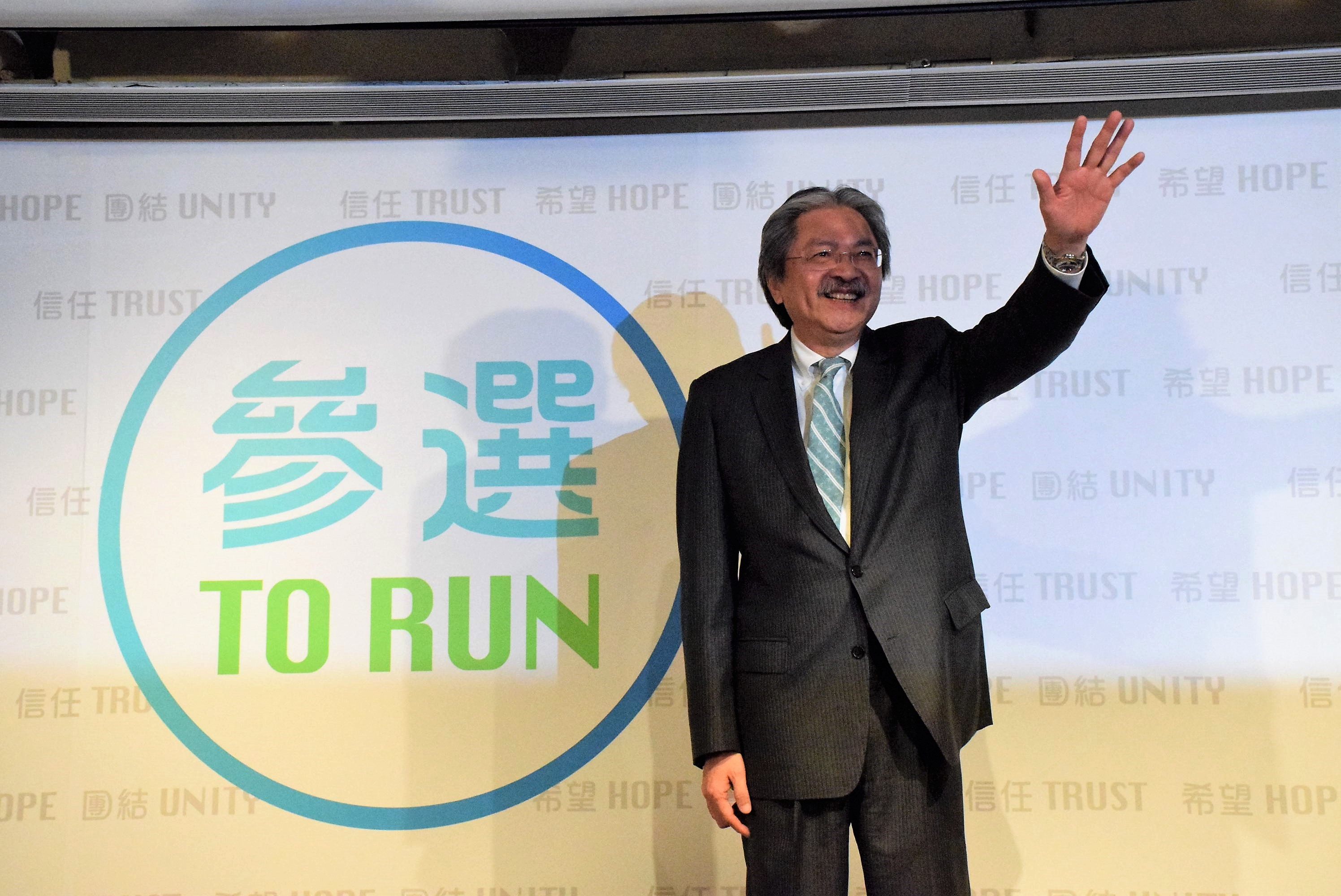
前香港財政司司長曾俊華於1月19日正式宣佈參與特首選舉

- - 前財政司司長曾俊華下午宣布參選特首，以「信任、團結、希望」為參選三大信念，相信下一屆政府主要工作是「休養生息」[33]。

- 1月21日：前政務司司長林鄭月娥近日與各界交流時，指今次參選是為了防止出現選出中央不能任命的人選[34]。
- 1月23日：
  - 教育局局長吳克儉宣布5月全港性系統評估（TSA）改名為「基本能力評估研究計劃」，全港官津及直資學校小三學生需應考。18區家長教師會聯會同時提出「約章」，反對機械操練子女[35]。
  - 薄扶林道138號一個豪宅地盤掘出一枚美製「M64」型空投炸彈，屬二戰時期遺下，炸彈約重500磅，內藏約260磅TNT炸藥。炸彈威力可達方圓2公里，附近67名居民須疏散[36]。爆炸品處理課人員共花費17個小時完成拆解該炸彈，無造成任何破壞[37]。
- 1月25日：
  - 廉政公署前日起展開代號「水銀」行動，拘捕12人，其中3人為警務人員，懷疑涉及灣仔兩間夜總會的行賄案。包括人稱「反黑警司」，主理多宗大案的港島總區刑事總部警司吳偉漢。當中有人涉嫌收受黑幫賄賂及獲安排免費嫖妓[38]。
  - 旺角私營殘疾人士院舍港安康復中心揭發有員工涉嫌於2016年底慫恿一名男院友在女院友面前脫去衫褲，並拍攝過程，並將影片轉發傳閱。警方拘捕一名36歲女子，涉嫌有犯罪或不誠實意圖取用電腦[39]。
- 1月31日：海外媒體《金融時報》報道居港內地富商肖建華1月27日遭公安帶返內地，現時身處北京。警方證實肖建華上周五經香港落馬洲返回內地，並於（28日）接獲一宗在港內地人士「求警協助」個案，1日後家人稱事主「已致電報平安」，並要求銷案。肖建華旗下的明天控股有限公司1月28日以肖的名義發出聲明，指「本人現在國外養病，目前一切安好！」[40]。

### 2月
- 2月1日：粉嶺祥華邨印度裔女童遭扼斃案。
- 2月2日：原合約至2019年完結的香港大學校長馬斐森向校委會申請辭職。馬斐森辭職後將到英國愛丁堡大學擔任校長[41]。
- 2月3日：曾俊華發起競選眾籌計劃，一度因反應熱烈而令眾籌網站伺服器出現故障[42]。
- 2月6日：
  - 多個香港媒體引述消息人士指中共中央政治局常委、全國人大常委會委員長張德江和中共中央政治局委員、中共中央統戰部部長孫春蘭等中央港澳工作協調小組領導人在深圳市與五大商會及多個建制派政黨負責人會面，並傳達林鄭月娥是以總書記習近平為首的黨中央政治局[註 1]「唯一」支持的下屆行政長官候選人[44][45][46][47][48]。
  - 行政長官選舉候選人曾俊華發表參選政綱，政綱主題是「凝聚人心 主動賦能」[49]。
  - 行政長官選舉候選人林鄭月娥開設facebook專頁[50]。
- 2月7日：
  - 九龍灣偉業街天橋底骸骨發現案。
  - 「公民聯合行動」宣布「2017特首選舉民間全民投票」展開民間提名[51]。
  - 立法會議員梁國雄宣布如得到3.8萬個民間提名將參選行政長官選舉[52]。
- 2月9日：
  - 一名58歲地盤工人於東涌赤立角村因強姦流浪狗，令牠下體撕裂流血而被捕[53]。
  - 退休警司朱經緯於2014年11月底佔領運動期間，於旺角涉以警棍毆打途人。受害人鄭仲恒法律團隊向律政司司長袁國強發公開信，考慮提出私人檢控[54]。
- 2月10日：晚上7時許，港鐵荃灣綫一列由金鐘駛往尖沙咀途中的列車，有乘客企圖自焚而起火，19人受傷[55]。（詳見：2017年港鐵縱火案）
- 2月12日：第21屆渣打馬拉松舉行，但有一名與丈夫首次參加渣馬10公里賽事的52歲女跑手，在抵達終點前約300米突然暈倒，最終不治[56]。
- 2月14日：
  - 2014年佔領運動期間七警暗角打曾健超事件，法官宣判，裁定各被告刑罰較輕的「襲擊致造成身體傷害」罪則全部罪成，「有意圖而導致他人身體受嚴重傷害」罪罪名不成立，其後被送往荔枝角收押所還押[57]。
  - 2017年行政長官選舉今日起提名。
  - 晚上9時57分，鴨脷洲海怡路地下一條淡水管爆裂，引致大量積水沿海怡半島站樓梯及假天花流向站內大堂，列車服務受阻超過3小時。到早上，站內所有升降機和扶手電梯仍然暫停使用。大堂部分店舖受水浸波及，有商戶將貨架最低層的貨品取走，損失難以估算[58]。
- 2月15日：
  - 一名飽受傷病困擾之的士司機，於凌晨時分在慈雲山瓊山苑住所睡房內，疑用皮帶將妻子勒斃在床後，在WhatsApp家人群組中留下「死亡短訊」，透露生無可戀，着胞妹好好照顧家人，通宵伴妻屍至早上，其後由住所躍下身亡。至早上7時35分，有清潔工和保安員行經瓊瑛閣對開時，發現該名男子昏迷倒臥在花槽上，於是報警，經救護員送院搶救後證實不治[59]。
  - 凌晨3時許，一名男子在深水埗長沙灣道近南昌街一間便利店內購物時，遭三名大漢衝入襲擊。糾纏期間，便利店店內的貨物被推翻，事主更遭對方強行拖出街頭圍毆。其後，便利店女職員代為報警，約七分鐘後，數名警員接報趕至，事主頭及眼部重創，由救護員送往醫院搶救，須留醫情況穩定。目前警方仍未明三煞行兇動機，案列襲擊致造成實際身體傷害，現正追緝3名年約30歲男子歸案[60]。
- 2月16日：被指為反清革命基地的一級歷史建築、位於屯門的紅樓面臨清拆。居民收到業主通知要搬走，感到彷徨無助。有前古物諮詢委員會委員要求政府頒布紅樓為暫定法定古蹟[61]。
- 2月17日：
  - 七警毆打曾健超案中，法官指因案情嚴重，各被告被判囚兩年，第5被告陳少丹另遭裁定普通襲擊罪成[62]。
  - 前行政長官曾蔭權接受利益案中其中一項「公職人員行為不當罪」罪名成立，獲准保釋離開[63]。
- 2月18日：何柱國稱中國共產黨派出最高層領導人代表中共中央政治局傳話是要為總書記習近平支持另一位參選人曾俊華的傳言「闢謠」[64]。
- 2月19日：

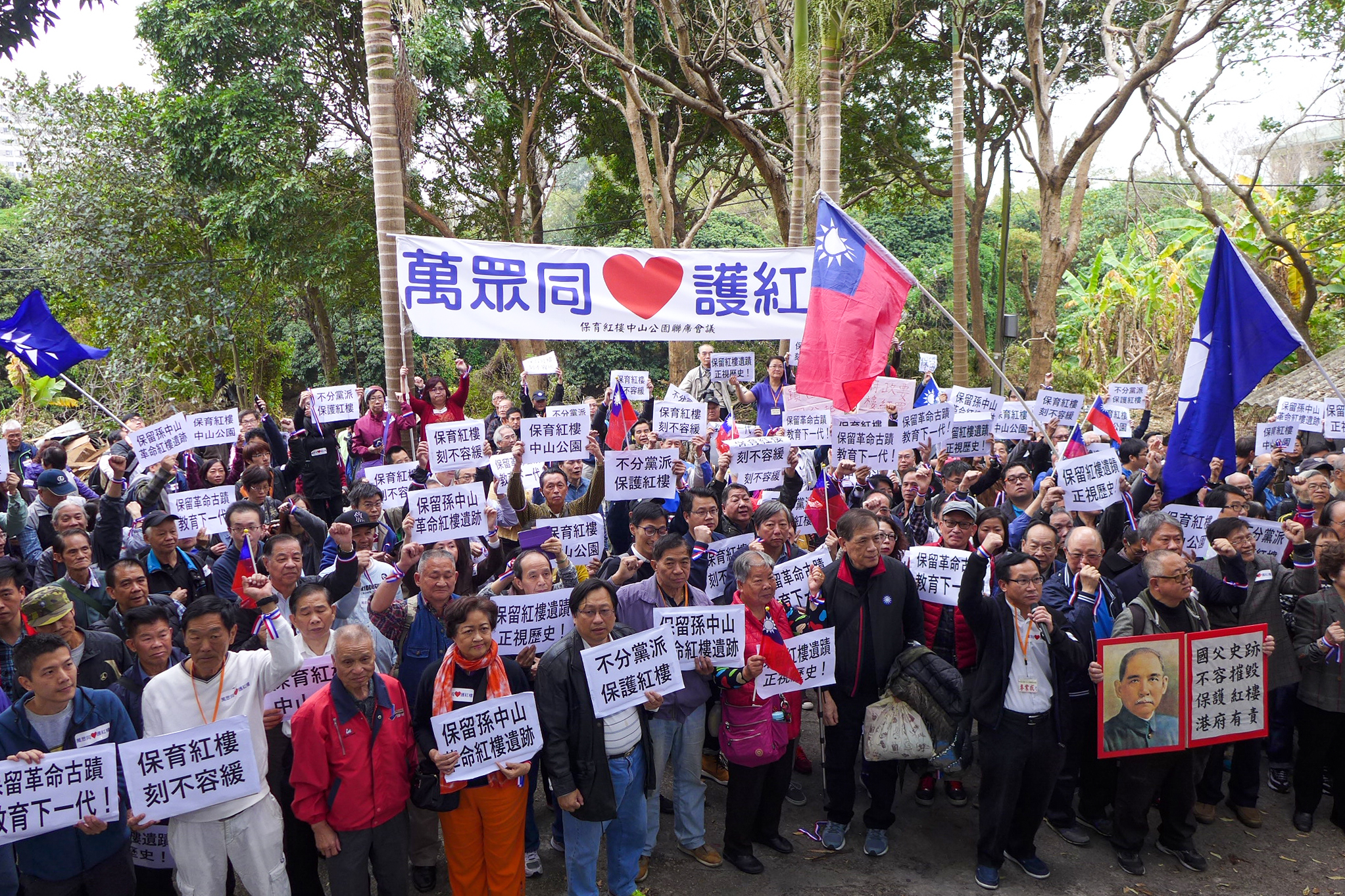
2月19日「保育紅樓中山公園聯席會議」到紅樓外集會，反對清拆，要求將紅樓列為暫定古迹，集會有300人參與。

- - 「保育紅樓中山公園聯席會議」下午到紅樓外集會反對清拆紅樓，並要求將紅樓列為暫定法定古蹟[65]。
  - 《傳真社》調查發現20個地產發展商旗下的商場、辦公大樓及機場，有62間持食物製造廠牌的商戶，於餐廳設座位只供顧客進食，涉嫌無牌經營食肆，但未有成功入罪[66]。

- 2月20日：
  - 九巴工會指昨日有巴士車長被警方無理抄牌，並發起按章工作依法上落客[67]。
- 2月22日：
  - 前行政長官曾蔭權接受利益案，曾蔭權被判即時入獄20個月，不准緩刑，而曾將會就控罪上訴。法官亦同時將陪審團未能作出大多數裁決的一項「行政長官收受利益」罪暫時排期至9月重審[68]。
  - 數個警察協會在警察遊樂會舉行特別會員大會，支持「暗角七警」，主辦方稱有3.8萬人出席[69][70]。
  - 財政司司長陳茂波發表上任後第一份財政預算案。
- 2月28日：中國人民政治協商會議全國委員會增補香港行政長官梁振英為全國政協委員[71]。

### 3月
- 3月1日：

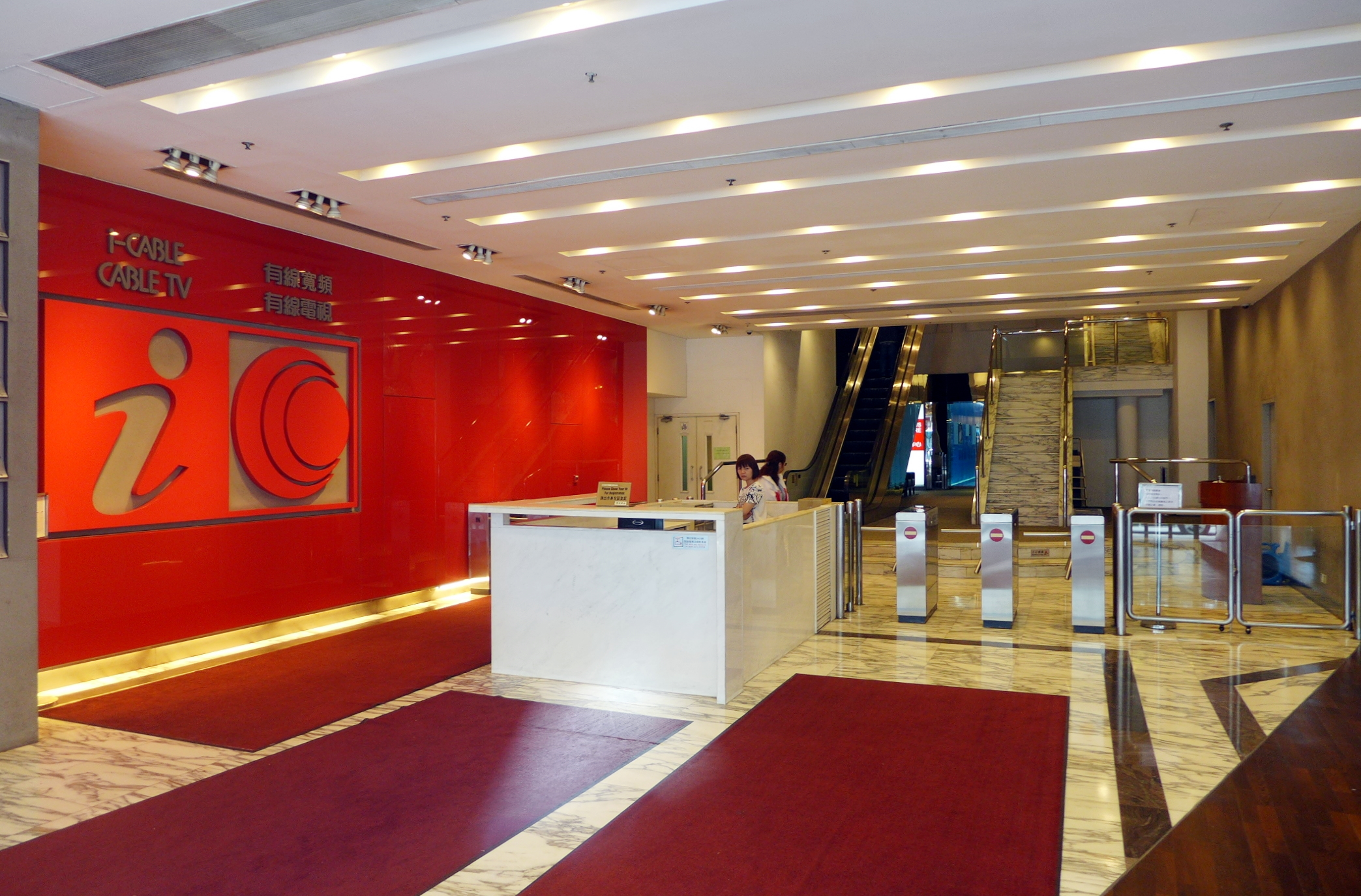
3月9日，有線寬頻賣盤失敗告終，與此同時收費電視牌照於2017年5月31日屆滿，有線現有90多萬用戶及2300的員工未知去向

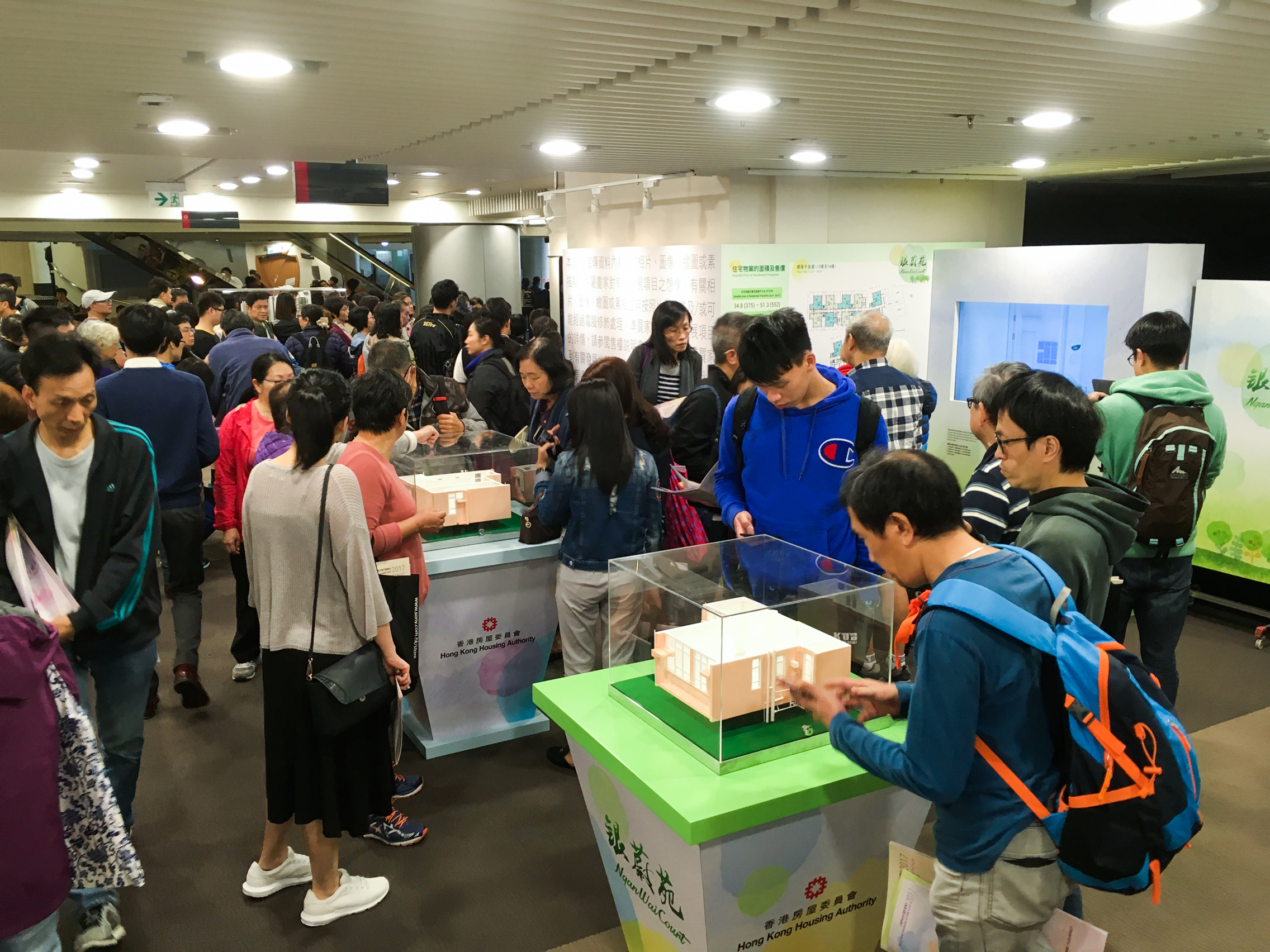
新一期居屋推出，不少人參觀房委會客務中心的資料展覽

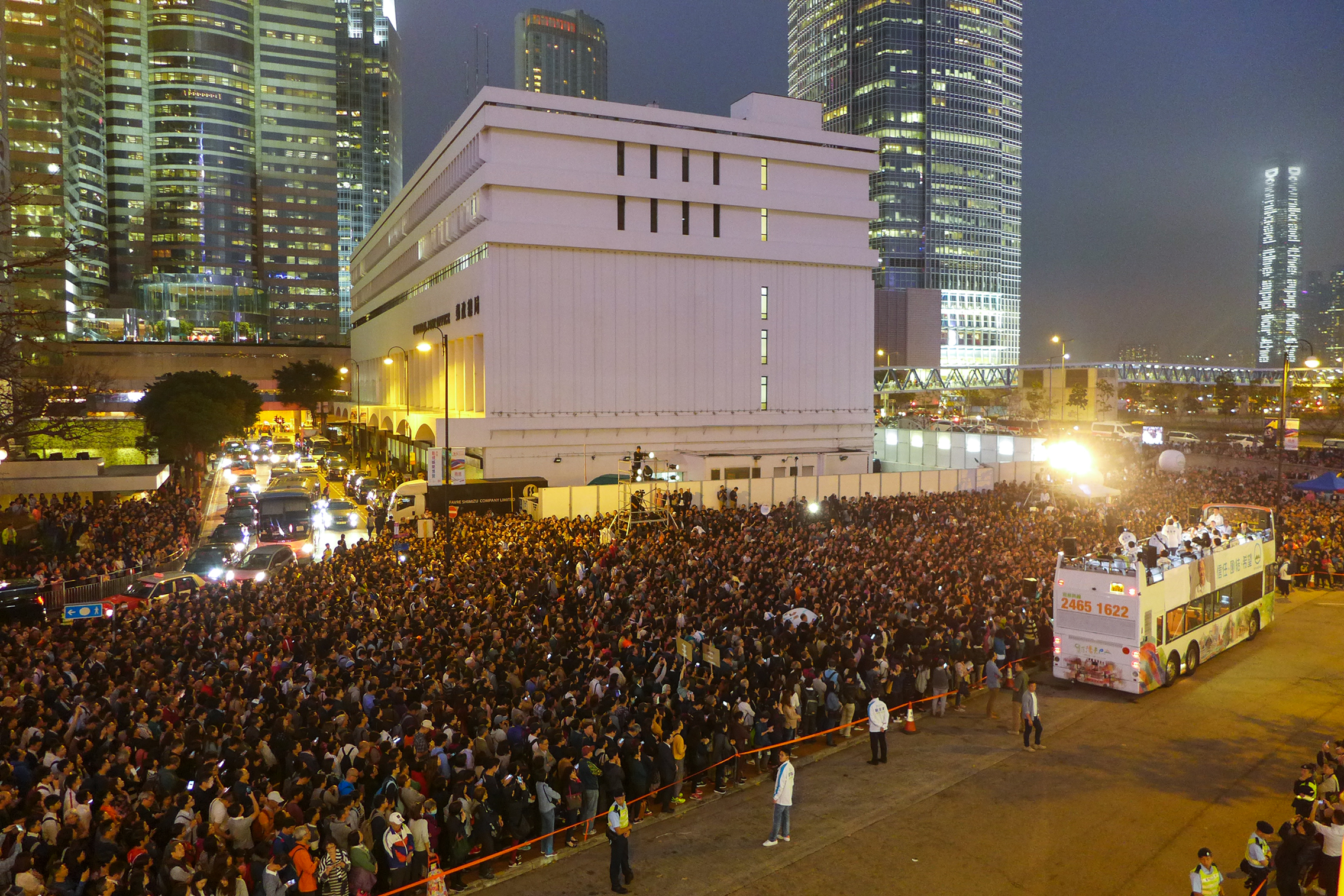
3月24日，曾俊華傍晚到中環愛丁堡廣場舉行造勢大會，警方表示高峰期約有3500人到場

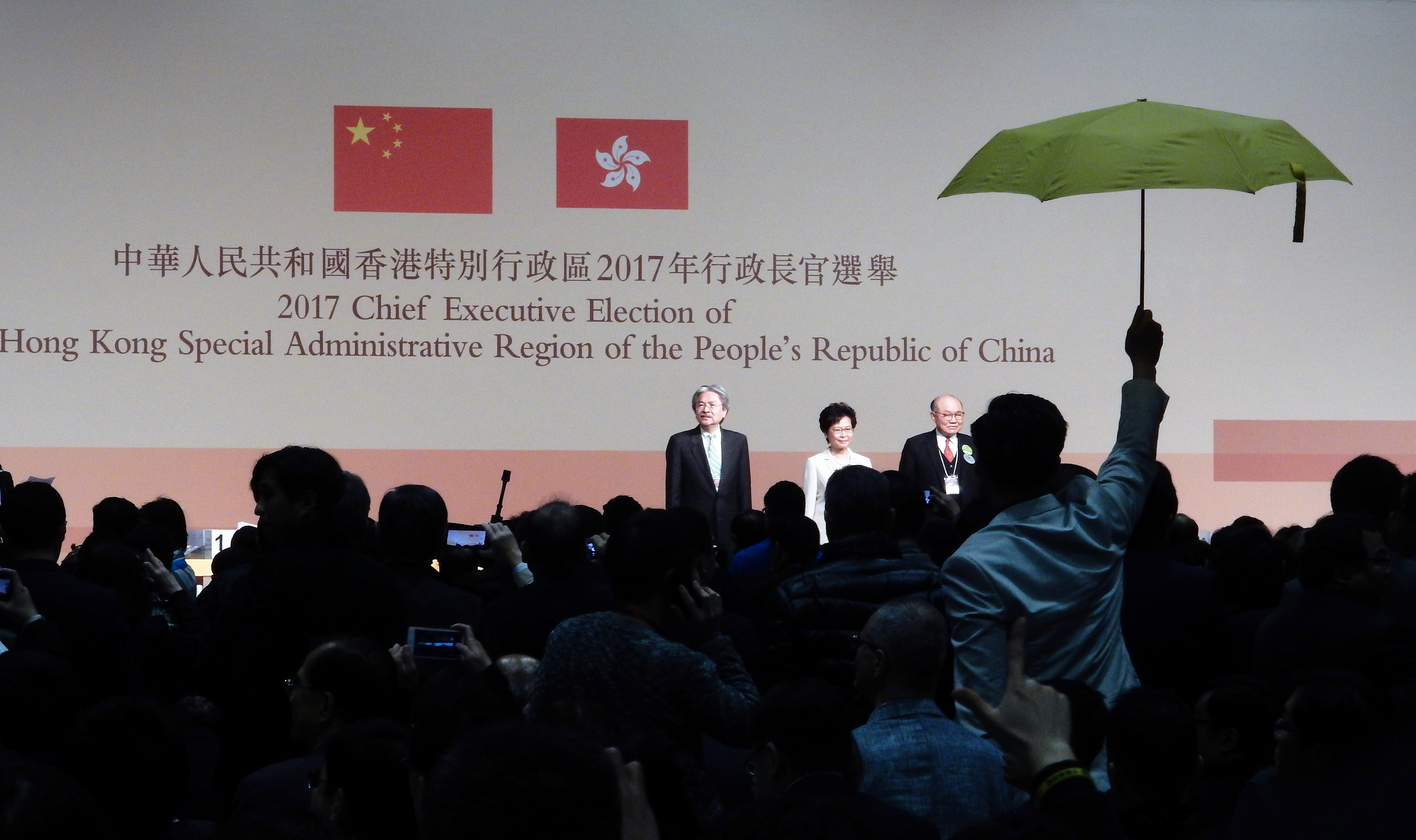
3月26日，林鄭月娥以777票擊敗另外兩名候選人曾俊華和胡國興當選香港特別行政區行政長官，點票中心內有人高舉代表爭取真普選的黃傘

  - 行政長官選舉提名期結束，新民黨立法會議員、參選人葉劉淑儀因未能爭取到足夠提名票，宣佈結束選舉工程。
  - 政府就4名立法會議員梁國雄、姚松炎、劉小麗及羅冠聰的宣誓提出司法覆核，案件在高等法院開審。
  - 華人置業公布，因前董事會主席劉鑾雄健康狀況極為不穩，主席劉鳴煒及執行董事陳凱韻（「甘比」）分別間接持有該公司全部已發行股本約24.97%及50.02%[72]。
- 3月2日，流感踏入高峯期，衞生防護中心於6天內錄得6宗流感死亡個案，死者年齡介乎75至89歲[73]。
- 3月3日：行政長官梁振英涉收受澳洲財團UGL400萬英鎊酬金事件。梁振英前日向立法會調查UGL事件的專責委員會委員之一的會計界議員梁繼昌發律師信[74]。
- 3月6日：行政長官梁振英入稟高等法院控告會計界立法會議員梁繼昌，阻止梁繼昌繼續發表相同或類似的言論，並索取賠償，成為香港首宗由行政長官民事控告立法會議員誹謗的案件[75]。
- 3月9日：九龍倉於其業績報告中表示，宣布有線寬頻賣盤不成功，公司拒再注資，有線電視續牌成疑，未知會否結業[76]。
- 3月10日：中國人民政治協商會議全國委員會通過香港行政長官梁振英為全國政協副主席候選人[77]。
- 3月13日：中國人民政治協商會議全國委員會通過香港行政長官梁振英為全國政協副主席[78]。
- 3月16日：
  - 一名28歲女子謝美欣被發現赤裸昏迷倒臥大埔富亨邨亨隆樓一單位內，後腦重創，四肢有多處瘀傷和可疑傷痕，毫無反應，身體部分地方有被鋪遮蓋，經搶救後證實不治，
  - 港鐵公布與東華三院合作募捐後所得的善款數字，總共籌得港幣247.5萬，當中包括港鐵的200萬及市民的47.5萬。港鐵預計留院超過1個月的傷者每人可得港幣30萬，而留院1星期至1個月的每人可得港幣15萬，而留院1星期內的傷者則每人可得港幣7.5萬[79]。
- 3月17日：火炭禾寮坑村槌殺案。
- 3月20日：環境局局長黃錦星公布廢物徵費詳情，住戶需購買專用垃圾袋裝載垃圾，料最快2019年實施[80]。
- 3月22日：50歲消防總隊目邱少明，凌晨參與拯救被困馬鞍山吊手岩的1名機場特警及1名機場保安隊長時，失足墮下約6米高的山坡，頭部重創昏迷，最終不治[81]。
- 3月23日：新一期居屋派發申請表，推售約2100個單位[82]。
- 3月24日：曾俊華傍晚到中環愛丁堡廣場舉行造勢大會，吸引大批市民拍掌歡呼及圍觀，警方表示高峰期約有3500人到場。曾俊華發言時感謝市民支持，並認為今次集會可以為2014年佔領行動中的龍和道和干諾道賦予新意義[83]。

- 3月25日：
  - 大角咀詩歌舞街圍毆命案。

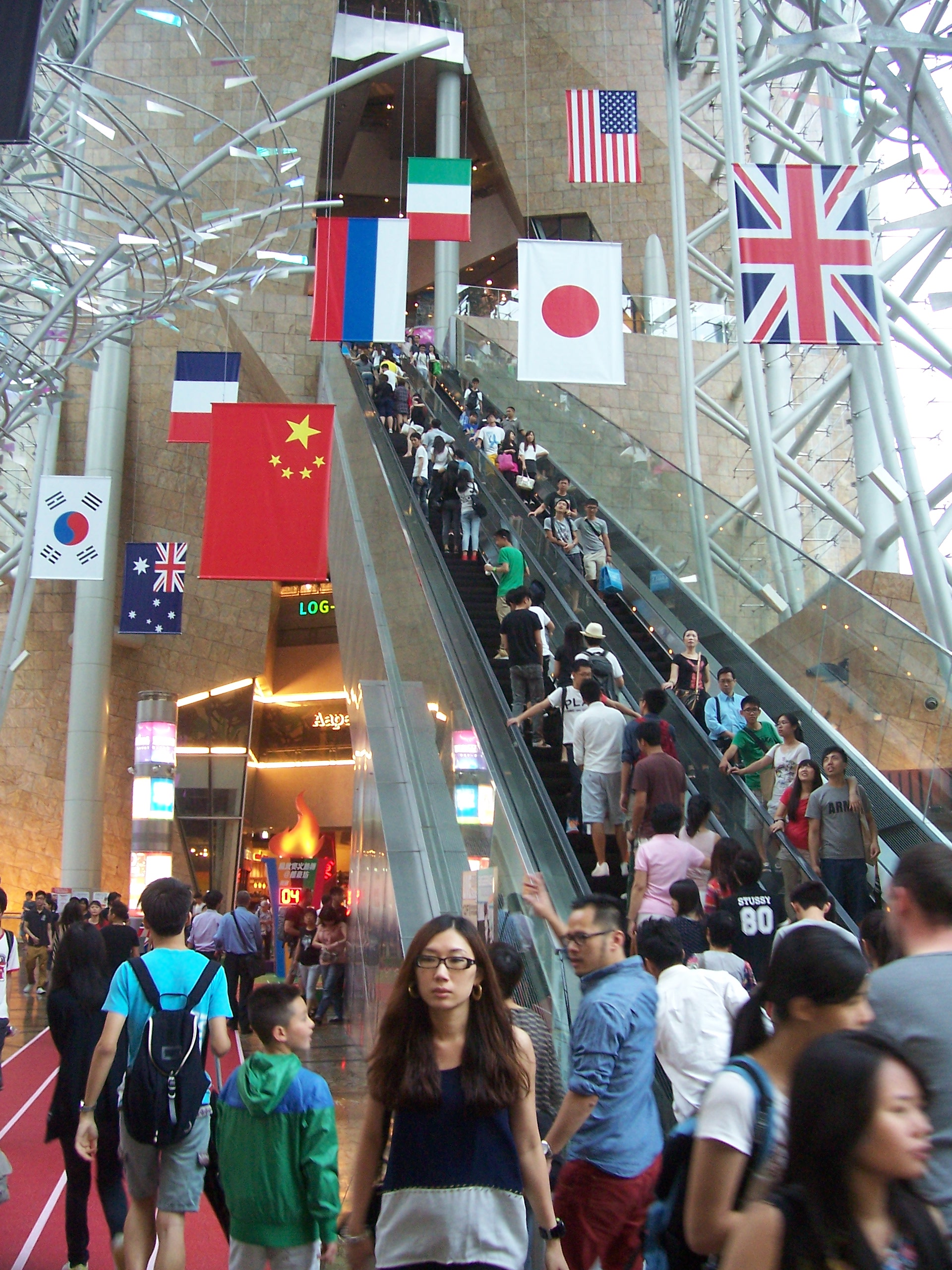
發生下墜意外的通天扶手電梯

  - 下午4時許，朗豪坊購物商場內一條連接4樓至8樓的扶手電梯正往上的途中突然倒後急速向下，20多人堆疊在扶手電梯入口，造成18人受傷[84]，其中1人因被人群壓在最底，頭皮被梯梳扯開一部份重傷[84]。部分人需要用頭箍固定頭部，有6人需送院救治[85][86][87]。事發後該通天扶手梯已停用。調查報告顯示意外肇因為主驅動鏈因金屬疲勞斷裂所致[88]。
- 3月26日，行政長官選舉舉行，獲建制派支持的林鄭月娥以777票擊敗另外兩名候選人曾俊華和胡國興當選香港特別行政區行政長官，將於同年7月1日正式就任[89]。
- 3月27日：
  - 2014年佔領行動，佔中三子在內的9名佔中參與者被「預約拘控」，分別被控以「串謀作出公眾妨擾」、「煽惑他人作出公眾妨擾」及「煽惑他人煽惑公眾妨擾」罪，相關罪行最高可判監7年。他們晚上獲准保釋，3月30日到東區裁判法院應訊[90]。
  - 候任行政長官林鄭月娥當選後隨即到訪港九新界5區，全程有要員保護人員貼身保護，不少市民爭相與林鄭月娥合照[91]。
  - 行政長官選舉結束後，選舉事務處發現，存放於特首選舉後備場地亞洲國際博覽館的兩部手提電腦失竊，兩部電腦分別載有1194名選委以及全港378萬選民個人資料[92]。
  - 港鐵票價凍結一年，是港鐵連續7年加價後首次凍結票價[93]。
- 3月28日：
  - 行政長官會同行政會議決定停止香港數碼聲音廣播服務[94]。
  - 行政長官會同行政會議決定，向九巴批出為期10年的新專營權[95]。
- 3月29日：
  - 港珠澳大橋工程再發生嚴重意外，3名外籍工人在高架橋底正拆卸一個臨時工作台時，疑吊着工作台的帆布帶突然斷裂，3人隨工作台墮海，一人證實不治，另外一名尼日利亞籍工人失蹤[96]。
  - 《明報》報道港人港地項目啟德1號，成交紀錄顯示至少有51張買賣合約，由一名買家購入至少兩個單位，總數涉及106伙。土地註冊處資料更顯示，中聯辦社會工作部副巡視員桂嵐，以首置客身份以1000多萬元購入兩伙單位[97]。
- 3月31日：
  - 國務院總理李克強簽署國務院令任命林鄭月娥為香港特別行政區第五任行政長官[98]。
  - 香港電視娛樂免費英文頻道ViuTVsix啟播[99]。

### 4月
- 4月1日：天水圍天逸邨一個家庭在睡覺前為手機充電器通宵充電，到早上7時許懷疑充電器過熱短路引起火警，釀成12人送院。其中49歲男戶主、兩名小姊妹分別11歲及13歲情況危殆[100]。
- 4月2日：赤柱直資名校聖士提反書院有男學生涉嫌以隱藏鏡頭在校內運動場更衣室、泳池更衣室及多間課室進行偷拍。警方調查後拘捕7名15至16歲男學生，案件交西區重案組接手調查[101]。
- 4月5日：
  - 將軍澳蔚藍灣畔28樓跳樓案。
  - 香港大學爆出校園欺凌醜聞，《薄扶林速報》披露香港大學舍堂聖約翰學院上月20日有約20人闖進其中幹事選舉一參選人的房間，向他下體滴蠟凌虐。其後有宿生欺凌同學的短片在網上流傳[102]。
- 4月8日：香港國際機場新空管系統早上發生故障，雷達屏幕上未能顯示部份飛機的航班編號，要求航班暫停起飛，同時是新空管系統自去年11月啟用以來的首次啟用後備系統[103]。
- 4月10日：
  - 田廈路田心村包租公倒斃村屋案。
  - 港鐵東涌線和觀塘線先後發生故障，其中觀塘線於傍晚下班繁忙時間發生電力故障，列車服務受阻逾兩小時，其中一輛列車停留管道近一小時後，車長才打開車頭緊急逃生門疏散乘客，至少8人不適送院，[104]港鐵需為今次延誤事故罰款300萬元[105]。
  - 熱血公民立法會議員鄭松泰於去年在立法會會議廳內，倒插國旗及區旗擺設表示抗議建制派流會，被警方正式落案起訴「侮辱國旗罪」及「侮辱區旗罪」[106]。
  - 按揭證券公司宣布推出「終身年金計劃」，65歲或以上長者每月可提取固定年金，入場費最低5萬元，內部回報率估計3至4%[107]。
- 4月11日，林鄭月娥在北京中南海拜會國務院總理李克強，并在其手上接過行政長官任命狀。同日，林鄭月娥亦獲得中共中央總書記習近平的接見。
- 4月13日：43歲急性肝衰竭女病人鄧桂思獲善心人鄭凱甄（阿甄）捐活肝[108]。
- 4月15日，大埔區議員鄭俊和主辦的350人香港旅行團，在江西井岡山遊覽期間遇塌橋意外，以長者為主的約20名團友掉落3米之下小河，至少兩人因骨折傷勢較重，經治理後目前仍有9人在當地留醫[109]。
- 4月18日，《明報》報道民主黨主席胡志偉突然向候任特首林鄭月娥提出特赦所有佔中參與者，同時特赦七警和退休警司朱經緯，希望為修補社會撕裂。不過有關建議引起民主派政團，包括民主黨抨擊，建制派陣營亦同樣反對。胡志偉同日晚上公開表明收回言論及致歉[110]。
- 4月20日，有線寬頻晚上發公告，表示將獲新投資者永升亞洲注資7.04億元。永升股權結構亦有改動，由新世界發展主席鄭家純及他家族為首的周大福企業佔45.5%股權，原持股42%的邱達昌則降至24.5%，意味鄭家純成為有線大股東，所有供股及買賣程序最快在9月12日完成。有線持有收費電視牌照申請延長限期至5月31日[111]。
- 4月22日，智能租用單車服務GoBee.Bike推出不足兩日，最少3輛GoBee.Bike單車被人扔進城門河及路邊花槽，警方列作刑事毁壞案處理[112]。
- 4月25日，政府與兩電簽訂新一份利潤管制計劃協議，將准許回報率由9.99%下調至8%，協議為期15年。政府預計新協議於2018年生效後，電費可望減5%，但兩電高層表示未必達到這個減幅[113]。
- 4月27日，警方控告9名社運人士，指2016年11月佔領西環的反釋法遊行中非法集結、阻差辦公等，9人獲准保釋。《文匯報》於拘捕前已刊出有關報道[114]。
- 4月30日，印尼總統佐科·維多多率團訪港2天，警方以高度級別反恐措施佈防，首站到亞洲博覽館與在港的5000名印尼僑民會面。總統車隊獲警方護送期間出動可干擾多種無線電波及電話訊號的反恐車，不過涉及干擾民航處空管頻道訊號最少10分鐘。民航處發言人於5月1日證實有設施曾間歇受短暫的無線電干擾，已即時知會通訊事務管理局[115]。

### 5月
- 5月1日：
  - 印尼總統佐科·維多多訪港，香港警方以高級別反恐措施佈防，參與香港杜莎夫人蠟像館全球首尊佐科·維多多的蠟像揭幕儀式[116][117]。
  - 新最低工資水平實施，時薪由32.5元加至34.5元[118]。
- 5月4日：地政總署刊憲，指令收回部分橫洲的79幅土地，涉及永寧村、鳳池村和楊屋新村約100戶[119]。
- 5月7日：入境處人員放蛇到小眾音樂表演場所Hidden Agenda，懷疑有人「違法演出」及「欠工作簽證」，以此為由扣留英國樂隊，隨後有大批警員到場，雙方發生爭執，最少兩人受傷。警員帶走在場多名人士，當中包括Hidden Agenda負責人「阿和」。「違法演出」的英國樂隊5名成員，則涉嫌「非法勞工」，另有人「阻礙公職人員執行職務」一同被捕[120]。
- 5月8日：九龍灣站對開行人天橋於凌晨發生姦劫案，一名女生被賊人搶去手機後被他挾持入天橋底強姦，並逼她講出兩張銀行卡的密碼，再用水清洗事主身體毀滅罪證之後逃去[121]。
- 5月10日：警方在秀茂坪寶達邨拘捕一名48歲男疑犯，涉嫌跟5月8日凌晨的姦劫案有關。惟疑犯翌日早上被發現自縊身亡，懷疑使用警署的網線上吊。警務處處長盧偉聰稱高度重視，調查有否人為疏忽或保安漏洞，會嚴肅跟進[122]。
- 5月12日：
  - 菲律賓總統杜特爾特非官式訪港兩天，警方採取高級別的反恐措施應對[123]。
  - 西九龍法院大樓啟用。大樓由兩棟大樓組成，並設有西九龍裁判法院、小額錢債審裁處、死因裁判法庭及淫褻物品審裁處。整棟大樓設有32個法庭、等候室、休息室等設施[124]。
- 5月14日：奇妙電視77台在晚上8時啟播，以有線寬頻網絡傳送電視訊號，並非使用大氣電波廣播，故部分屋苑和大廈的住戶未能接收[125]。
- 5月15日：
  - 傳媒揭發調查梁振英UGL事件專責委員會副主席的民建聯周浩鼎，向委員會提交的調查研究範疇的修訂建議，被特首辦大肆修改。周浩鼎在閉門會議中承認梁振英主動接觸他，否認刻意隱瞞，「無講大話」。梁振英表示自己有權利表達看法。22名民主派議員聯署批評梁振英干預立法會獨立調查[126]。多名泛民議員於5月16日就事件向廉政公署舉報。
  - 巴基斯坦總理納瓦茲·謝里夫抵港，展開3日訪問行程。警方在其下榻的尖沙嘴九龍香格里拉酒店邊作嚴密佈防[127]。

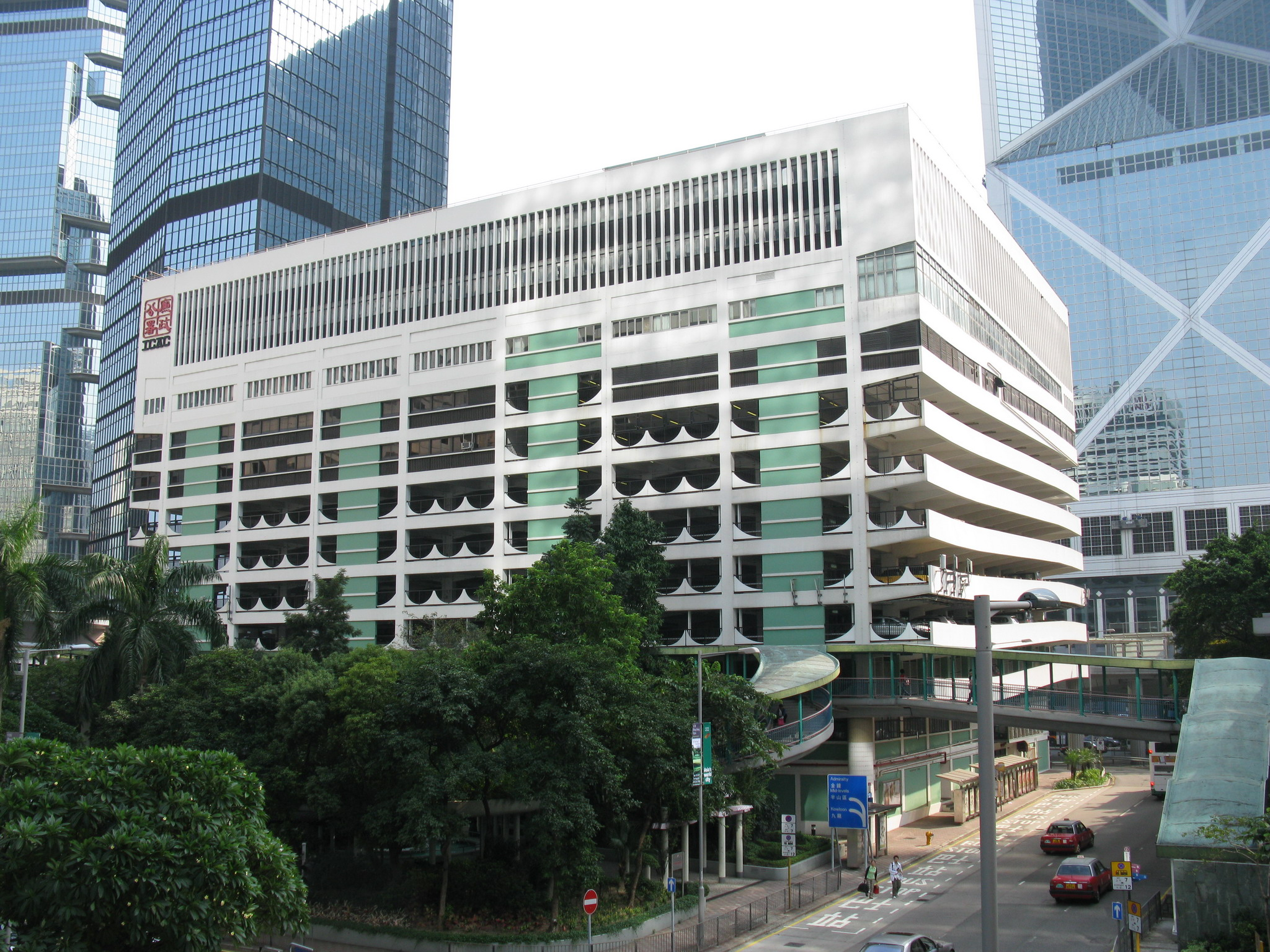
恒基地產以市場估價上限232.8億元投得中環美利道停車場商業用地，成交價總額或每方呎樓面價均創官地歷史新高

- 5月16日：恒基地產以市場估價上限232.8億元投得中環美利道停車場商業用地，每方呎樓面地價高達50,064元，成交價總額或每方呎樓面價均創官地歷史新高[128]。
- 5月17日：
  - 將軍澳日出康城首都3座命案。
  - 政府邀請香港房屋協會研究在郊野公園的邊陲一些生態價值較低土地興建公營房屋的可行性，其中一幅土地位於大欖隧道收費站以西；另一幅土地位於沙田水泉澳邨東南面，兩地合共佔地40公頃[129]。
- 5月18日：香港天文台一名男中年雷達機械師，疑因無法升職，感鬱鬱不樂，清晨從將軍澳叠翠軒住所跳下身亡[130]。
- 5月22日：
  - 上午11時許，一名68歲男小巴司機駕駛一輛專線小巴沿深圳灣公路大橋往深圳方向行駛時猛撞一輛停泊於上址快線俗稱「箭咀車」的工程車。小巴司機頭部重創，由消防員救出當場證實死亡。事故釀1死10人傷[131]。
  - 國泰航空今日宣佈裁員約600名香港總部國泰城員工，當中190名為高級和中級管理員工，另外400名非管理人員職位[132]。
  - 第三度出征挑戰世界最高峰的香港女教師曾燕紅，成功登上珠穆朗瑪峰，成為首位征服珠峰的香港女性[133]。
- 5月23日：港珠澳大橋被揭發混凝土壓力測試報告造假，有人懷疑用調整測試器材、以其他物料代替混凝土磚樣本等手法，騙過土木工程拓展署，廉政公署拘捕21人[134]。
- 5月24日：早上香港多區滂沱大雨，香港天文台先後發出黃色、紅色和黑色暴雨警告訊號，至下午3時取消。大雨期間多區汽車被洪水圍困，筲箕灣一輛的士被水浸至幾近沒頂[135]。同一天早上，一架中国东方航空765号班机降落赤鱲角機場衝出滑行道，前輪及一後輪觸及草地，無人受傷但有人報稱不適。民航處列本次事件為「嚴重事故」[136]。
- 5月25日：
  - 發展局、運輸及房屋局、土木工程拓展署、路政署跨部門交代事件，懷疑有人未在規定時限內測試混凝土，事後調整測試器材的時間，不過認為這對測試結果影響不大，對混凝土質量沒有實質影響[137]。
  - 早上9時許，尖沙嘴The ONE商場地下廣場的露天咖啡店有電工完成檢查電力維修後，機器突然冒煙起火，火勢一發不可收拾。消防到場將火救熄，咖啡店櫃枱嚴重焚毁，無人受傷[138]。
- 5月26日：政府雖連環出招打壓樓市，但無礙新盤銷情，荃灣新盤海之戀開售496伙。紅磡置富都會抽籤揀樓現場場面墟冚，排隊登記人士達1,400組買家，人龍一直伸延至商場外港鐵紅磡站外，再伸延至連接半島豪庭的行人天橋[139]。長實地產執行董事趙國雄表示，海之戀收票理想，反映市場用家需求非常大，年輕買家高佔逾六成，並與父母到場，他認為現時市場氣氛與1997年相似，但並無泡沫[140]。
- 5月27日：一名61歲加拿大籍商人與菲律賓籍妻子途經iSQUARE商場時被4名南亞裔持刀人士斬傷及搶去財物。案件交由油尖區警區刑事調查第7隊跟進[141]。
- 5月28日：香港紅十字會輸血服務中心表示血庫已回復正常存量，並表示正考慮延長捐血站的服務時間及透過手機應用程式令市民了解各捐血站的人流及血存量等資料[142]。
- 5月29日：藍田五桂山發生謀殺案，一名郭姓青年涉嫌被人殺害。警方後來以涉嫌謀殺拘捕3名21至27歲玩野戰的同行友人[143]。
- 5月30日：一名黑衣女子於尖沙咀海運大廈外放置由7條長啡色圓筒、電路板及電子顯示屏等組成的可疑物品。警方到場後疏散600人並出動拆彈機械人將可疑物品引爆。引爆後證實該物品並無炸藥成分[144]。
- 5月31日：立法會否決由鄭松泰提出以權力及特權法調查選舉管理委員會遺失載有全港選民資料電腦事件的議案[145]。

### 6月
- 6月1日：
  - 香港在瑞士洛桑國際管理發展學院發表的《2017年世界競爭力年報》的競爭力排名中位列全球第一。在評定競爭力排名的四個因素中，香港在「政府效率」和「營商效率」中繼續維持全球第一，而在「基礎建設」則微升1位至第20位。在「經濟表現」方面，香港則由去年的第5位跌至第11位[146]。
  - 行政長官梁振英到立法會出席任內最後一次答問大會[147]。會上建制派議員主要就房屋、經濟、政制、勞工等議題提出問題，而泛民主派議員則詢問有關梁振英涉嫌收取UGL款項、醫療和稅務的議題[148][149][150]。
- 6月3日：小一入學統一派位結果公布，教育局表示兒童獲派首三志願小學的比率是67.6%，比率為近3年的新低[151]。
- 6月4日：
  - 六四事件28周年，支聯會於維多利亞公園舉行集會，並公布集會參與人數有11萬人，比2016年少1.5萬人。參與人數同時是9年內最低，學聯決定不出席。香港大學學生會和香港中文大學的7所書院學生會於下午分別舉行關於六四事件的論壇[152][153]。
  - 晚上一架中國國際航空空中巴士A320-200（註冊號B-6822）執飛CA428航班從香港往成都，在香港國際機場起飛後突然在約3000呎高空左轉，飛往大澳上空方向，由於大嶼山一帶有不少高峰，空管人員即時指示機師往右飛並爬升，但對話期間出現雜音，在10多秒後客機才改變航道[154]。國航回應稱机组对指令存在疑问，因无线电频率繁忙，在与管制确认指令过程中先行转弯，造成短时偏离正常离场轨迹，经管制员提醒后机组及时修正[155]。
- 6月5日：
  - 立法會議員梁國雄涉嫌「公職人員行為失當」的案件早上於區域法院開審[156]。
  - 南華足球隊宣布退出下屆香港超級聯賽並已獲香港足球總會董事會通過申請降至甲組聯賽作賽[157]。
- 6月6日：
  - 80歲老翁涉嫌在筲箕灣的家中以竹枝將患有中風的76歲妻子勒斃，並於涉嫌勒死妻子後向警方自首[158]。
  - 康樂及文化事務署（康文署）修剪位於大埔墟的鷺鳥林的樹枝後有多個鷺鳥巢墜地。香港觀鳥會表示有最少3隻雛鳥死亡及約10隻雛鳥獲救，並強烈譴責署方及要求徹查事件。康文署事後表示對修樹工作「可能影響在該處棲息的雀鳥」深感抱歉[159]。
- 6月7日：立法會大會審議由楊岳橋動議、28位非建制派立法會議員聯署的啟動彈劾行政長官梁振英程序的議案，有建制派議員表明反對提出彈劾。議案於晚上8時前休會時仍未表決，立法會於6月8日早上9時起繼續審議[160][161][162]。
- 6月8日：
  - 立法會在功能界別未能獲過半數支持下否決由楊岳橋動議、28位非建制派立法會議員聯署的啟動彈劾行政長官梁振英程序的議案[163]。
  - 古物諮詢委員會通過將跑馬地東蓮覺苑、油麻地九龍佑寧堂及大澳楊侯古廟3幢一級歷史建築改列為法定古蹟[164]。
- 6月9日：
  - 一名男子涉嫌跟蹤一名女子至屯門寶田邨住所並推入屋施暴，疑犯潛逃60小時後落網，被暫控一項強姦罪[165]。但至同年7月10日該男子在荔枝角收押所上吊死亡[166]。
  - 機電工程署公布朗豪坊電梯意外的調查結果。調查顯示因涉事自動電梯的主驅動鏈因金屬疲勞而斷裂和自動電梯停止運作的的開關未有觸發而導致事件發生。署方同時因一名工程師和一名工程人員沒有履行檢驗和保養的責任而吊銷兩人的牌照半年，並表示會繼續進行刑事調查[167]。
  - 政府統計處公布按2016年人口統計編製的住戶收入分佈，反映貧富懸殊的堅尼系數是0.539，是45年的新高[168]。
- 6月10日：終審法院舉行一年一度的資深大律師委任典禮[169][170]。
- 6月11日：
  - 香港天文台發出今年首個熱帶氣旋警告[171]。
  - 民主黨表示自2016年12月起收到42宗有關美容院涉嫌強迫26歲至47歲的女士購買美容療程的求助個案，涉及總金額達210萬港元。民主黨續示所有的求助個案都是跟同一間美容院有關，懷疑騙案由一條龍集團策劃[172]。
- 6月12日：強烈熱帶風暴苗柏吹襲香港，天文台先後發出八號東北和西北烈風或暴風信號及紅色暴雨警告信號[173]。這是自1999年以來天文台首次在6月中旬掛起八號烈風或暴風信號[174]。
- 6月13日：香港正式加入亞洲基礎設施投資銀行[175]。
- 6月14日：終審法院駁回許仕仁、郭炳江、陳鉅源和關雄生就「串謀公職人員行為失當」罪的終審上訴，四人需要返回監獄繼續服刑[176]。
- 6月15日：
  - 消費者委員會公布於2016年11月至12月期間蒐集25款午餐肉及8款罐裝或瓶裝香腸樣本並檢測樣本中鈉和抗生素含量等是否符合標準的檢測結果，結果顯示有20個樣本超出英國的高鈉標準。有部分樣本上的食物營養標籤資料跟檢測結果不符，差異最大的樣本的檢測結果比標籤上的資料相差逾560倍[177]。
  - 土瓜灣馬頭角道發生致命交通意外，58歲菲律賓籍男傭陪伴85歲女僱主過馬路時被旅遊巴士撞倒後被捲入車底拖行20米。兩人最後傷重不治。旅遊巴士司機以涉嫌危險駕駛引致他人死亡被警方拘捕[178]。
  - 九龍塘歌和老街發現懷疑炸彈，上面寫有「高度爆炸」字眼，但最後警方發現內裏無爆炸品[179]。
  - 香港劍擊運動員張家朗在亞洲劍擊錦標賽中輸給韓國劍手河泰圭，衛冕失敗奪得銀牌[180]。
  - 香港中文大學校長物色及遴選委員會一致向校董會推薦生物醫學專家、匹茲堡大學細胞及分子工程中心總監段崇智為下任校長人選，接替於2018年任期屆滿的沈祖堯[181]。
- 6月17日：一名38歲男子在屢次發生意外的香港仔瀑布灣跑步，疑天雨路滑跣腳直墮瀑布底，傷重不治[182]。
- 6月18日：
  - 公立醫院多項收費今天起加價，其中急症室收費由$100加至$180，而急症病床住院費則由每日$100加至$120[183]。
  - 李嘉誠基金會宣布於2018年向屯門區、離島區、天水圍及元朗區的2018年香港中學文憑考試日校考生發放$5000，預料有91所學校共約10000位學生受惠[184]。
  - 約30人響應號召，帶同寫有「食環冷血」等字句的紙皮到食物環境衞生署位於上環市政大廈的辦事處抗議署方早前拘捕一名以1元售賣紙皮予外傭的75歲老婦，要求署方撤銷檢控、歸還手推車予老婦及停止針對基層執法[185]。同日，食物及衞生局局長高永文首次回應事件，稱「將檢討食環執法，盡量做到情理兼備」[186]。
- 6月19日：
  - 食環署在諮詢法律意見後，稱「考慮到涉事人背景」，決定撤銷對朱姓75歲1元賣紙皮老婦的檢控[187]。
  - DR醫學美容集團創辦人、負責療程的醫生及配製血製品的實驗室助理被控誤殺疑於2012年接受打針療程後死亡的陳姓女事主，案件今天於高等法院開審。法庭選出6男3女的陪審團，案件預計需審訊50天[188]。（詳見：DR醫療集團毒血針事故）
- 6月20日：港隊在亞洲劍擊錦標賽中以2銀6銅完成，其中江旻憓憑個人賽銀牌升上世界第5[189]。
- 6月21日：

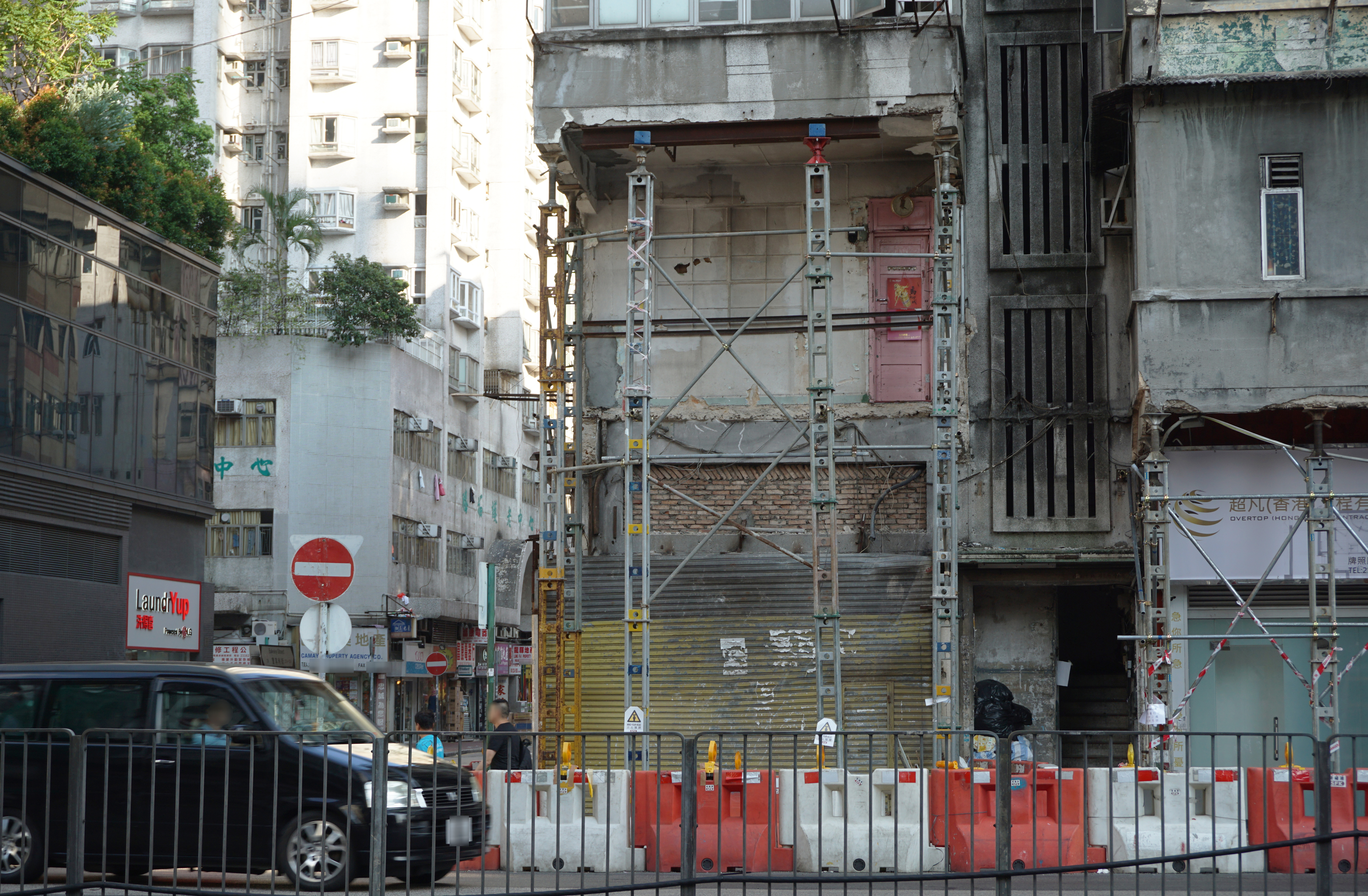
紅磡唐樓簷篷倒塌位置

- - 凌晨時份發出黃色暴雨警告信號期間，紅磡機利士南路一個懷疑被改成劏房的唐樓單位連約7米×3米露台石屎倒塌，碎片、家具和雜物跌散至行人路上，有住客幾乎連人帶牀墮樓[190]。屋宇署視察現場後認為一樓、二樓和三樓的露台有結構危險，即時拆去一樓的露台及為二樓和三樓進行臨時工程支撐。事件中無人受傷[191]。
  - 中華人民共和國國務院任命第五屆特區政府主要官員，其中3位現任司長將過渡至新政府，而有4位副局長升至局長。詳細名單[192]如下：

| 司長／局長           | 姓名   | 現職                   |
| -------------------- | ------ | ---------------------- |
| 政務司司長           | 張建宗 | 政務司司長             |
| 財政司司長           | 陳茂波 | 財政司司長             |
| 律政司司長           | 袁國強 | 律政司司長             |
| 公務員事務局局長     | 羅智光 | 保安局常任秘書長       |
| 政制及內地事務局局長 | 聶德權 | 食物及衞生局常任秘書長 |
| 教育局局長           | 楊潤雄 | 教育局副局長           |
| 環境局局長           | 黃錦星 | 環境局局長             |
| 食物及衞生局局長     | 陳肇始 | 食物及衞生局副局長     |
| 民政事務局局長       | 劉江華 | 民政事務局局長         |
| 勞工及福利局局長     | 羅致光 | 扶貧委員會委員         |
| 保安局局長           | 李家超 | 保安局副局長           |
| 運輸及房屋局局長     | 陳帆   | 機電工程署署長         |
| 商務及經濟發展局局長 | 邱騰華 | 行政長官辦公室主任     |
| 發展局局長           | 黃偉綸 | 發展局常任秘書長       |
| 財經事務及庫務局局長 | 劉怡翔 | 財經事務及庫務局副局長 |
| 創新及科技局局長     | 楊偉雄 | 創新及科技局局長       |

- 6月22日：
  - 房屋委員會進行新一期居屋攪珠儀式，今期的新居屋是彩虹彩興苑及梅窩銀河苑、銀蔚苑。3個屋村總共有2057個單位，售價由139萬至385萬元不等[193]。
  - 林鄭月娥公布候任行政會議成員名單，陳智思擔任召集人。名單裏有6位新成員，他們是任志剛、湯家驊、黃國健、林正財、劉業強及張國鈞。詳細名單如下：[194][195]

| 姓名                                             | 等級                       | 公職                                               | 備註                                             |
| ------------------------------------------------ | -------------------------- | -------------------------------------------------- | ------------------------------------------------ |
| 16位現任或候任司長和局長自動成為行政會議官守議員 |                            |                                                    |                                                  |
| 陳智思                                           | 行政會議召集人兼非官守議員 | 香港社會服務聯會主席                               | 現任行政會議非官守議員                           |
| 史美倫                                           | 非官守議員                 | 香港金融發展局主席                                 | 現任行政會議非官守議員                           |
| 李國章                                           | 非官守議員                 | 香港大學校務委員會主席、可持續發展委員會主席       | 現任行政會議非官守議員                           |
| 周松崗                                           | 非官守議員                 | 香港交易及結算所有限公司主席                       | 現任行政會議非官守議員                           |
| 羅范椒芬                                         | 非官守議員                 | 香港科技園公司董事局主席                           | 現任行政會議非官守議員                           |
| 林健鋒                                           | 非官守議員                 | 香港經濟民生聯盟副主席及立法會議員（商界（第一）） | 現任行政會議非官守議員                           |
| 葉國謙                                           | 非官守議員                 | 民主建港協進聯盟成員及港區全國人大代表             | 現任行政會議非官守議員                           |
| 張宇人                                           | 非官守議員                 | 自由黨主席及立法會議員（飲食界）                   | 現任行政會議非官守議員                           |
| 廖長江                                           | 非官守議員                 | 立法會議員（商界（第二））                         | 現任行政會議非官守議員                           |
| 葉劉淑儀                                         | 非官守議員                 | 新民黨主席及立法會議員（香港島）                   | 2016年12月因參選行政長官而辭任行政會議非官守議員 |
| 任志剛                                           | 非官守議員                 | 前香港金融管理局總裁                               | 首次加入行政會議                                 |
| 湯家驊                                           | 非官守議員                 | 民主思路召集人、資深大律師                         | 首次加入行政會議                                 |
| 黃國健                                           | 非官守議員                 | 香港工會聯合會副會長及立法會議員（九龍東）         | 首次加入行政會議                                 |
| 林正財                                           | 非官守議員                 | 安老事務委員會主席                                 | 首次加入行政會議                                 |
| 劉業強                                           | 非官守議員                 | 鄉議局主席、立法會議員（鄉議局）                   | 首次加入行政會議                                 |
| 張國鈞                                           | 非官守議員                 | 立法會議員（香港島）                               | 首次加入行政會議                                 |

- 6月23日：行政長官梁振英會同行政會議決定取消強積金對沖方案。政府將會訂出一個日期來一次過取消長期服務金及遣散費對沖，而生效日期不設追溯期。另外，政府將設10年過渡期及預留為僱主可能要增加開支的79億元補貼。同時亦將遣散費及長期服務金計算薪金比例由三分之二降至二分之一。梁振英交代計劃詳情時表示下屆政府有權修改相關政策[197]。
- 6月25日：
  - 香港4×100米接力隊在香港城市田徑錦標賽中以39.77秒奪得男子接力賽金牌，另一位香港運動員吳家鋒亦於同日奪得男子100米金牌[198]。
  - 下午2時許，1名約50歲的女子與丈夫和朋友共7人在麥理浩徑第10段踩單車。該位女子在石屎路落斜時未能煞車而連人帶車失控撞樹，並昏迷倒在路上。女事主送院後證實不治[199]。
  - 晚上6時半左右，海洋公園「高峰樂園」景區的「瘋狂過山車」機動遊戲在行駛期間突然停止運作，當時在於車內的23名乘客被困。所有乘客於最遲晚上7時左右離開車廂，而事件中沒有人受傷[200][201]。
  - 晚上8時許，黃大仙太子道東有2輛紅色小巴相撞。事件中其中1名小巴司機被困車廂，另有18名乘客受傷[202]。
- 6月26日：
  - 保險業監管局取代保險業監理處成為香港保險業監管機構，而保險業監理處亦於同日解散[203]。
  - 早上6時許，香港眾志、人民力量和社民連等組織的成員於金紫荊廣場以黑布將紫荊花雕塑包裹。警方接報到場後協助保安人員移除黑布[204]。
- 6月27日：香港大學6名校務委員會委員成立的工作小組研究「檢討大學管治專責小組報告」並向校務委員會報告後，校務委員會決定不取消行政長官必然成為香港大學校監的規定[205]。
- 6月28日：
  - 七警案中劉卓毅、劉興沛和黃偉豪3位被告獲高等法院上訴法庭批准保釋外出等候其定罪和刑期的上訴。上訴法庭副庭長楊振權以原審法官的量刑起點有爭議和未能在短時間內處理上訴為由批准3人保釋外出等候上訴[206]。
  - 20位泛民主派立法會議員聯名向國家領導人習近平發信。信中表示香港市民對「一國兩制」失去信心，並要求重啟政改、落實雙普選及中央政府兌現《基本法》裏提及的民主政制承諾[207]。
  - 立法會三讀通過《2017年道路交通（修訂）條例草案》，落實小巴的座位數目由16個增至19個，7月7日刊憲後正式生效。而在通過前發生過一段小插曲，民主黨尹兆堅提出修正案要求將座位數目提高至20個，惟政府拒絕並稱會撤回整個方案推倒重來，尹只好撤回修正案[208][209]。
  - 廉政公署落案起訴5位香港飛馬足球會前球員，前香港足球先生李威廉亦於被起訴的5人名單內。他們涉嫌提供及收受賄款，並串謀詐騙以操控或企圖操控由香港足球總會舉辦的3場比賽。5人共被控7項罪名並已獲保釋，而他們需於6月30日到西九龍裁判法院應訊[210]。
  - 傍晚，立法會議員梁國雄、羅冠聰、香港眾志秘書長黃之鋒等20多人前往金紫荊廣場示威，把印有標語的黑布掛在雕塑上，又爬入雕塑花瓣內，以鐵鏈把各人腰部和雕塑底部圍在一起，示威持續3小時，消防員及警察高空工作隊用雲梯把花瓣內示威者帶走，以涉嫌「公眾妨擾罪」拘捕多人[211]。
- 6月29日：
  - 中共總書記習近平今天起訪港3天[212]。習近平到達後先在下榻的酒店與行政長官梁振英會面[213]，並於下午參觀西九龍文化區及見證《興建香港故宮文化博物館合作協議》的簽署儀式[214]。習近平夫人彭麗媛則於下午到訪九龍塘一所幼稚園[215]。兩人傍晚到禮賓府出席由行政長官梁振英舉行的家宴[216]。（參見：習近平訪港）
  - 警方於灣仔北設保安區不准市民進出及在維多利亞港上空設無人機禁飛區以嚴防襲擊[217]。有傳媒引述消息報導習近平訪港期間警方將會出動至少9000警力[218]。
  - 早上6時許，2輛巴士於大欖隧道內相撞，事件造成20人受傷[219]。
- 6月30日：
  - 政府公布2017年度授勳及嘉獎名單，其中有12人獲頒大紫荊勳章[220]。政府亦委任26位官守太平紳士和71位非官守太平紳士[221]。
  - 中共總書記兼中央軍委主席習近平早上到石崗軍營檢閱解放軍駐香港部隊[222]。他閱兵後到訪少年警訊中心，並於傍晚出席香港特別行政區歡迎晚宴[223][224]。出席晚宴後他到香港會議展覽中心繼續出席文藝晚會[225]。至於習近平夫人彭麗媛則於早上到黃竹坑一所安老綜合服務中心探訪長者[226]。（參見：習近平訪港）
  - 下午5時半，多個團體在灣仔舉行遊行集會，要求釋放確診肝癌末期的諾貝爾和平獎得主劉曉波，一度與警方爆發衝突[227]。香港民族黨原定晚上8時半在尖沙咀鐘樓舉行「哀悼香港淪陷二十年」集會。因尖東附近一帶有大量警員嚴密戒備，香港民族黨最終宣布取消集會並改到香港浸會大學舉行記者會[228]。

### 7月
- 7月1日：香港特別行政區成立二十周年紀念
  - 行政長官、政府各主要官員及行政會議成員宣誓就任。中共總書記習近平亦為行政長官和各主要官員監誓[229]。習近平在半小時的講話中點出4個問題，並提出落實「一國兩制」的4點意見，包括準確把握「一國」與「兩制」的關係、嚴格依照《基本法》辦事、聚焦發展及維護和諧穩定，避免泛政治化[230]。習近平中午乘搭專機離開香港，結束3天訪港行程[231]。
  - 社會民主連線、大專政改關注組及香港眾志多名成員早上在灣仔修頓球場附近集合，準備前往香港會議展覽中心示威，但遊行期間被數十名揮國旗人士包圍指罵、破壞示威橫額和道具。香港眾志秘書長黃之鋒及社會民主連線主席吳文遠被警察扣上手銬。《香港01》拍攝到吳文遠在警車內被人將其頭部撼向車窗，而吳文遠則憶述自己被警員粗言辱罵、襲擊下體及扯頭髮等[232]。另一方面，社運人士古思堯的示威物資遭至少20人包圍及破壞，暫無人被捕[233]。

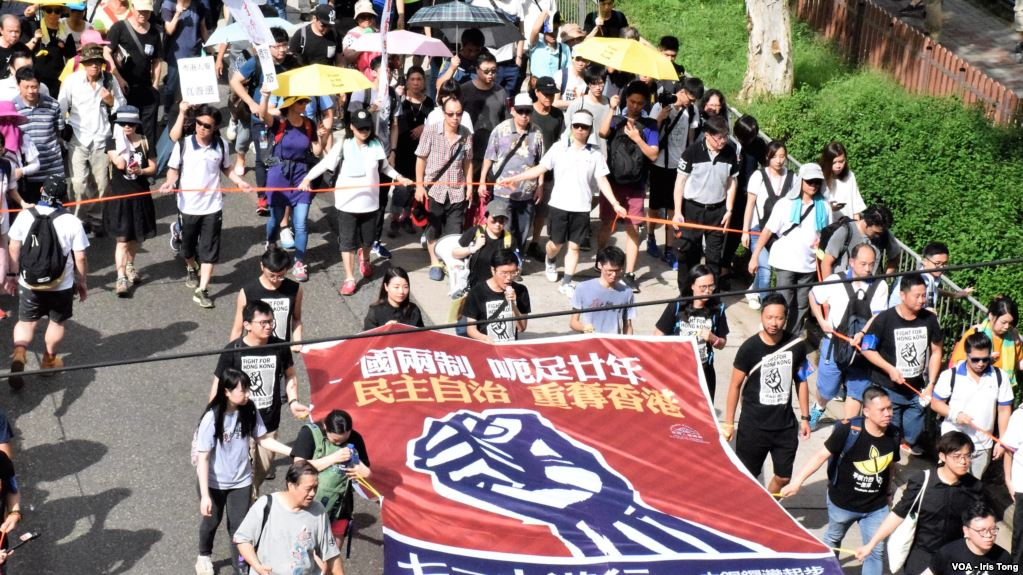
民間人權陣線舉辦的七一遊行，有6萬人參與

- - 民間人權陣線舉辦的七一遊行人數低於去年。民陣表示超過6萬人參與遊行，警方指高峰期有1.45萬人[234]。
  - 九龍巴士車廂電視路訊通（RoadShow）今天起停播[235]。Buzplay在城巴和新世界第一巴士的巴士流動多媒體廣告服務代理權亦於今天屆滿，意味Buzplay並不能夠在城巴和新世界第一巴士的巴士上播出節目[236]。
- 7月2日：南丫島有1條成年雌性的中華白海豚擱淺，海洋公園相關人士到場後發現海豚身體已嚴重腐爛，並於現場為牠解剖發現其體內有1條未出生的海豚[237]。
- 7月3日：
  - 行政長官林鄭月娥首天到行政長官辦公室上班。她在上班前向傳媒表示她感覺任重道遠。她同時要求現屆政府在施政上要「關懷、聆聽、行動」，而在管治風格上要「創新、互動、協作」[238]。
  - 債券通於香港交易所開通[239]。
  - 選舉管理委員會下午公布《2017年行政長官選舉報告書》。報告書內談及籌備工作、選舉安排和投訴處理等話題，其中提到存有選民資料的手提電腦的失竊事件。選舉管理委員會表示該事件是「實屬不幸」[240]。
  - 兩批香港製造的日清食品有限公司進口至廣東順德日清食品的即食麵，被国家质检总局抽检驗出大腸菌群超標，分別為「黑蒜油豬骨湯味」和「東京醬油豬骨湯味」即食麵，中國內地當局已即時銷毀合共逾3000公斤的產品。日清香港對同一批次產品作內部品質檢查後證實並無問題，但確認該批次未在香港出售或流入香港市場[241]。
- 7月4日：醫院管理局成立的檢討小組公佈聯合醫院向鄧桂思遺漏開出抗病毒藥事件的調查結果。調查委員會認為涉及事件的兩位醫生警覺度不足。小組同時得知前線醫生有盡快處理臨床工作的心態，因而推測2位醫生忽略了重要風險。有小組成員認為聯合醫院在發生事故後在內部溝通、院方跟病人家屬溝通和協調方面不妥善。這位小組成員同時表示沒有跡象顯示事件中有人隱瞞，但指涉事人士低估了事件的嚴重性和處理事件時的逼切性[242]。
- 7月5日：
  - 行政長官林鄭月娥上任後首次以行政長官身份出席行政長官答問會[243]。
  - 6月30日習近平訪港期間無綫電視抽起香港電台節目《頭條新聞》，無綫回覆港台指明習近平首次以中共總書記兼國家主席身分訪港是重大新聞。其後點名港台傳訊總監伍曼儀罔顧事實，是非專業廣播人。最後指無綫要播放港台節目是「歷史遺留」，是不合時宜，應盡快終止這安排[244]。
- 7月6日：
  - 香港中文大學亞太研究所公布「中大香港生活質素指數」調查結果，研究發現香港人的生活質素指數6年來首次上升，而言論自由指數則連續4年下跌[245]。
  - 七警案中被判監2年的總督察黃祖成申請保釋等候上訴獲高等法院上訴法庭批准。處理上訴申請的上訴法庭副庭長倫明高認同另1位上訴法庭副庭長楊振權處理劉卓毅、劉興沛和黃偉豪3人就同一案件保釋申請提出的觀點。基於律政司不反對上訴，倫明高批准黃祖成保釋[246]。
- 7月7日：

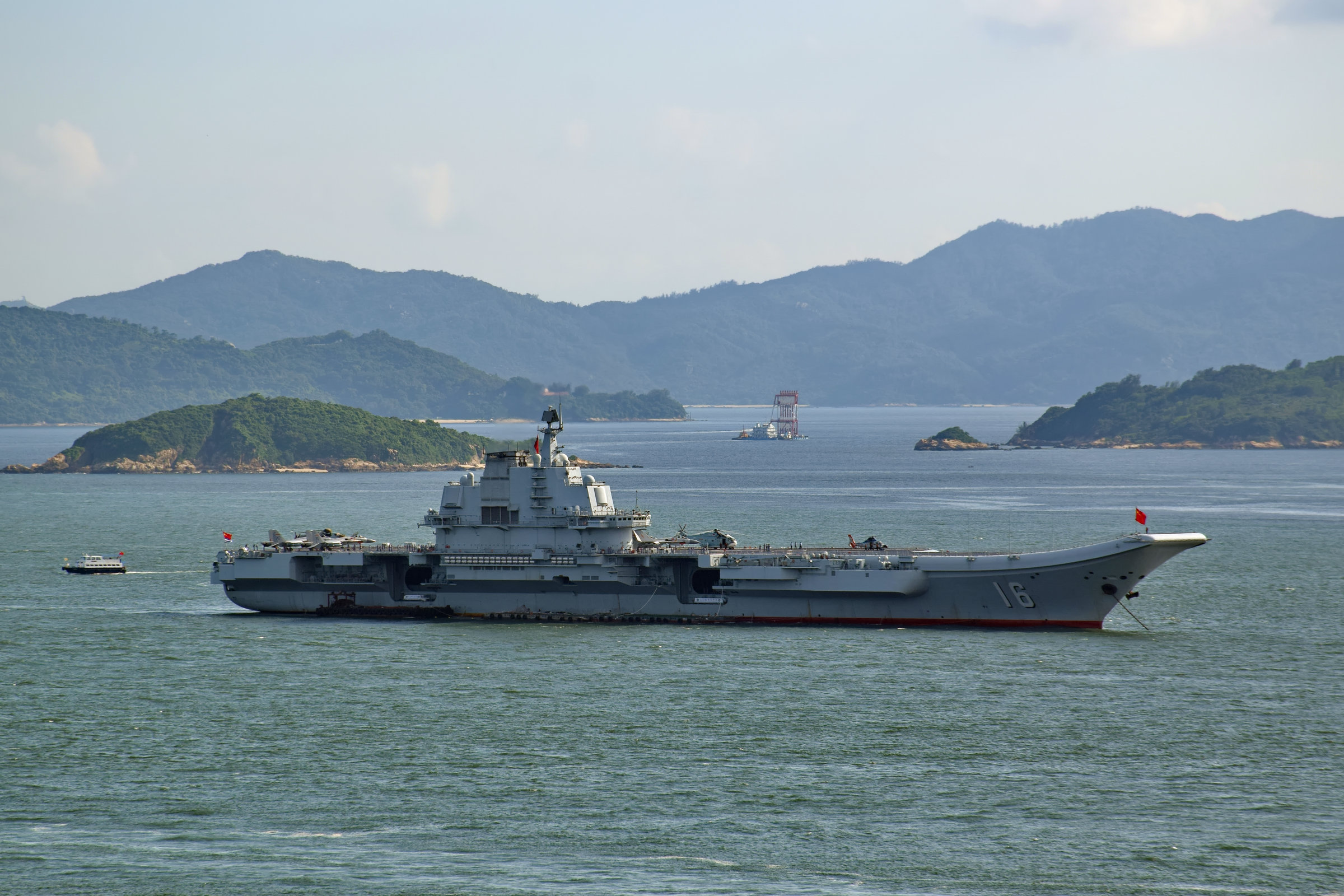
遼寧號訪港5日

- - 解放軍海軍16艦編隊航空母艦「遼寧號」及3艘屬艦訪港5日，期間會停泊在交椅洲對出海域。不少軍事迷及市民在數碼港及海怡半島一帶直擊過程[247]。
  - 《2017年道路交通 (修訂) 條例》刊憲生效，小巴座位上限由16增加至19[248]。
- 7月8日：一名25歲人士在社交網站上留言表示欲輕生後一小時，從港鐵大圍站天橋上攀越圍欄躍下，直墮10米下的車站大堂重傷，陷入昏迷，送院搶救後不治[249]。該人及後證實為擁有男兒身的性別認同障礙人士[250]。
- 7月9日：
  - 董建華家族持有的上市航運公司東方海外賣盤，東方海外發公告表示，由國企中遠海運涉資約492.31億元收購[251]。
  - 「守護城門河行動組」發起遊行，有過百名市民參與，反對恒隆集團將沙田城門河畔休憩用地改為住宅，建兩幢33層高的私樓[252]。

- 7月10日：

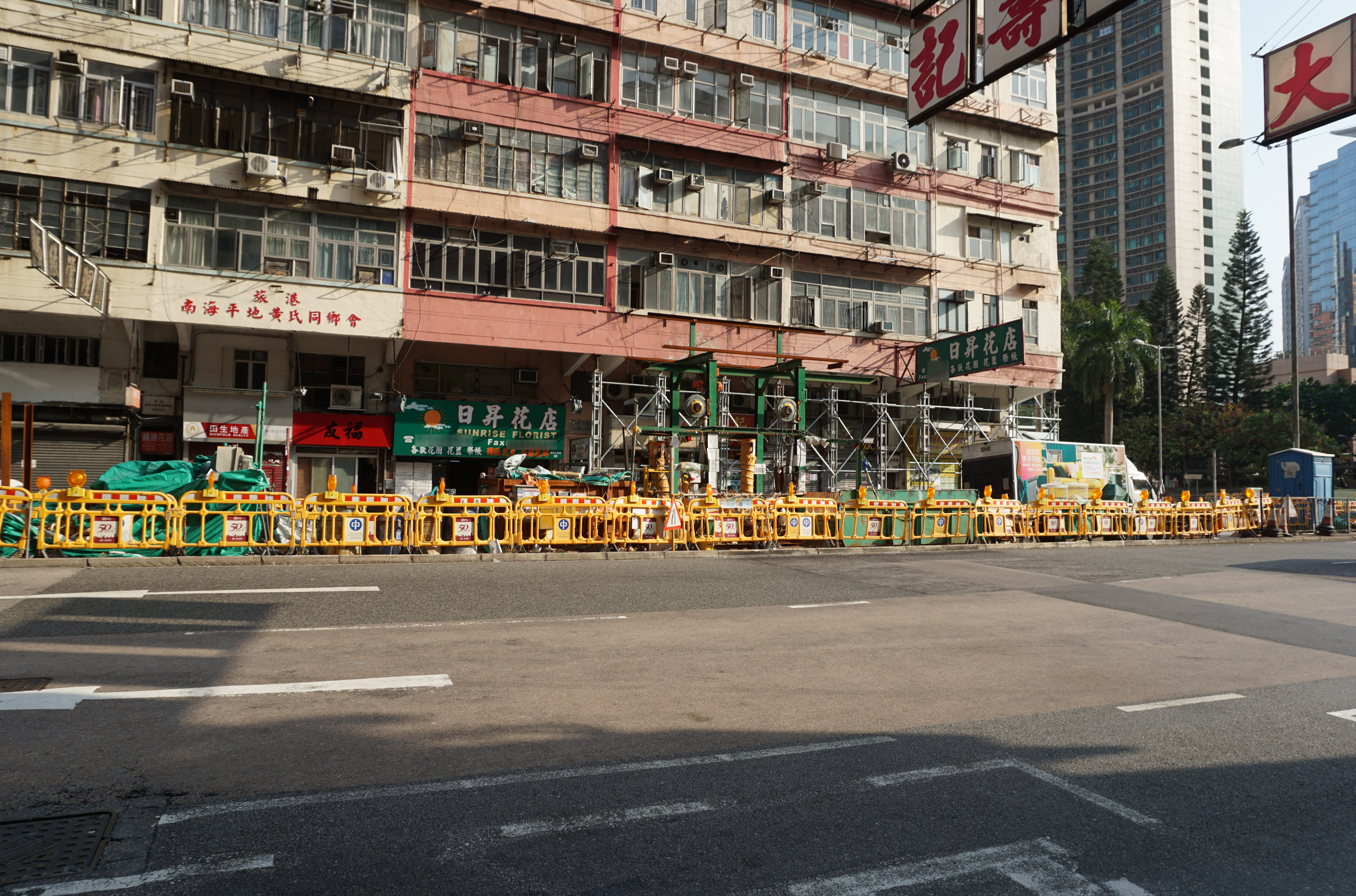
紅磡中電地底工程被水湧入，3人溺斃

  - 紅磡一個中電電纜小型挖掘隧道工程地盤發生工業意外。工程進行期間有水湧入地盤，3名工人疑走避不及被困。3人被救出送院後證實不治[253][254]。
  - 一名黑衣女子於5月30日在尖沙咀海運大廈外放置可疑物品一案，患精神分裂的18歲女被告被法庭判處接受4個月醫院令[255]。
- 7月11日：香港考試及評核局召開香港中學文憑考試考生成績公布記者會。今年共有6人獲得7科5**的成績，而6.1萬考生裏有2.1萬人考獲學士學位課程基本入學要求[256]。
- 7月12日：
  - 早上6時許，土瓜灣長寧街茶餐廳發生石油氣爆炸，事件造成4人燒傷，其中水吧師傅及一名食客危殆[257]。
  - 第6屆香港中學文憑考試放榜，獲得7個5**的6位考生分別來自聖保羅男女中學、庇理羅士女子中學、皇仁書院、民生書院和拔萃女書院[258]。
  - 2016年油麻地便利店店東被人使用利刀刺傷後不治案，被控謀殺的1名加籍越南男子被陪審團一致裁定謀殺罪成。法官依例將他判處終身監禁[259]。

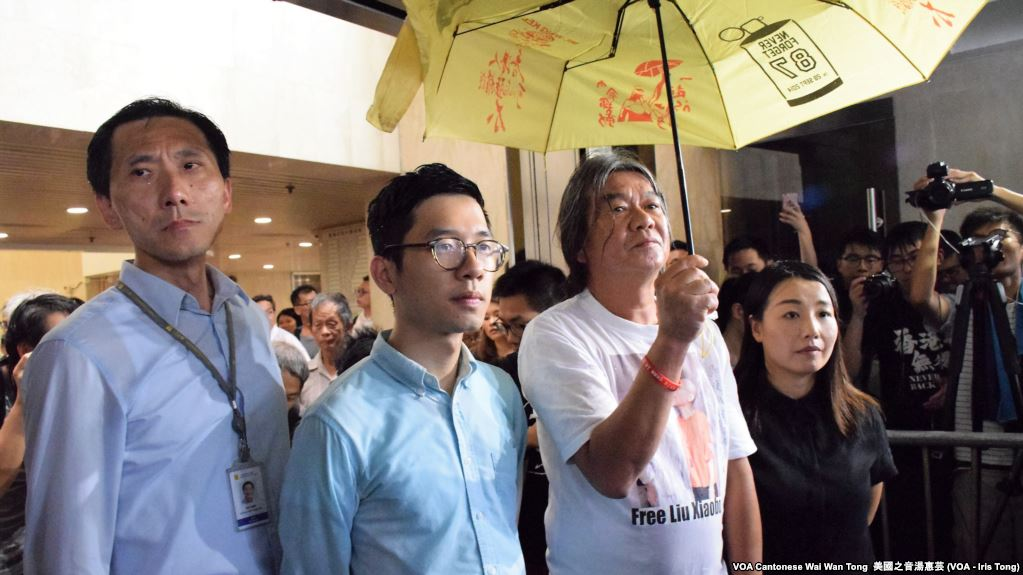
7月14日，高等法院原訟法庭裁定姚松炎、羅冠聰、梁國雄和劉小麗在2016年10月12日所作宣誓無效

- 7月14日：高等法院原訟法庭裁定劉小麗、梁國雄、羅冠聰和姚松炎在去年10月12日所作宣誓無效，4人的立法會議員資格自當日起被取消，民主派喪失分組點票否決權。法庭同時發出禁制令，禁止4人自稱自己為立法會議員和履行立法會議員職務。（參見：香港立法會宣誓風波）立法會派人即時拆除寫有他們名字的水牌[260]。數百名市民晚上前往政府總部公民廣場外集會聲援4人[261]。
- 7月15日：
  - 被取消議員資格的羅冠聰、劉小麗、姚松炎及梁國雄在一眾泛民議員護送下，一度硬闖會議室，但遭保安攔截，最後放棄闖入[262]。
  - 支聯會晚上發起悼念劉曉波的燭光遊行，以靜默方式前往中聯辦，警方估計最高峰時約有2500人參與[263]。
- 7月16日：
  - 夏季流感爆發，公立醫院內科迫爆，在7月15日錄得6498人次到急症室求診，整體內科病牀使用率111%，其中伊利沙伯醫院使用率達124%，平均等候時間超過15小時。「緊急」病人見醫生輪候時間達3小時。特首林鄭月娥到醫院視察，要求醫管局盡快制訂方案應對[264]。
- 7月17日：
  - 早前出售《都市日報》的香港商人黃浩，以5億元向壹傳媒收購香港及台灣兩地的《壹週刊》、已停刊的《忽然一週》及《FACE》等。壹傳媒工會發表聲明指對此表示痛心[265]。
  - 2016年旺角騷亂事件，5名被告年齡由18至48歲男子中，裁定其中3人暴動罪名成立，其餘兩人脫罪[266]。
- 7月18日：天文台在一天內三度發出黃色暴雨警告信號，其中在新界東雨勢最大，大埔、沙田及西貢分別錄得每小時雨量達89毫米、68毫米及64毫米，達到「黑雨級」（即每小時70毫米），在新界鄉郊地區大批村民被洪水圍困[267][268]。
- 7月19日：
  - 香港立法會通過優質教育新資源撥款，增加中小學教師，設立特殊教育主任，及為15間自資院校的學士學位課程的學生提供三萬元資助。
  - 香港出現全球首宗經輸血感染日本腦炎的個案。一名52歲男病人5月初到瑪麗醫院進行雙肺移植，其後發現一包血有日本腦炎病毒，其中一名病人5月初因自身疾病死亡。52歲男病人其後轉往葛量洪醫院留醫，證實感染日本腦炎，情況危殆[269]。
- 7月20日：
  - 2016年初圍堵香港大學校委會的香港大學學生會前會長馮敬恩被裁定恐嚇罪不成立，但被裁定公眾地方作出擾亂秩序的行為交替控罪罪成。副會長李峯琦亦被裁定阻礙公職人員罪成。裁判官押後判刑，准兩人保釋，但判監可能性相當高[270]。
  - 夏季流感處於高峯，醫管局公佈向私家醫院聖德肋撒醫院率先提供約50張低價病床，作為轉介重災區的伊利沙伯醫院病人[271]。
  - 興建中的廣深港高鐵香港段西九龍總站約4,000塊玻璃天幕陸續安裝，但在下午時段該天幕嚴重反射強光至毗鄰屋苑民居，造成困擾。港鐵稱會考慮在車站頂蓋及入口結構部分進行綠化，種植5至7米高的樹木遮擋陽光反射，但被質疑成效[272]。
- 7月23日：熱帶風暴洛克襲港，天文台發出今年第二個八號烈風或暴風信號。八號信號維持4小時後便除下，信號維持的時間是史上第3短[273]。受風暴影響，正在舉行的世界女排大獎賽一度改為閉門作賽，不安排觀眾入場；香港書展就順延開放時間[274]。
- 7月25日：

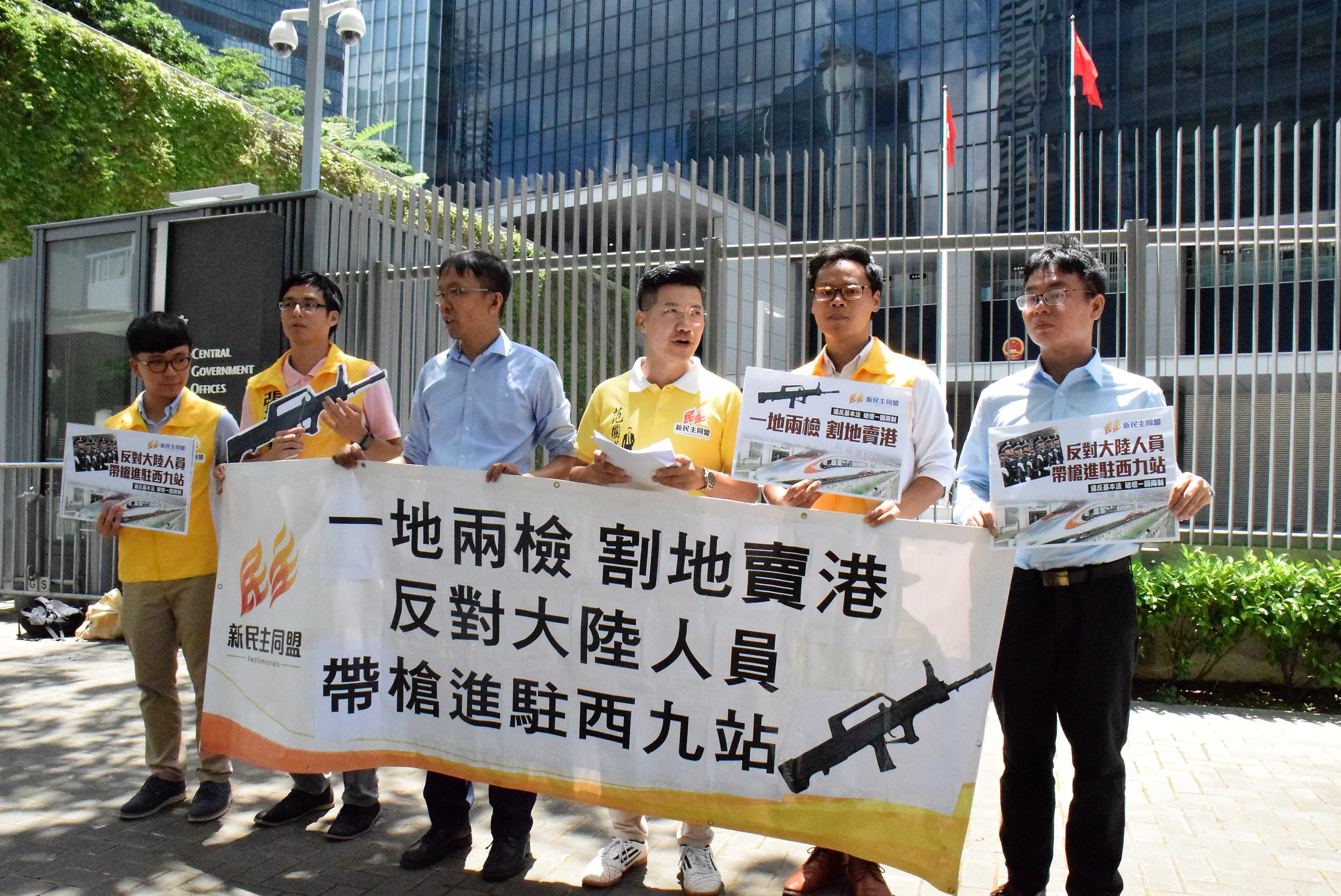
港府公佈高鐵一地兩檢方案，新民主同盟多名區議員帶同模型槍械到政府總部抗議

- - 政府公佈高鐵西九龍站一地兩檢方案，會透過全國人大常委會授權及本地立法三個步驟，將10.5萬平方米樓面内地口岸区從法律上剔出香港範圍，全面實行內地法律[275]。
- 7月26日：
  - 3名市民就高鐵西九龍站「一地兩檢」方案提出司法覆核。律政司司長袁國強出席商台節目時表示，根據《基本法》第7條，香港境內土地全屬國家所有，形容國家才是「業主」，有權向「租客」（香港）租回其中一個房間。泛民主派立法會議員批評袁國強的比喻荒謬，令一國兩制名存實亡[276]。
  - 領展發表公告，出售估值合共150億元商場資產。此外股東及記者首次被拒進場股東會[277]。
  - 經營《黑紙》、《100毛》雜誌及毛記電視的「毛記葵涌有限公司」，遞交申請在聯交所主板上市[278]。
  - 醫院管理局今天起向聖德肋撒醫院借用48張病床，以舒緩流感高峰期公立醫院內科病床使用率爆滿的情況[279][280]。這屬歷史上首次公立醫院向私家醫院借床應付需求，所需費用均由醫管局支付，料3個月耗費公帑2,000萬元[281]。
  - 嘉安石礦向政府交還完成爆破的安達臣道石礦場，並於同日在礦場內舉行交接儀式[282]。至此，香港僅餘下藍地一個石礦場仍在運作。
- 7月29日：
  - 一名約1.7（5.6英尺）高男子凌晨埋伏在秀茂坪順天邨花槽，向19歲歸家少女下手，以環保袋笠頭企圖施暴但事敗。警列企圖強姦案[283]。兩天後（31日）警方鎖定疑犯居住寶達邨，凌晨大批探員掩至寶達邨通緝疑犯，期間發現17歲男子於水渠房上吊，當場死亡，調查後死者傷勢和犯案工具與企圖強姦案疑人吻合[284]。這是3個月內第3宗風化案疑犯自縊身亡[285]。
  - 受到颱風納沙及熱帶風暴海棠影響，普遍地區最高氣溫上升至攝氏34度或以上[286]。下午5時，16個空氣監測站中有15個錄得空氣質素健康指數健康風險級別最惡劣級別的10+「嚴重」水平，只有塔門錄得9「甚高」水平[287]。
- 7月30日：下午4時30分，香港天文台總部錄得34.8度。其中上水、沙田、黃大仙、九龍城、西貢、跑馬地、深水埗及赤鱲角達37度[288]。所有路邊監測站的空氣質素健康指數於下午4時30分時錄得代表甚高至嚴重健康風險水平的「10」或以上[289]。
- 7月31日：
  - 1名市民早前透過律師入稟高等法院要求裁定立法會議員朱凱廸及鄭松泰宣誓成為立法會議員的宣誓是否有效。該市民先前因沒有在指定時間內繳交保證金而令案件自動暫緩，並再次入稟要求重啟案件。法官今拒絕他補交保證金，並下令該市民須支付對方的訴訟費。案件繼續擱置[290]。
  - 立法會前議員梁國雄涉於在任立法會議員期間收受黎智英25萬元捐款而沒有向立法會申報，梁及後被控一項「公職人員行為失當」罪。案件今天宣判，法官裁定梁的罪名不成立[291]。
  - 香港4名小學生代表隊參與於印度勒克瑙舉行「國際數學競賽InIMC 2017」，勇奪全場總冠軍。這是香港代表隊在國際數學競賽中首次獲得的最高殊榮[292]。

### 8月
- 8月1日：
  - 恆生指數升破27500點，創超過2年的新高。主板全日成交額超過1000億港元[293]。
  - 教宗方濟各批准天主教香港教區主教湯漢樞機退休並同時委任助理主教楊鳴章接任香港教區主教[294]。
  - 明報發現屯門黃金泳灘岸上有大量垃圾。垃圾種類包括木條、樹枝、膠樽和發泡膠盒等，亦有印有簡體中文字的醫療廢物及各項物品。環境保護署經初步推斷後表示岸邊有垃圾因為是7月尾深圳及香港北區的垃圾被暴雨沖進后海灣範圍，再經各風向轉變而被沖上黃金泳灘、舊咖啡灣泳灘及新咖啡灣泳灘。署方續示已即時派人處理垃圾[295]。
  - 政府委任10位副局長和8位局長政治助理。（參見：香港政治委任制度）當中包括最受爭議，剛辭去福建中學（小西灣）校長和香港教育工作者聯會副主席職務的蔡若蓮出任教育局副局長。副局長和局長政治助理的名單如下[296]：

| 決策局           | 副局長       | 副局長現職/前職                                       | 局長政治助理 | 局長政治助理現職/前職           |
| ---------------- | ------------ | ----------------------------------------------------- | ------------ | ------------------------------- |
| 政制及內地事務局 | 陳帥夫       | 運輸及房屋局副秘書長（運輸）                          | （沒有公布） | （不適用）                      |
| 教育局           | 蔡若蓮       | 中學校長                                              | （沒有公布） | （不適用）                      |
| 環境局           | 謝展寰       | 環境保護署副署長                                      | 區詠芷       | 環境局局長政治助理              |
| 食物及衞生局     | 徐德義       | 醫院管理局九龍東醫院聯網總監、 基督教聯合醫院行政總監 | （沒有公布） | （不適用）                      |
| 民政事務局       | （沒有公布） | （不適用）                                            | 黎穎瑜       | 勞工及福利局局長政治助理        |
| 勞工及福利局     | 徐英偉       | 民政事務局局長政治助理                                | （沒有公布） | （不適用）                      |
| 保安局           | 區志光       | 警務處刑事及保安處處長                                | 劉富生       | 保安局局長政治助理              |
| 運輸及房屋局     | （沒有公布） | （不適用）                                            | 符傳富       | 自由黨青年團主席                |
| 商務及經濟發展局 | 陳百里       | 商務及經濟發展局局長政治助理                          | 馮海容       | 一所國際公共關係顧問公司職員    |
| 發展局           | 廖振新       | 土木工程拓展署新界西拓展處處長                        | 馮英倫       | 發展局局長政治助理              |
| 財經事務及庫務局 | 陳浩濂       | 中西區區議員                                          | 楊寶蓮       | 團結香港基金高級研究員          |
| 創新及科技局     | 鍾偉强       | 創新及科技局副局長                                    | 張曼莉       | 政賢力量顧問 新世界集團助理經理 |

- 8月2日：
  - 立法會刊憲，公布梁國雄、羅冠聰、劉小麗和姚松炎原本分別屬新界東選區、香港島選區、九龍西選區和建築、測量、都市規劃及園境界功能界別的立法會議席出缺。政制及內地事務局局長聶德權表示現時未能確定補選的時間，但則表示9月會有較明朗的答案[297]。
  - 立法會議員、學者、民間團體代表和12個大專學生會成員共94人成立「一地兩檢」關注組。關注組同時發表聯署書反對政府推出「一地兩檢」，並要求政府停止發放誤導信息、撤回「一地兩檢」方案及就相關議題諮詢公眾。關注組臨時聯絡人、立法會議員陳淑莊表示希望於3個月內收集超過30萬市民的簽名而令政府撤回「一地兩檢」方案[298]。
- 8月5日：早上11時，港鐵觀塘線牛頭角站與藍田站之間路段發生罕見的「聯鎖系統」故障，列車服務受阻超過10小時，故障初期彩虹站至調景嶺站每15分鐘一班，到下午2時30分，觀塘線列車維持5分鐘一班，車程較正常延誤約5至10分鐘。港鐵同時安排免費接駁巴士，接載受影響乘客往來彩虹站至油塘站。根據服務延誤罰款機制的計算方程式，港鐵只需罰款200萬元，於明年透過票價優惠計劃回饋乘客[299][300]。
- 8月6日：兩艘內地貨船在8月3日於珠江口相撞後，多達9,000噸的棕櫚硬脂（下稱油污）流向香港，並沖上香港泳灘、長洲以至維多利亞港。康樂及文化事務署緊急宣佈封閉南丫島、大嶼山及港島南區共10個泳灘。唯內地部門在事件發生兩日後才通知香港[301]。
- 8月7日：
  - 大學聯合招生辦法公佈遴選結果，4.85萬考生中有1.76萬人獲大學取錄修讀學士課程[302]。
  - 去年旺角騷亂中，其中5人被控暴動，其中3人罪成，兩人判囚3年。至於案發時年僅18歲的被告則判入教導所[303]。
  - 8月7日晚上至8月8日早上香港出現月偏食，月偏食由7日晚上11時48分開始至8日早上4時53分完結。食甚則於早上2時21分出現。下一次在香港看到月食是2018年1月31日的月全食[304]。
- 8月8日：

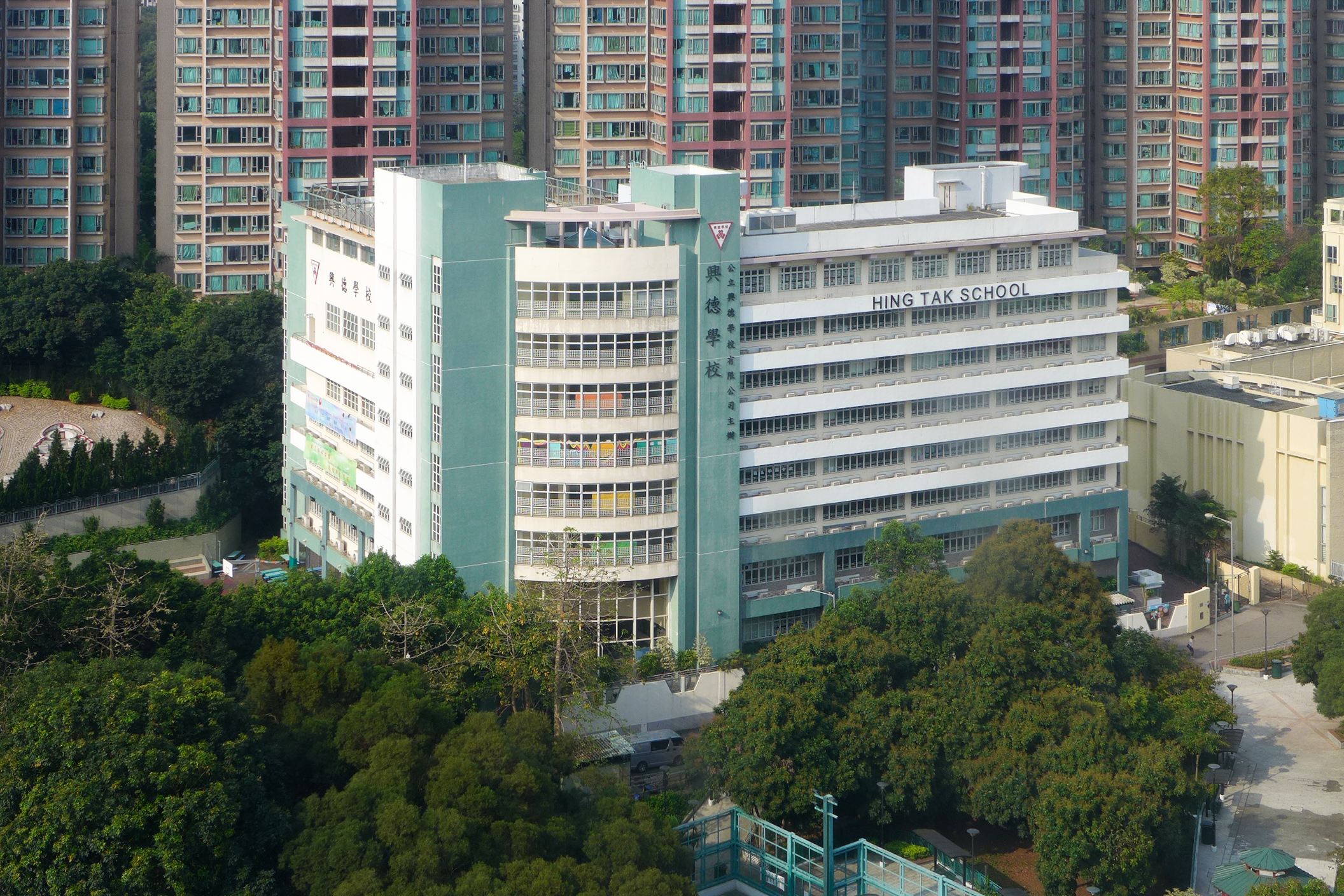
屯門興德學校被揭發有29名「影子學生」及涉偽造文件醜聞

- - 屯門興德學校被揭發有29名「影子學生」，虛報學生人數及涉偽造文件醜聞。校長陳章萍召開記者招待會否認指控，不過多個該校的前任及現職教職員反駁校長的說法。其後屯門警區重案組探員到校園搜證，教育局亦表示已作深入調查[305]。
  - 落馬洲新田公路凌晨1時許，一輛運載重型機器的拖架及尾隨的護航七十車停在慢線，此時一輛中港旅遊巴士載客從荃灣開往落馬洲管制站突然失控猛撞兩車，旅遊巴司機被拋出車外倒臥於反方向的快線路面，頭部重創，當場死亡。旅遊巴再在無人駕駛下衝前200米才由車上一名休班司機煞停。1死10多人傷[306][307]。

- 8月9日：凌晨3時許，一名的士司機駕車至環球貿易廣場對開的士站時，發現一名29歲廖姓女子倒臥馬路位置，救護員檢查後證實女事主已死亡。該女子為廣東政協常委廖榕就的29歲女兒廖依琳，在7日至凌晨登記入住香港麗思卡爾頓酒店。經調查後，初步懷疑有人從102層的隔火層位置攀過圍欄墮下。大廈10餘樓凸出的玻璃窗被發現碎裂，懷疑為女事主墮樓時壓中，警方正調查其墮樓原因[308][309][310][311]。
- 8月11日：民主黨早上召開記者會，黨員林子健於會上聲稱自己昨日下午4時許於旺角疑被內地執法人員帶走禁錮及毆打恐嚇，並於今天凌晨從西貢一個沙灘醒來。林表示自己曾遭迷暈、被毆打及被釘書機釘打進大腿。林到達瑪麗醫院後，有法醫為他驗傷。案件由警務處西九龍總區重案組調查，該組探員於下午5時許到達林留醫的地方為他錄取口供[312][313]。

- 8月12日：

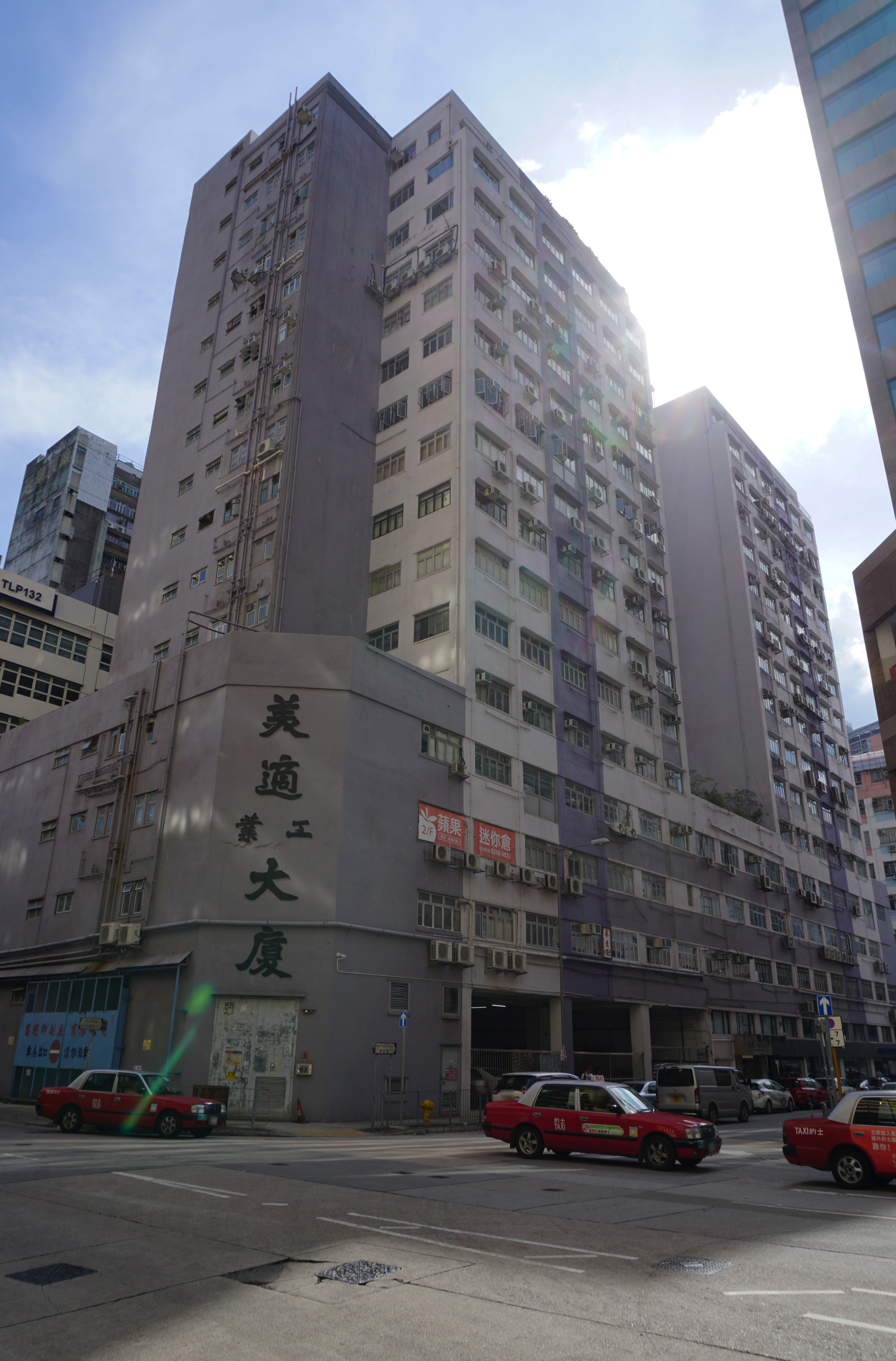
葵涌工廈火警，3人焗斃

  - 葵涌美適工業大廈10樓一個劏房單位有年輕租戶疑用磷粉等工具玩魔術時失火，大火堵塞出口，年齡介乎18至25歲2男1女躲進無窗的廁所終被焗死[314]。
  - 一輛泥頭車駛經九龍灣國際展貿中心對開的啟福道時突然失控衝向正在巴士站上落客的九巴。九巴右邊車窗被掃毀，泥頭車上泥漿亦傾瀉而出。巴士右邊車身和下層車內滿佈泥漿，沾污部分乘客。泥頭車司機自稱患有腦痙攣[315][316]。
- 8月15日：
  - 因參與反新界東北撥款示威早前被裁定參與非法集結罪成立而被判80至150小時社會服務令的黃浩銘、何潔泓、林朗彥和嚴敏華等13人被律政司覆核刑期得直。高等法院上訴法庭改判13人即時監禁8至13個月[317]。
  - 聲稱被內地執法人員帶走禁錮及毆打恐嚇的民主黨黨員林子健被警方以涉嫌誤導警務人員拘捕。及後，林被押返馬鞍山錦豐苑家中調查[318]。
- 8月18日：涉偽造文件和製造「影子學生」的興德學校，校董會召開會議商討罷免校長陳章萍。其後25人的校董會以17票贊成、2票反對、2票棄權、1人因利益衝突而沒有投票、3人缺席會議的情況下大比數通過即時罷免陳章萍。校董會表示已按照律政司的意見以僱傭條例向陳發出解僱信，並已開始招聘新校長的工作[319]。（參見：興德學校風波）
- 8月20日：
  - 青嶼幹線於凌晨0時實施雙向收費。司機經過收費廣場時不需要像未實施雙向收費前一次過支付來回$30元，而只需每程支付$15[320]。
  - 多個政黨和社運組織在下午發起「聲援在囚抗爭者，抗議政治迫害」遊行聲援在囚社運人士。大批遊行人士企滿灣仔修頓球場及軒尼詩道並由灣仔盧押道遊行至終審法院大樓。警方指遊行最高峰有2.2萬人參與，這是佔領運動後遊行人數新高[321]。
  - 一輛九巴N368線通宵巴士凌晨1時許在荃灣路北行行駛途中於環宇海灣撞向一個車禍現場。正在處理車禍善後的警車被撞，形同廢鐵。一輛私家車的司機走避不及被撞倒並掉落約10米高的橋底，跌在一輛私家車尾部，該名男子重傷命危，另有4名乘客受傷。九巴女車長涉嫌危險駕駛引致他人身體受嚴重傷害被捕[322]。
- 8月21日：
  - 財政司司長陳茂波夫婦涉對漢基國際學校校董盧光漢兒女進行誹謗一案，盧方被高等法院上訴法庭駁回上訴後直接向終審法院提出上訴申請。終審法院批出終審上訴許可，並指涉及案件的言論是否惡意、受「受約制特權」保障以致案件是否有需要重審皆有爭議。案件預計於2018年3月進行審訊，預計需要2天[323]。
  - 伊利沙伯醫院公布1宗醫療風險警示事件。1名68歲男病人於3月中旬到該醫院深切治療部接受治療並於4月上旬進行腸道切除手術。由於該病人手術後出現併發症，他需要植入導管以補充營養液。8月18日中午，病人的左邊身體癱瘓。經各醫生診斷後發現他右腦出現微細氣泡，而臨牀徵狀跟急性中風相同。病人接受高壓氧治療後轉到東區醫院深切治療部留醫，情況嚴重。伊利沙伯醫院表示已將事件向醫院管理局通報，並會成立委員會調查事件[324]。
  - 懲教署署長邱子昭展開退休前休假，副署長林國良接任署長一職[325]。
- 8月22日：
  - 政府再委任1名副局長及2名政治助理，而財政司司長政治助理、運輸及房屋局副局長、政制及內地事務局、食物及衞生局和勞工及福利局三局局長的政治助理共5個職位仍然懸空。以下為新委任的副局長和政治助理名單：[326]

| 司長/決策局 | 職位     | 姓名   | 現職/前職          |
| ----------- | -------- | ------ | ------------------ |
| 民政事務局  | 副局長   | 陳積志 | 民政事務總署副署長 |
| 政務司司長  | 政治助理 | 蕭嘉怡 | 中西區區議員       |
| 教育局      | 政治助理 | 施俊輝 | 匯賢智庫行政總監   |

- - 下午2時半，天文台總部錄得36.6度。溫度是自1885年有紀錄以來於天文台總部錄得的最高溫。多區錄得37度或以上的高溫，其中濕地公園的溫度達39度[327][328]。
  - 香港運動員何詩蓓於世界大學生運動會女子100米自由泳決賽裏以54.1秒奪得金牌，亦是港隊於這屆世界大學生運動會裏奪得的第1面獎牌[329]。
  - 一名男地盤工人涉於2014年5月在家中多次侵犯13歲的女兒，其中包括撫摸和親吻熟睡女兒的雙乳。2016年，該地盤工人企圖進入房間強姦女兒並以下體磨擦女兒的大腿，最終在床上射精。被告先前承認強姦、非禮及企圖強姦等4項罪名並於高等法院原訟法庭被判罪成，法官判處監禁10年半[330]。

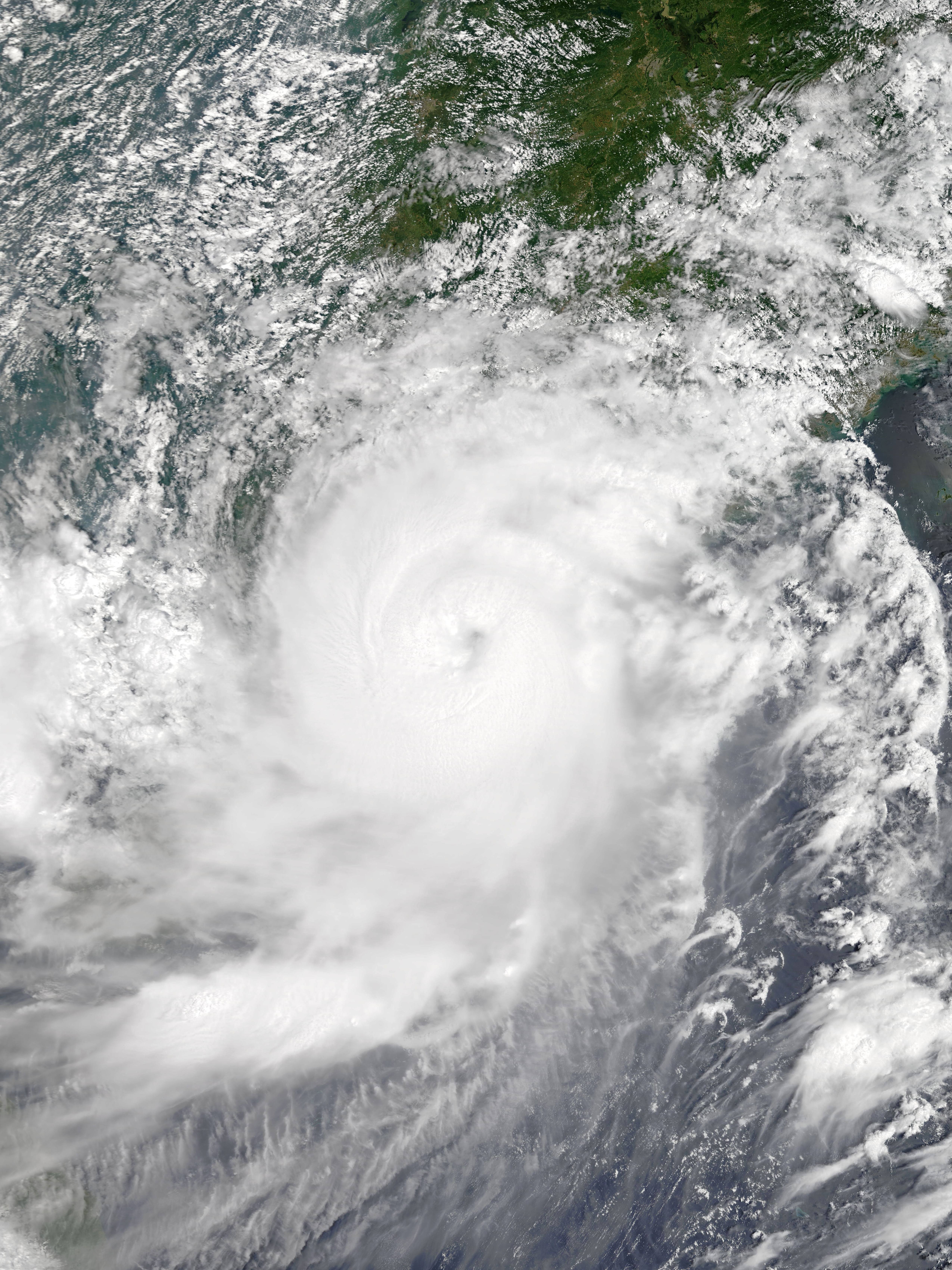
美國太空總署於8月23日拍攝的「天鴿」衛星圖像

- 8月23日：

- - 超強颱風天鴿[331]正面吹襲香港[註 2]，天文台於上午5時20分發出八號東北烈風或暴風信號[334]。天文台在上午8時10分改發九號烈風或暴風風力增強信號並在1小時後發出自2012年強颱風韋森特以來第1個十號颶風信號[335][336]。下午2時10分，天文台改發八號東南烈風或暴風信號[337]。3小時後，天文台改發三號強風信號[338]。下午6時20分，天文台將熱帶氣旋警告級別降為一號戒備信號[339]。晚上8時40分，所有熱帶氣旋警告信號取消[340]。
  - 颱風襲港期間，港鐵一度暫停地面、架空路段列車、輕鐵和巴士服務，於地底行駛的列車路段維持有限度服務[341]。下午2時10分天文台改發八號東南烈風或暴風信號後，港鐵表示部分地面和架空路段會逐步提供有限度服務，並會在可行情況下盡快恢復輕鐵和巴士服務[337]。土瓜灣「昇御門」屋苑吊船被風吹至搖搖欲墜並撞向1樓3個單位的窗戶，家居雜物被吹走，窗台的玻璃被撞碎。而小西灣運動場的跑道和部分草皮被泥水淹沒。杏花邨更成爲重災區之一，地庫停車場20多部車輛被沒頂，車主損失或逾千萬元[342][343]。天鴿襲港期間有最少121人受傷、近700宗塌樹報告、8宗水浸及1宗山泥傾瀉報告。香港國際機場有接近500班航機取消[344]。
  - 工黨主席胡穗珊突然辭去黨主席及退黨。工黨表示收到胡以書面通知其決定，並指執行委員會多次挽留後尊重她的決定。黨務副主席趙仕信接任為代理黨主席直至2017年年底選出新主席為止[345]。

- 8月24日：
  - 原定於8月23日購買居者有其屋（居屋）單位的首批90位買家受颱風影響而延至今天購買。這次發售的單位包括彩興苑、梅窩的銀蔚苑和同屬梅窩的銀河苑，2000個單位售價界乎130萬至385萬[346]。
  - 房屋委員會（房委會）擬重建位於黃大仙、有接近40年樓齡的美東邨，並預計於2020年11月清拆屋邨。美東邨約630戶共1500位住戶受到影響，房委會會安排這些住戶2020年8月到安置屋邨東匯邨二期[註 3]居住。石硤尾白田邨第9至11座則將於2020年4月開始進行重建，而第13座則於2021年1月開始。4座合併有約2300戶共7000人受到重建影響而需要搬遷到白田邨第7、8期及11期或2018年中旬入伙的深水埗蘇屋邨[347]。
  - 港鐵觀塘線於8月初出現故障而導致列車服務延誤達10小時。當日延誤時間最長的一班列車為83分鐘，政府根據機制而決定港鐵公司需要以票價優惠的方式罰款200萬港元。至於港鐵公司已成立高級別調查小組調查事件，預料於10月公布調查結果[299][300]。
  - 9歲的譚芷昀在第12季《全美一叮》的半準決賽裏打敗其他對手晉級準決賽[348]。
- 8月25日：終審法院處理梁頌恆和游蕙禎就其進行立法會宣誓是否有效的終審上訴許可申請。首席法官馬道立、常任法官李義和霍兆剛將會處理該上訴許可申請[349]。終審法院法官聽取梁游一方的理據後直接拒絕接受他們的終審上訴申請，意味他們去年的作出立法會誓詞正式宣告無效，取消立法會議員資格。終審法院指2人的理據沒有任何爭議並指梁游必須支付政府一方2名律師的訟費，判詞將稍後頒發[350]。（參見：香港立法會宣誓風波）
- 8月26日：兩度換肝的鄧桂思因感染併發休克，凌晨於瑪麗醫院離世，終年43歲。個案將交由死因裁判法庭跟進[351]。
- 8月29日：長沙灣麗新商業中心一幅面積約3呎乘4呎的瓷磚外牆剝落，擊中在後巷工作的68歲男工人，送院後證實身亡[352]。
- 8月30日：
  - 香港摩天輪在沒有預告下突然停業，未有交代原因及重新開放的日期，網頁亦無法開啓[353]。
  - 觀塘裕民坊開業36年的麥當勞因為觀塘重建結束營業，店內水洩不通，但無阻過百名市民「打卡」及自拍[354]。

### 9月
- 9月4日：

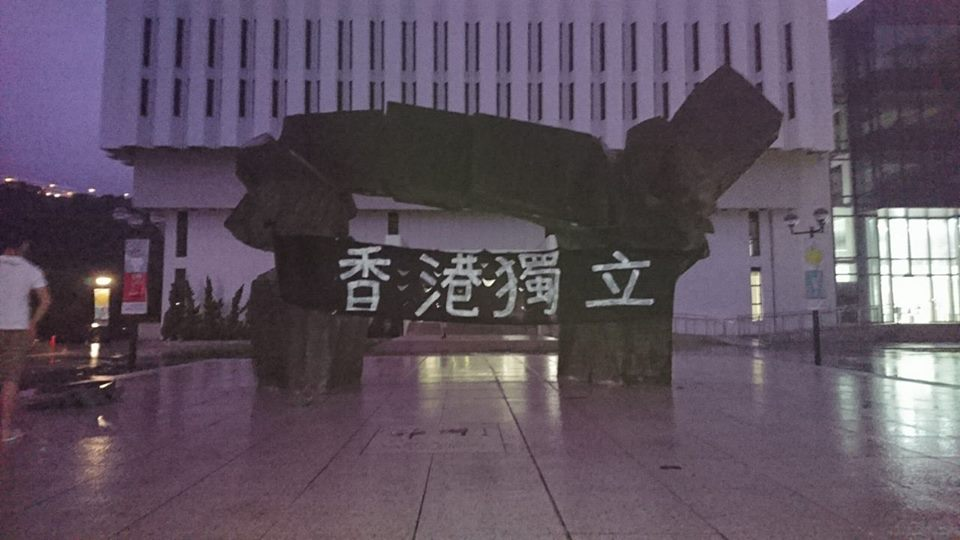
香港中文大學校園被掛上「香港獨立」橫額

- - 油麻地住宅御金·國峯7座28樓一個單位發生墮樓命案，一對分別30及29歲的公務員夫婦被發現各自倒斃於5樓兩個毗鄰單位的平台，救護員接報到場後證實兩人當場死亡，大批重案組探員封鎖現場調查。警方初步調查認為涉及婚姻感情問題，女方懷疑丈夫發生婚外情，於是決定分居。男事主在清晨從九龍城沙浦道乘的士持刀返回寓所，後來疑發生爭執，最終釀成慘劇。女死者身體多處有明顯刀傷[355]。
  - 香港摩天輪新營辦商TECL發聲明指雙方無法就交接達成共識。舊營辦商表明，若沒進展會在9月7日拆卸摩天輪。
  - 香港中文大學舉行開學禮，校園多處被掛上與「香港獨立」相關橫額或海報等宣傳品，校方指「有關言論已經違反香港有關法律，亦有違校方一貫不贊成港獨的立場」為由，其後將相關物品拆走。學生會呼籲同學支援阻止[356]。
  - 中國內地近月公佈《禁止洋垃圾入境推進固體廢物進口管理制度改革實施方案》，今年底起禁止進口未加工廢塑料、未經分揀廢紙等24類固體廢物。措施重創香港回收業，有回收商考慮短期內結業[357]。

- 9月5日：
  - 香港中文大學、香港理工大學、香港城市大學和香港浸會大學等院校的民主牆相繼出現支持和聲援中文大學學生會的港獨橫額的標語與單張，其間有操普通話的疑似內地學生撕毀這些物品[358]。
  - 一名多次在學界獲科學發明獎項、天生殘疾的16歲「小發明家」中五男生在開學僅僅兩天，凌晨在屯門家中留下遺書跳樓身亡。各人對其自尋短見的原因感到不解，警方循生活、學業及家庭背景等了解其輕生原因[359]。
  - 多名於2017/18學年前往英國留學的香港學生留學簽證發生問題，延誤多達一個月仍未獲批[360][361][362]。林鄭月娥在9月5日親自會見英國駐港總領事，處理有關問題。港府亦於當天下午3時設立24小時熱線及電郵，供有需要的學生作出查詢[363]。至9月13日，留學簽證的情況已大致回復正常[364]。
- 9月6日：
  - 本地多所大學校方繼續把港獨標語移除下來。有來自雲南的學生雖不支持港獨，但也認為基於言論自由原則下撕毀標語的行為是不能接受的。有本地學生認為每個人的意見都應該被接納[365]。
- 9月7日：
  - 教育局副局長蔡若蓮的25歲任職物理治療師的長子在單車意外重創後患上抑鬱症，於中午在擎天半島3座41樓的住所跳樓死亡，其後香港教育大學在大埔校舍內的民主牆出現「恭喜蔡匪若蓮之子魂歸西天」的冒犯標語，特首、教育局及校方都作出強烈譴責，並引發香港教育大學涼薄大字報事件[366]。
  - 鄭松泰侮辱中國國旗及香港區旗表證成立。民建聯立法會議員劉國勳承認當日展示的國旗只是「複製品」，辯方資深大律師指擺放國旗區旗的方式不合規[367]。
  - 行政長官林鄭月娥提出港人首次置業上車盤。身兼土地供應專責小組主席的房委會資助房屋小組委員會主席黃遠輝估計，首置盤售價可能是市價的一半，甚至更低。黃指公私營合作是可考慮方案，不少新界農地有可能作為首置盤用地[368]。
  - 屯門山景邨揭發雙屍案。一對相依為命母子被發現倒斃在住所客廳地上，估計已經死去4星期[369]。
- 9月8日：
  - 繼香港教育大學出現冒犯標語後後，香港城市大學的保安員於9月8日深夜，發現3名男女在民主牆貼出相類「恭喜」字詞，該三名人士未能及拒絕出示證件，最後逃離現場。城大指有關標語並沒有填寫學生姓名及編號，現階段沒有任何證據顯示涉事人士與大學有任何關係，會配合警方調查[370]。
  - 九巴屯門總修中心一輛被拆去6個車軚的亞歷山大丹尼士Enviro 500 MMC雙層九巴，懷疑是撐起該車輛等待修理的千斤頂折斷，導致巴士向右翻側，擱在黑色工具車上，無人受傷。九巴職員權益工會理事長李國華表示意外較罕見，相信是承托巴士的工具出問題所致。九巴回覆強調重視工業安全，有適當措施保障員工在工程進行期間的安全。事件起因仍有待了解[371][372]。
  - 政府飛行服務隊在香港海上救援協調中心接獲求助報告後派出超級美洲豹直升機、挑戰者605型定翼機和8名機組人員前往不在香港境內的汕頭水域，拯救一艘爆炸着火的中國內地漁船，並成功地救起7名船員，載返港急救，其中6人危殆。由於返港航程要1小時45分鐘，飛機沒有足夠燃料，因此曾在海上鑽油台上加油，再飛回灣仔的停機坪，傷者分送港九新界共5間醫院救治[373]。
- 9月9日：
  - 香港教育大學的民主牆出現冒犯教育局副局長蔡若蓮的標語後，凌晨教大的民主墙再度出現「恭喜刘匪晓波魂归西天，祝贺刘霞永被我党软禁」的簡體字標語，張貼者亦未有依規則在海報上登記學生資料[374]。教大校方對此表示極度遺憾、强烈谴责，并移除了有关标语。根据消息人士透露，刘晓波家属对此回应称“海外什么人都有，对标语的内容‘不想知道’”[375][376]。

- - 香港教育大學在調查民主牆事件時洩露閉路電視截圖，令兩名疑似張貼侮辱蔡若蓮大字報的青年容貌曝光，教育大學學生會質疑校方故意向傳媒披露閉路電視截圖製造白色恐怖，要求校方道歉及追究洩露截圖的決策人[377]。

- - 一群來自中學及小學的校長發起聯署譴責香港教育大學民主牆事件，要求校方徹查及處分，有校長亦向教大發電郵表明不會錄用近幾屆的香港教育大學畢業生。教大學生會會長黎曉晴引述校方指有十名學生被中小學取消實習。教育局局長楊潤雄出席活動時表示，未聽聞個別學校「永不錄用」教大學生，相信中小學校長會理性處理聘用教師的問題。另一方面，教大稱會合併兩宗冒犯標語事件調查[378]。

- 9月10日：
  - 一名陳姓58歲女子於荃灣圓玄學院墮進化寶爐受傷。3名救人的消防員受傷，其中2人治療後出院。另外1人腳部有70%皮膚二級燒傷[379]。4名消防員進下化寶爐拯救，其中1人雙腳70%皮膚二級燒傷需留院[380]。警員循自殺方向調查。該女子在12日清晨傷重不治[381]。
  - 全港中學電競大賽2017決賽於數碼港舉行。比賽分英雄聯盟、部落衝突：皇室戰爭及4個項目，有超過70所學校合共300名學生參賽。其中香港華仁書院隊伍於絕對武力：全球攻勢決賽中擊敗伯裘書院奪冠[382]。
- 9月11日：
  - 前立法會議員劉小麗、梁國雄、羅冠聰和姚松炎今年7月被高等法院原訟法庭法官取消立法會議員資格一案，劉小麗和梁國雄向高等法院上訴法庭申請上訴[383]。羅冠聰和姚松炎則分別以「法律費用高昂」和「一籃子因素」為由而不會提出上訴[384]。
  - 沙田警區就中文大學醫學院麻醉及深切治療學系副教授許金山妻女2015年私家車內昏迷致死一案以2項涉嫌謀殺罪拘捕許金山並於下午將許帶到沙田裁判法院提堂。2015年5月下旬，許金山妻女於私家車內昏迷。2人送院後不治，法醫驗屍結果顯示2人是吸入一氧化碳中毒致死[385]。
- 9月14日：選舉管理委員會公布將會於2018年3月11日就梁頌恆 、游蕙禎、 羅冠聰和姚松炎原本分別屬新界東選區 、九龍西選區、香港島選區和建築、測量、都市規劃及園境界功能界別的立法會議席空缺進行補選[386]。
- 9月15日：
  - 凌晨有一名28歲女子在深水埗拒絕一名南亞裔男子索取香煙後，被推入後樓梯強姦及搶去手機。警方兩天後於通州街橋底拘捕一名疑涉案持香港身份證巴基斯坦籍男子[387]。
  - 香港中文大學校長沈祖堯會見傳媒，重申港獨違反《基本法》並要求學生會清拆港獨宣傳品。此外，8間資助大學大學校長會聯同香港公開大學、香港樹仁大學合共10間大學的校長發表聯署聲明反對港獨，但聲明上並沒有列出各校長的名字[388]。
  - 廢紙出口商因不滿內地收緊進口廢紙批文，全面停收廢紙7日抗議。廢紙價格再跌，每公斤5毫跌至3毫[389]。
- 9月16日：
  - 香港海洋公園發生奪命事故。一名21歲男子在景點「活埋凶間」遊玩期間從棺材滑落下層後懷疑迷路行錯方向誤闖後勤維修區，被再度翻轉下來的道具棺材板擊中頭部，並將他的頭及頸部夾住，被發現時已經昏迷，送院搶救後不治[390]。
  - 城巴車廂發生情殺案，一對男女下午4時許乘坐118號雙層巴士，途經柴灣期間，任職工程師的22歲男子突然拔出一柄11吋利尖刀，刺向正就讀香港理工大學護理學系的20歲女友，男子擊破車窗後跳車倒卧行人路。女傷者送院搶救途中不治，男疑兇送院後情況危殆[391]。
  - 西九文化區舉行「Road to Ultra 香港音樂節2017」期間有互不認識的3男1女疑曾服安非他命後先後昏迷送院。其中一名27歲男子經搶救後不治，另外3人情況危殆。當中部份人有中暑徵狀。警方在會場檢獲少量毒品，不排除有人在酷熱天氣下吸毒後不斷跳舞致中暑造成悲劇。西九文化區管理局發出新聞稿，對此感到十分難過[392]。
- 9月18日：
  - 早上7時許，一名69歲老婦在沙田新城市廣場乘扶手梯由3樓落巴士站其間暈倒，送院搶救後不治。新城市廣場發言人就扶手電梯事故深感難過，對死者家屬致以深切慰問[393]。
  - 港鐵縱火案中的傷者在民主黨立法會議員鄺俊宇陪同下見傳媒。他指摘港鐵拒絕承擔責任，而保險公司委託的公證行表示港鐵沒有責任，意外全由縱火者造成。港鐵回覆時稱「在今次不幸事件中，港鐵公司本身也是受害者」。傷者批評港鐵涼薄，毫無社會責任[394]。
  - 22名民主派立法會議員發表聯署聲明強烈譴責建制派立法會議員何君堯在「反港獨、反冷血、反偽學—革走戴耀廷吶喊大會」集會中針對港獨「殺無赦」的言論。他們認為何鼓吹直接暴力並涉違法，促請警方及律政司採取行動。何君堯在19日於個人facebook指「殺」是「抵死啜核的港式用詞」，更稱「報警告我恐嚇呀，笨！」[395]。香港警方接獲有關報案後列作「求警調查」處理，並稱尊重市民表達意見和言論自由，但如有任何違法行為定必果斷執法[396]。
  - 行政長官林鄭月娥委任前政務司司長唐英年為西九文化區管理局主席，打破過去一直由政務司司長出任主席的慣例[397]。
- 9月19日：
  - 尖沙咀新港中心周生生珠寶金行被2名手持大鐵鎚的賊人打破櫥窗劫去多件90多萬至1000萬的鑽飾，被劫的鑽飾總值約2400萬元。2人然後跳上由另一名人士駕駛的電單車逃離現場[398]。
  - 政府公佈為期3年的「社會房屋共享計劃」詳情。該計劃旨在改善基層家庭短期居住環境，主要對象是已輪候公屋3年的家庭或個人。入住這些單位要符合多個基本條件，包括輪候公屋最少3年、正住在不適切住房、低收入及急需社區支援住戶[399]。
- 9月20日：私隱專員公署就香港教育大學民主牆事件中閉路電視片段截圖外泄一事完成循規審查並公布結果，證實截圖是由大學管理層的WhatsApp群組外泄。公署披露大學的保安中心於校方發現涉事標語當天翻查閉路電視片段，保安人員使用手機拍攝兩張片段截圖並上傳到「管理層人員」的WhatsApp群組。群組內有成員將截圖再傳到13名職員及1名學生。針對截圖外泄事件，公署方基於教育大學未有合理、可行的保安措施採取保障2名嫌疑人的個人資料而評定校方違反《個人資料（私隱）條例》中保障資料第4原則「資料使用者須採取切實可行的步驟，保障個人資料不會未經授權或意外地被查閱、處理、刪除、喪失或使用」[400]。
- 9月21日：
  - 香港大學學生會前會長馮敬恩及前外務副會長李峰琦於2016年1月包圍香港大學校務委員會案件，馮和李兩人分別被判240小時和200小時社會服務令[401]。
  - 4名港人在瑞士到阿爾卑斯山艾格峰南面遇上雪崩，導致1死1傷[402]。
- 9月22日：

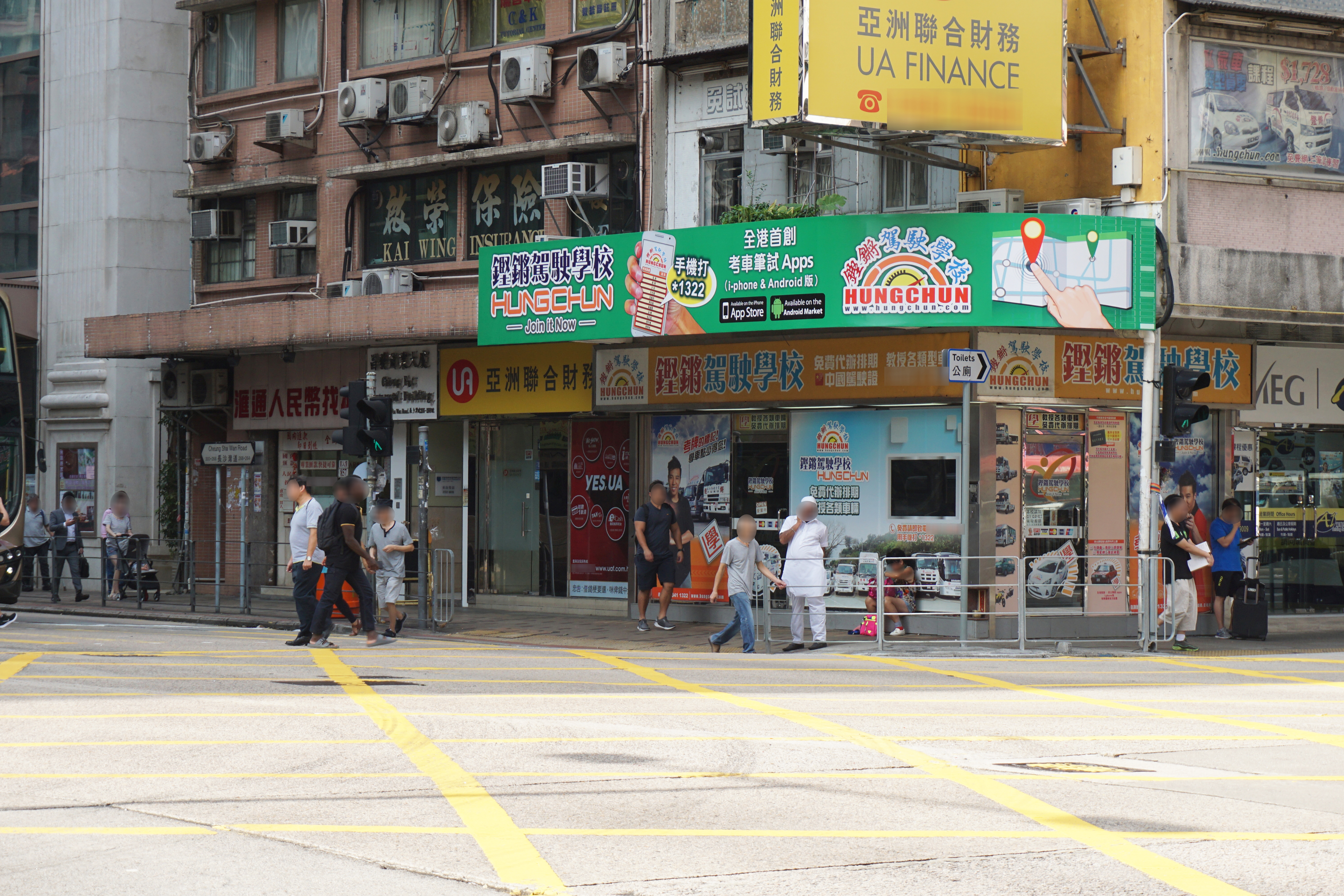
城巴鏟上深水埗行人路並插入大廈簷篷，3死30傷，死者包括1名乘客及2名途人

- - 一輛城巴E21A線巴士傍晚在深水埗失控剷上行人路並撞傷多名途人，事件造成3死30人受傷。城巴44歲司機以涉嫌「危險駕駛導致他人死亡」被警方拘捕。警方表示涉事巴士當時正向旺角方向行駛，當巴士駛至欽州街時懷疑收擊不及撞向前方的士後再剷上行人路。消防處分別派出26輛救護車和14輛消防車共110人參與救援，傷者分別送往明愛醫院、廣華醫院、伊利沙伯醫院和瑪嘉烈醫院治療[403][404]。
  - 政府再度委任1名副局長及2名政治助理，而財政司司長政治助理和食物及衞生局局長政治助理仍然懸空。以下為新委任的副局長和政治助理名單：[405]

| 決策局           | 職位     | 姓名   | 現職/前職                    |
| ---------------- | -------- | ------ | ---------------------------- |
| 運輸及房屋局     | 副局長   | 蘇偉文 | 香港浸會大學持續教育學院院長 |
| 政制及內地事務局 | 政治助理 | 吳璟儁 | 無綫新聞首席記者             |
| 勞工及福利局     | 政治助理 | 馮興禮 | 香港旅遊發展局助理經理       |

- - 約上午9時，香港國際機場1架香港航空A333客機在南跑道起飛滑行不久發現1架貨機正橫越同一跑道。客機即時中止起飛，民航處正調查事件[406]。
  - 港鐵公司向2017年港鐵縱火案的傷者再捐出500萬港元作支援用途。但港鐵主席馬時亨表示，港鐵作為上市公司，若公司在案件中承認責任或會開壞先例[407]。
  - 吉野家1名王姓前助理店務經理涉嫌向其上司收取2.4萬元賄款及串謀詐騙該快餐店的銷售收入而被控告「代理人接受利益」及「串謀詐騙」，2項控罪於屯門裁判法院被裁定罪成。王被裁判官判處即時入獄8個月及命令王向吉野家歸還2.4萬元[408]。
  - 一對新人於尖沙咀喜來登酒店設置婚宴期間發現燕窩羹內有一片指甲，宴會營運商因而被食物環境衛生署票控。案件於觀塘裁判法院宣判，裁判官基於案件有疑點而判宴會營運商無罪及可領回訟費[409]。
  - 1名孟加拉男子2年前因於勞資審裁處法庭內扶着行動不便的女朋友出庭而大聲跟審裁官爭論而被裁定「侮辱行為」罪成。該男子需罰款5000港元。他不服裁判結果並向高等法院上訴法庭提出上訴。上訴法庭法官認為審裁官定罪時有過於倉卒之嫌，故上訴得直，推翻控罪[410]。
  - 1名香港大學三年級生涉嫌向1名假扮為17歲的13歲女生援交而被控1項非禮罪。案件原本被裁判官判處罪名不成立，但律政司提出上訴成功。該香港大學學生不服裁決，向高等法院原訟法庭申請上訴至終審法院。原訟法庭法官基於有3項重大而有廣泛重要性的法律爭議而批出上訴至終審法院的證明書。[註 4][412]
  - 評級機構標準普爾將香港長期信貸評級由「AAA」降至「AA+」。[註 5][414]財政司司長陳茂波發聲明表示不認同下降評級的決定[415]。
  - 國務院委任張曉明接替王光亞為國務院港澳事務辦公室（港澳辦）主任，原本由張擔任的中央人民政府駐香港特別行政區聯絡辦公室（香港中聯辦）主任一職則由中央人民政府駐澳門特別行政區聯絡辦公室（澳門中聯辦）主任王志民接任[416]。

- 9月23日：港鐵東鐵線九龍塘站早上約8時發生信號故障，期間東鐵線列車需要慢駛。東鐵線服務於早上約9時半回復正常[417]。
- 9月24日：一架由國泰航空以濕租（wet lease）形式租用的亞特拉斯航空波音747-400UF貨機晚上從香港國際機場南跑道起飛不久偏離航道，飛越大嶼山老虎頭，飛行高度只有2,000英呎，與山峰高度相差670英呎，小於1,000英呎的國際民航組織規定。約1分鐘後，空管人員通知機組人員加快爬升。11時46分，飛機重回正常航道。民航處列「嚴重事故」並作深入調查[418][419]。
- 9月25日：
  - 一名17歲中六男生早上8時在天水圍元朗公立中學校友會鄧兆棠中學7樓走廊位置墮下，倒在操場昏迷。救護車將其送到屯門醫院搶救後證實不治。該男生2018年將應付公開試，無情緒病紀錄，惟最近有因為學業問題在學校尋求心理輔導[420]。
  - 大航假期一個廣州番禺1天團晚上在廣東南沙發生旅遊巴車禍，2死9重傷。事後揭發行程單張聲稱受「旅遊業賠償基金」及「旅行團意外緊急援助基金計劃」的保障，有失實之嫌。旅遊業議會總幹事董耀中表示該旅行社涉嫌作出失實聲明，已下令要對方14天內解釋[421]。
  - 高等法院上訴法庭3名法官一致裁定入境事務處拒絕向一名來港工作人士的同性民事結合伴侶QT發出受養人簽證構成間接歧視，QT上訴得直兼得訟費。上訴法庭下令雙方須在28天內草擬相關的法令並交其審批[422]。
- 9月26日：
  - 前行政長官曾蔭權於同年2月時因陪審團未能達成大多數裁決的一項「行政長官收受利益」罪重審[423]。
  - 運輸及房屋局向立法會提交文件，最快在12月把營運高鐵所需的地皮及建築物以象徵式地價1000元租予九鐵，並每年收取相當於應課差餉租值3%的地租，年期50年，九鐵會再把高鐵交予港鐵營運。政府承認有關安排將不能收回高鐵整體合計864.2億元的建設成本[424]。
- 9月27日：世界經濟論壇發表競爭力報告。香港的全球競爭力排名升至世界第6，但司法獨立的排名則跌至第13位[425]。
- 9月29日：
  - 立法會議員鄭松泰在2016年10月於立法會議事廳內倒插國旗及特區區旗而被控侮辱國旗及區旗罪。案件於東區裁判法院宣判，鄭兩項罪名均成立，罰款5000元。裁判官指「玷污」並不局限於實質上的弄污或損毀，亦包括污辱、使其聲譽受損，倒插旗幟必然會損害它的尊嚴；但他也指鄭非預謀犯案，平日心繫社會事務，也沒有焚燒旗幟，故毋須判監[426]。
  - 廉價航空公司香港快運航空突然在無預警下取消10月1日至8日共18班往來大阪、名古屋和首爾的定期航班。由於正值國慶及中秋節假期，近2000名乘客受事件影響。香港快運三度就事件表示歉意。民航處責令香港快運限在一周內提交詳細事件報告，包括交待事件成因、處理手法和提供長遠方案[427]。

### 10月
- 10月1日：
  - 尖沙咀金馬倫道金龍中心Club A-plus酒吧命案。
  - 房委會經修訂的「公屋住戶資助政策及維護公屋資源的合理分配政策」（俗稱「富戶政策」）正式實施，凡於公屋住滿10年的住戶必須每兩年申報一次。申報內容包括住戶在香港是否擁有私人住宅物業、家庭入息資料和家庭總資產淨值。如家庭入息超過入息限額5倍，或者家庭總資產淨值超過限額100倍，或者在香港擁有私人住宅物業，住戶就須要搬離公屋單位[428]。
  - 下午3時許大潭道發生3車相撞意外，一輛行走14線往嘉亨灣方向的丹尼士三叉戟雙層巴士在大潭道近山翠苑遭尾隨行走香港島專線小巴16X線的豐田Coaster撞向車尾後，小巴逆線撞向一輛行走新巴9號線的同型號巴士。小巴車頭嚴重損毀，座椅前傾變形。三車共26人受傷[429]。
- 10月3日：
  - 受高空反氣旋影響，天文台下午12時20分發出自2000年設立以來首次於10月發出的酷熱天氣警告。下午2時許，天文台總部錄得最高氣溫33.5度。這是自1890年10月錄得34.3度之後第2個最高溫的10月[430]。
  - 通訊事務管理局根據行政長官會同行政會議的續牌條文，宣布無綫電視必須於2018年7月3日起每日於明珠台播放有手語傳譯的粵語新聞節目[431]。
  - 東亞銀行位於青山道分行上周裝修期間因程序有誤而錯誤棄置一個支票收集箱。銀行就事件致歉並呼籲9月30日期間曾使用該箱的人士盡快致電聯絡分行或親自到分行處理[432]。
  - 明報表示廉政公署就何君堯涉嫌在2016年立法會選舉期間就其專業資格作失實聲明一事，以何涉嫌違反《選舉（舞弊及非法行為）條例》立案調查[433]。
  - 行政長官林鄭月娥早上出席行政會議前表示，透露政府將於10月25日提出無約束力議案，尋求立法會支持政府以「三步走」程序推展高鐵一地兩檢，指支持方案的市民較反對的多[434]。此外，除了出席每年4次立法會答問大會之外，亦會每1個月出席1至2次立法會會議讓議員向她發問。該答問時間將會在星期三立法會例會前30分鐘舉行[435]。
- 10月4日：
  - 西貢區議員方國珊3年前於立法會小組會議上示威、展示標語及喧嘩致會議中斷而被判違反立法會行政指令罪成並須罰款2000元一案，方早前上訴至終審法院。終審法院5名法官頒下判詞，一致裁定方國珊終審敗訴[436]。
  - 路透社引述消息表示早前捲入航班取消風波的香港快運行政總裁安浩恩和另外2名高層人士已辭職。香港快運其後宣布委任鍾國頌即時成為執行董事長兼署理行政總裁[437]。
  - 英文網媒Hong Kong Free Press過去兩個月收到6封匿名恐嚇信，主編亦收到恐嚇信件，香港記者協會批評事件「絕不能容忍」，警方表示案件暫列作「求警調查」[438]。
  - 證券及期貨事務監察委員會（證監會）涉嫌越權、曲解《廣播條例》及濫用權力而拒絕向無綫電視授出全面收購豁免權一案，高等法院原訟法庭頒發書面判詞裁定無綫電視上訴得直。法官指出證監會曲解《廣播條例》真義及進行越權行為，但仍然擁有批出全面收購豁免的決定權[439]。
- 10月5日：巴士業職工會聯盟就9月22日城巴致命交通意外而提出「減工時、加底薪」雙軌方案。方案建議將車長的最高工作時間由14小時降為12小時並將原為每6小時就有半小時的休息時間改為每5小時有1次。聯盟同時建議將每小時加班費增加30%並將獎金及津貼變成其中一部分的底薪。車長的工資會因而增加。新巴及城巴、運輸署將會與工會商討該建議[440]。
- 10月6日：
  - 立法會新會期展開，建制派表示提出修訂《議事規則》，包括提高成立專責委員會門檻、限制議員提出修正案的數目、禁止就縮短表決鐘聲辯論及被逐者不能參與同日財務委員會等。多名民主派議員批評建制派藉6名議員資格被取消後建議收緊《議事規則》是「趁火打劫」，他們要求補選後才修改[441]。同日選出新一立法年度的內務委員會（內委會）及財務委員會（財委會）正副主席。現任內務委員會主席李慧琼及財務委員會主席陳健波連任主席。內委會副主席郭榮鏗和財委會副主席田北辰亦成功連任[442]。
  - 傳真社報道領展旗下大部分公共屋邨停車場出租時租車位予非住戶使用，涉違反地契。領展表示報道完全與事實不符並向傳真社發律師信，傳真社對領展的不實指控深感遺憾[443]。
  - 衛生防護中心公布養和醫院1名於8月至9月中旬的中年女病人對嗜肺性退伍軍人桿菌血清1型呈陽性反應。中心聯同機電工程署採集和檢測水和環境樣本後並不能排除病人是在醫院感染上述病毒[444]。
  - 香港大學李嘉誠醫學院發表研究報告，發現香港兒童每天多玩電子遊戲機和看電視1小時會令出現過度活躍症的機率增加逾30%。研究團隊同時發現接近75%的的6至10歲小學生每天使用電子產品超過2小時，比例遠超美國2012年和北京2009年的同類型研究結果[445]。
  - 恆生指數開市一刻升至28626點，創10年新高[446]。
- 10月7日：
  - 拳擊運動員曹星如擊敗日本前拳王河野公平，取得職業生涯22連勝。曹星如左眼被打腫受傷，所以比賽在第七回合開始後便被叫停，曹星如以兩分之差勝出[447]。
  - 港鐵一連兩日開放石崗列車停放處，並展示高鐵列車。一地兩檢關注組到場抗議，批評政府迥避討論和進行公眾諮詢[448]。
- 10月8日：
  - 葵盛東邨發生命案，一名李姓34歲兒子涉嫌將自己的77歲母親斬死，母親的頭部幾乎被斬脫。該名男子涉斬死母親後從居住單位墮下並倒臥山坡，最後送到深切治療部留醫。葵青警區重案組接手調查此謀殺案[449]。
  - 漁護署表示將會於2017年底移走郊野公園內所有垃圾桶，移除後將不會再放置。署方希望市民能夠帶走自己的垃圾[450]。
- 10月9日：
  - 37名建制派立法會議員去信財務委員會主席陳健波要求修改《財務委員會會議程序》、工務編制小組委員會和人事編制小組委員會規則，其中包括建議限制議員只可提出1項臨時動議、不可以提出休會和不可以辯論要求縮短表決鐘等等[451]。
  - 哈羅香港國際學校2名前員工增加家長各子女入學機會為理由騙取多名家長共210萬港元。2人涉欺詐、企圖欺詐及洗黑錢共5項罪名全部罪成，法官分別判處首被告和次被告監禁34個月和24個月[452]。
  - 皇仁舊生會中學1節化學實驗課進行期間泄漏氯氣，8名學生感到不適送院治理[453]。
  - 內地婦人控訴觀塘一間藥房的貓咪「波子」弄傷其子，其後漁護署人員「預約拘捕」小貓。立法會議員鄺俊宇發起網上聯署聲援行動，截至10月10日下午已有逾6萬人參與[454]。
- 10月10日：
  - 22名民主派立法會議員去信財務委員會主席陳健波表達未經議會討論便修改《財務委員會會議程序》的不滿。他們表明反對由現時佔議會大多數的建制派單方面修改，並強調修改《議事規則》必須要得到各黨派的共識[455]。
  - 政府公布新政府上任100天的工作報告。報告列出78項工作進展，其中包括國家主席習近平伉儷訪港行程成功、改善行政立法關係、檢討政策、社區探訪和政府官員外訪等等[456]。
  - 行政長官林鄭月娥表示已就《2017醫生註冊修訂條例》與各持份者達成共識。醫療委員會的醫學專科學院（醫專）席位將增至4席，新增的2席將由醫專內部選舉產生。該方案將令非專科醫生無法投票選出醫療委員會的成員[457]。
  - 新世界發展收購香港知名親子網站「親子王國」，但未有披露作價[458]。
- 10月11日：

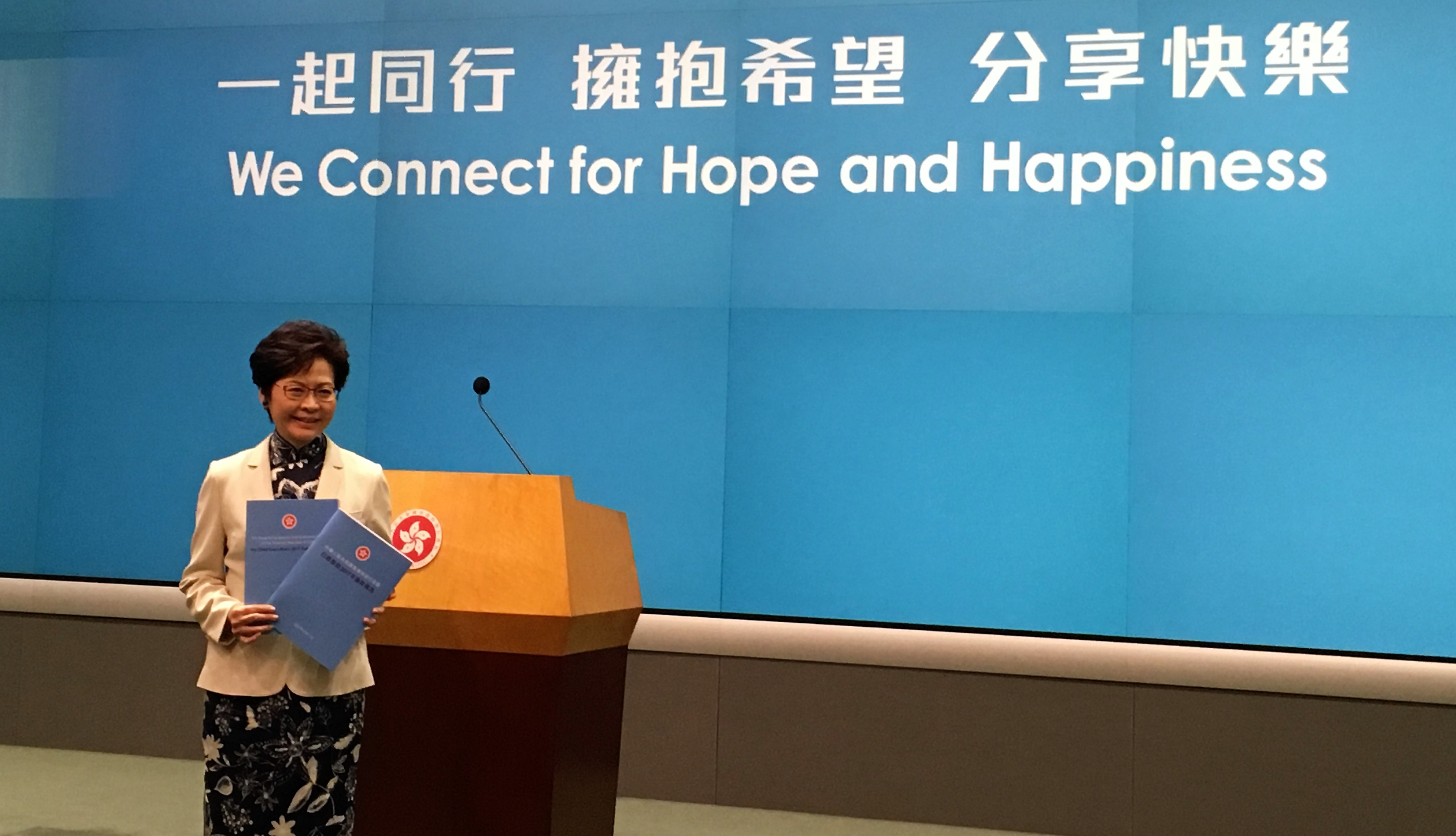
行政長官林鄭月娥出席首份《施政報告》記者會

- - 行政長官林鄭月娥到立法會宣讀任內首份《施政報告》，但並沒有按照歷年傳統宣讀整份報告[註 6]。林鄭月娥在立法會宣讀的版本共有42段，談及稅務優惠、交通費用津貼、創新科技、基層醫療資源投放、房屋政策、 強積金對沖、弱勢社群及少數族裔援助、樓宇更新和青年議政[459][460][461]。在立法會發表的版本裏並沒有提及《施政報告》全文裏有提及的基本法第23條立法、高鐵、鉛水事件、要求學生認識中國歷史、文化及國情和限奶令等議題[462]，報告同時宣布於2017年底前重啟政府總部的公民廣場和容許純網媒出席政府的採訪活動[463]。
  - 建制派和民主派立法會議員分別於林鄭月娥宣讀《施政報告》後召開記者會表達對《施政報告》的看法。部分建制派政黨對《施政報告》表示滿意，但亦有政黨指《施政報告》內很多建議並沒有提供詳細資料。民主派部分議員則認為《施政報告》並沒有提及太多解決深層次問題的方法，有議員則覺得《施政報告》對中小學和特殊兒童的資助較少[464]。
  - 立法會選出人事編制小組委員會和工務小組委員會新一立法年度的正副主席。現任人事編制小組委員會主席葉劉淑儀、副主席楊岳橋、工務小組委員會主席盧偉國、副主席莫乃光均成功連任[465]。
- 10月12日：英國保守黨人權委員會副主席羅杰斯（Benedict Rogers）被拒入境香港。英國外相約翰遜發聲明表示感到關注，要求中國及香港政府交代被拒入境的原因[466]。中國外交部發言人表示香港事務純屬中國內政，中方已就有關言論向英方提出嚴正交涉[467]。
- 10月13日：
  - 律政司2015年起訴黃之鋒、香港專上學生聯會前副秘書長岑敖暉及社會民主連線副主席黃浩銘等20人涉在2014年佔領旺角清場期間違反禁制令。法官裁定9人罪成，押後處理20人判刑。答辯人岑敖暉在庭外表示對判決感到失望[468]。
  - 前公民黨黨員曾健超入稟區域法院控告警務處處長，要求就3年前被七警拳打腳踢致傷一事索償[469]。
  - 1名37歲男文員2016年12月涉嫌於荃灣川龍街強姦1名性工作者。審訊後陪審團一致裁定其強姦及搶劫兩罪罪名成立，高等法院原訟法庭法官將他判處監禁11年[470]。
  - 食物安全中心因應意大利3個省份爆發H5N8禽流感而指示業界暫停入口該3個省份的禽肉、禽蛋和其他禽類產品[471]。
  - 立法會行政管理委員會入稟法庭向已被法院取消立法會議員資格的梁頌恆和游蕙禎追討約186萬港元的薪酬和津貼。梁游每人各需交還約93萬港元[472]。
  - 香港科技大學發生刑事毀壞案。凌晨3時多，有人發現校園內賽馬會大樓多幅橫額及標語被破壞。相關人士點算後證實遭毀壞的學生活動橫額有89幅。警方接報到場調查後將事件列作「刑事毀壞」案處理[473]。
- 10月16日：
  - 12名來自英美等地律師包括英國前司法大臣發表聯署信，批評「雙學三子」衝擊「公民廣場」案顯示香港法治精神受到嚴重威脅，亦違反「雙重定罪」的法律原則。律政司對此感到遺憾，並發表千字文逐一反駁聯署信內容，指香港司法獨立面臨威脅等說法毫無根據[474]。
- 10月17日：
  - 特首林鄭月娥抽起正審議有關樓市辣招的《2017年印花稅（修訂）條例草案》，改為討論高鐵一地兩檢的無約束力議案。泛民批評政府「政治先於民生」，嚴重損害民主派和特首的互信。建制派認為政府迫不得已[475]。
  - 1名中國籍中年男子於高等法院7樓1個法庭內向原訟法庭法官陳嘉信亮出菜刀並以普通話向法官說「無法無天！你以為我找不到你」。法官聽畢即時走進內庭，而該男子亦離開法庭[476]。警方一度派出大批持盾警員到法院內戒備[477]。下午6時左右，向法官亮出菜刀的余姓中年男子在立法會議員林卓廷陪同下到警署自首[478]。
  - 1997年第1代租用版八達通（即卡上最後1個數字並無括號的八達通）將於3個月內失效，失效後將無法付費[479]。
  - 建制派立法會議員繼在財委會提出收緊會議程序後，同時計劃修改立法會《議事規則》阻拉布，當中包括容許立法會主席可於立法會會議流會後召開會議的時間和賦予主席接受哪些議員的修正案等。立法會議事規則委員會將於10月23日閉門商討這些建議[480]。
  - 海洋公園將來港1年、5歲的男性樹熊Sora進行安樂死。園方指Sora身體愈來愈差，並在得到來港前居住的日本大阪天王寺動物園和漁農自然護理署等機構同意後為牠安排安樂死[481]。
- 10月18日：自6月2日開始在香港科學館展出，由科學院與大英博物館聯合籌劃的重點展覽「永生傳說－－透視古埃及文明」在今天圓滿結束，康文署表示展覽取得空前成功，4個多月展期內共接待了85萬觀眾，高峰期單日更有1萬3千參觀人次。此展覽亦是香港特別行政區成立二十周年的慶祝活動之一[482]。
- 10月21日：
  - 一名59歲港鐵外判清潔女工在輕鐵元朗站761P綫月台（往天逸方向）被一名56歲非華裔男子推落路軌。女工當時站在月台邊沿，正與相鄰月台的同事打招呼，一名頭戴鴨舌帽男子突然從後伸出右手，不發一言地將女工推落路軌，然後頭也不回離開，女工下顎及手受傷，下巴需縫6針，左手需打石膏。警方20分鐘後在約100米外的蔡屋村發現該醉酒南亞漢大字形躺在地上，遂上前以涉嫌傷人將他拘捕[483]。
- 10月24日：
  - 終審法院批准正在服刑的黃之鋒和羅冠聰以5萬港元現金和5萬港元人事擔保外出等候2014年政府總部衝擊案的終審上訴許可聆訊。終審法院將於11月7日處理黃、羅和周永康的上訴許可申請[484]。
  - 廉政公署以涉嫌「串謀公職人員行為失當」落案起訴1名警司和2名私人會所經營者。該名警司涉嫌收受該2人合共78萬元賄款和1名女性提供免費性服務作為向他們披露警方調查私人會所的機密資料的報酬[485]。
  - 民主派立法會議員先前向主席梁君彥直接提交30餘項要求修改《議事規則》的議案。不過梁表示拒受理，只會按照歷屆慣例將議案交由議事規則委員會研究和內務委員會同意後才交上大會審議。民主派批評梁君彥濫用權力[486]。
  - 瑞典外交部證實「失蹤」約2年的桂民海已被獲釋。桂的女兒指未收到桂的聯絡，又指不清楚他現在身處的地方[487]。
  - 香港大學民意調查計劃公布「十大政治團體評分」結果，首3位的政治團體按評分高低分別為公民黨、香港工會聯合會（工聯會）和自由黨。其餘7位則包括2個建制派和5個非建制派團體[488]。
- 10月27日：
  - 2014年七一遊行領頭車司機岑永根被警方拘捕後沒收手機提出的司法覆核一案，高等法院原訟法庭頒下判辭裁定申請人部分勝訴並命令警方支付申請人三分之二的訟費。判詞指出警方除緊急情況外必須先獲得搜查令才可查閱被捕人士電子通訊器材內的資料，但指出警方的作法並沒有違憲。法庭同時就判詞內所提及的「緊急情況」定下3個定義，只要達到其中1個定義即屬「緊急情況」[489]。
  - 香港交易所交易大堂關閉，結束31年的歷史任務。同日傍晚舉行告別儀式，吸引近千名出市代表及其他嘉賓到場[490]。
- 10月31日：
  - 林鄭月娥上周接受明報專訪時表示認為出租公屋單位由76萬個增至80萬個已足夠基層家庭需要，其言論引起爭議。她早上主持行政會議前為言論表示歉意[491]。
  - 香港擊敗美國華盛頓特區及墨西哥瓜達拉哈拉，成功申辦2022年「同志運動會」並成為首個主辦該運動會的亞洲城市。平等機會委員會歡迎結果[492]。

### 11月
- 11月1日：下午4時許，一輛行走城巴A21線往機場方向的雙層巴士在旺角亞皆老街與彌敦道交界左轉時，撞倒一名19歲來自中國廣州的女遊客，少女右腳近腳腕位置被輾斷，須截肢保命。47歲車長涉嫌危險駕駛導致他人身體嚴重受傷被捕[493]。
- 11月3日：
  - 前行政長官曾蔭權被控行政長官接受利益罪一案，8人陪審團未能達成多數裁決[註 7]。法官其後宣布解散陪審團，並感謝陪審團在數星期審訊期間的付出。曾蔭權得悉結果後表示一家人經過5年多折磨後覺得很疲倦[495][496]。有法律界人士認為該罪未必會進行第3次審訊，但表示控方可在考慮一籃子因素後再向法庭申請重審[497]。
  - 政府分別委任何翠萍和鄭守崗為財政司司長和食物及衞生局局長的政治助理並均於11月6日履新。2人出任政治助理前分別出任商業電台新聞及公共事務副總監及醫院管理局服務轉型部行政經理[498]。經過這次委任後，現屆政府已完成委任所有副局長和政治助理。
  - 佐敦彌敦道219號莊士倫敦廣場晚上7時許發生大停電，受影響樓層包括3樓至13樓，由於大廈集中了不少中西餐廳和火鍋店，加上碰巧星期五，食客人潮絡繹不絕，惟停電最少1個多小時，部分顧客僅入座15分鐘便要離開，而商戶早已準備好的食材和海鮮等亦因停電影響冷藏設備等而全部報銷，損失慘重。有商戶不滿管理處事後一直未有解釋原因，中華電力則完成檢查大廈供電，證實中電供電正常[499][500]。一星期後，同樣為星期五，該大廈晚上約8時15分再次停電，大部分食客沒結帳離去，但有部分人則需付足款項才讓離開[501]。有食店負責人認為事件起因為冷氣及供電不足所致，正等候管業處提交調查報告，但坦言停電問題已嚴重影響客人信心，令顧客流失[502]。
- 11月4日：全國人大常委會通過將《中華人民共和國國歌法》納入《香港基本法》附件三[503]。民政事務局長劉江華表示康文署等這一類（部門）會進行執法[504]。
- 11月5日：
  - 沙田馬場日馬賽事第9場進行期間，見習騎師黃皓楠所策騎之馬匹「嘉福」在轉入直路之際突然失蹄，頓時人仰馬翻，失重心倒地，黃皓楠被急送往威爾斯親王醫院，他表示下背部感到痛楚，馬匹則在檢驗後證實暴斃[505]。
  - 晚上9時許，一艘約300米長貨櫃船駛至海怡半島對開約100米時意外撞向火藥洲擱淺。船上無人受傷[506]。
- 11月6日：
  - 北角渣華道街市女廁嬰屍案。
  - 曾蔭權被控「行政長官收受利益」罪案件早前進行重審，陪審團後來未能達成多數共識而被法官解散。高等法院原訟法庭處理該案件重審後的安排，律政司申請將案件交由法庭存檔獲法庭接納。這表示案件暫不會進行第3次審訊。律政司同時申請向辯方拿回原審的三分之一訟費，法庭押後裁決[507]。
  - 維多利亞公園年宵市場攤位開始進行競投，最大的快餐攤位以50萬元成交，較上年的成交價降低近40%。其餘2個快餐攤位均以底價成交[508]。
  - 前警司朱經緯涉嫌於2014年佔領行動期間以警棍襲擊途人致該途人受傷的案件於東區裁判法院展開審訊。朱經緯否認控罪，認為自己行為是真誠地行使合法的權力[509]。
- 11月7日：
  - 黃之鋒、羅冠聰和周永康3人就2014年衝擊政府總部一案早前要求上訴至終審法院。終審法院批出上訴許可，案件排期2018年1月16日審理。法院同時批准周永康以5萬元現金自身擔保和5萬元現金人事擔保保釋外出，期間不可離開香港及須每星期向警方報到。黃羅2人較早前已獲保釋。周永康於庭外點名多謝律政司司長袁國強，讓他們經歷「奇妙的旅程」[510]。
  - 旅行社縱橫遊的客戶數據庫遭入侵及封鎖，並收到勒索電郵要求交贖金。數據庫中存有20萬客戶資料，當中包括一成客戶的信用卡資料。縱橫遊暫停全線分店業務一天，而公司網站仍未修復。管理層到11月8日就事件鞠躬致歉[511]。
- 11月8日：騰訊旗下閱文集團首日掛牌，開報90元，較招股價55元高出63.6%。收市報102.4元，是近10年首日最賺錢的新股[512]。
- 11月9日：

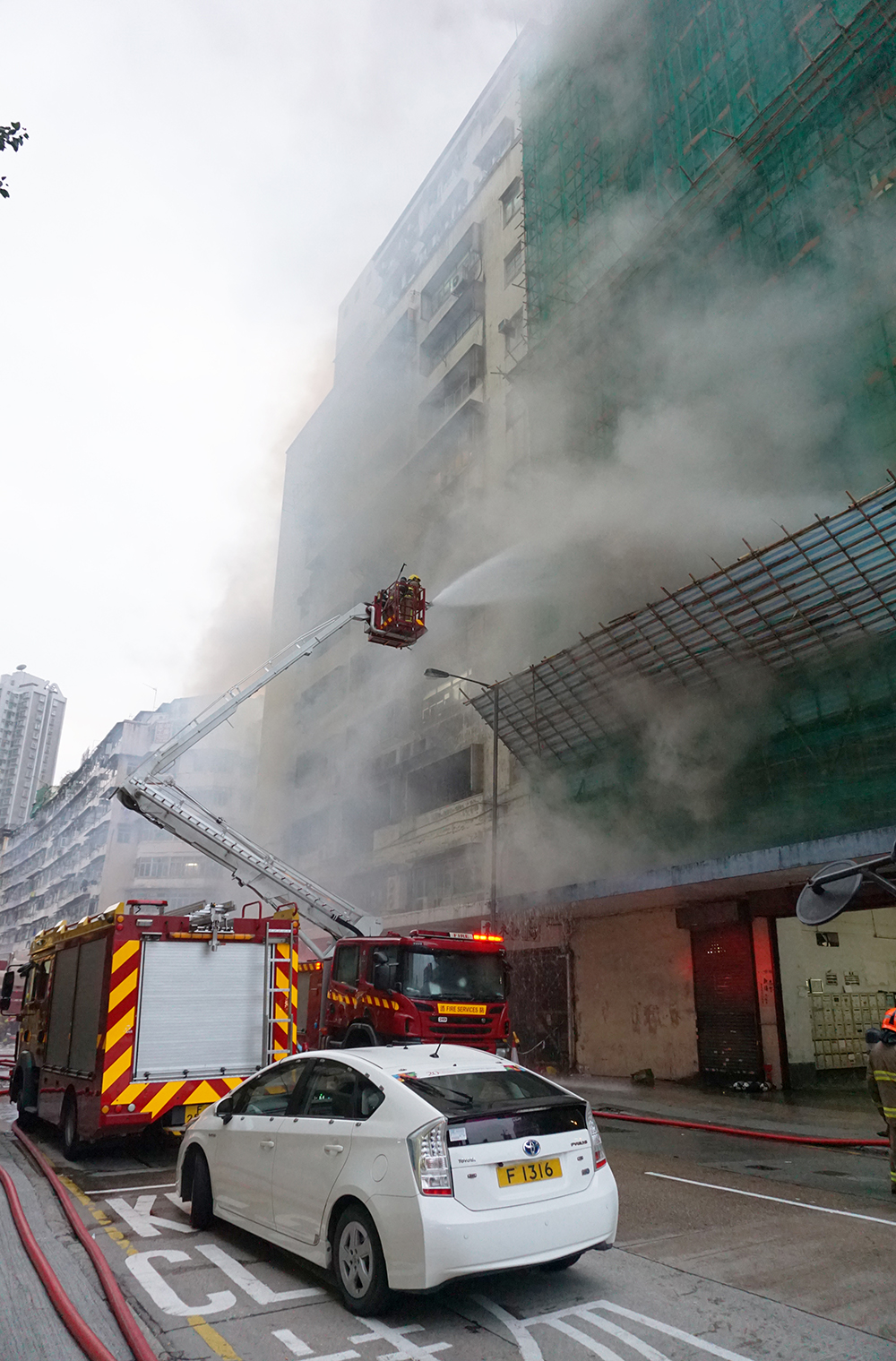
新蒲崗啟德工廠大廈發生火警，由於為1966年落成的舊式工廈，沒有自動灑水系統，起火單位亦存有大量易燃物，以致火勢迅速蔓延，更升為三級火警，冒出大量濃煙，一人吸入濃煙不適送院

- - 新蒲崗啟德工廠大廈一間廣告製作公司倉庫的空氣清新機短路起火，由於倉內存放大量易燃品，以致火勢迅速蔓延，並升為三級火警，濃煙不時飄向爵祿街及景福街，焚燒近8小時，一名女子吸入濃煙不適送院[513]。
  - 旺角大球場進行香港隊迎戰巴林的國際足球友誼賽，此乃《國歌法》納入《基本法》附件三後首場足球賽事，但奏國歌時仍有不少球迷做出舉起中指和背向球場等舉動。入場前則有大批軍裝警員駐守，安檢和打氣用品檢查亦明顯加強[514]。

- 11月10日：
  - 立法會一連3日共31小時辯論林鄭月娥首份施政報告致謝議案。傍晚以43票贊成、15票反對、0票棄權通過施政報告致謝動議，是過去9年來首次，也是「受惠」於6名民主派議員先後被取消議員資格、建制派在功能和地區直選佔過半優勢下首個獲通過的致謝議案，更有3名泛民主派議員就致謝議案投下贊成票[515][516]。
  - 菲律賓政府以打擊違法招聘為由，突然下令由星期一（13日）起暫停向海外勞工發出海外工作證明（Overseas Employment Certificates，簡稱OEC），禁令包括外傭，為期3周。勞工處發言人向菲律賓駐港領事館了解情況，指有關的暫緩措施適用於所有海外的市場，處方將繼續跟進並希望盡量減低對來港外傭的影響。有香港外傭中介公司認為逾千名菲傭將未能如期到港，即使12月初「解禁」後卻因臨近聖誕節，菲傭或會選摜延遲至2018年初才到埗[517]。
  - 恒生指數有限公司宣佈指數季度檢討結果，國泰航空和昆侖能源被剔除藍籌股行列，而舜宇光學科技和碧桂園則補上，成為恒指成份股之列。國泰作為恒生指數成份股有悠久的歷史[518]。
- 11月11日：旺角彌敦道聯合廣場樓上的東海大廈約20人（部分為大學生）在7樓走廊拍攝打劫短片，參加某短片製作挑戰賽，其間有人手持6把懷疑曲尺手槍。但懷疑情景打扮過於迫真、又戴上口罩，居民見狀信以為真便報警。警方趕至封鎖現場並疏散附近地方人士，包括所有酒樓員工。由於拍攝現場未向警方申請，加上行為擾民，警方以涉嫌藏有仿製槍械將其中2人拘捕及檢走涉事仿製曲尺手槍。被捕人士分別為22歲及31歲男子[519]。
- 11月13日：
  - 10名南亞裔男子在花園大廈喜鵲樓對出牛頭角道兒童遊樂場突襲另外9名南亞裔男子，25歲的WAQAR Hamed頸部有刀傷昏迷，送去聯合醫院搶救，其後證實死亡。
  - 一對受僱於水貨商人的父子駕駛運載着580萬元現金的客貨車，準備前往市區買手機，途至沙頭角公路時突遭兩輛私家車分別撞停及包圍截劫，匪徒持鐵槌擊碎車窗，又持1呎半長的牛肉刀指嚇莫父，匪徒掠去款項後把其中一輛私家車燒毀，再乘另一輛私家車逃去[520]。同月25日，警方偵破該案，拘捕10名疑犯[521]。
- 11月14日：13名反東北發展示威者早前判罰社會服務令，但被律政司申請加刑成功，上訴庭改判即時監禁8至13個月。其中12人申請上訴至終審法院，上訴庭指案件涉重大公眾利益，批出證明書到終審法院申請上訴許可，部份被告將申請保釋[522]。
- 11月15日：
  - 深水埗富昌邨倫常命案。
  - 沙田蘇浙公學爆發肺結核個案，8名師生受感染[523]。
- 11月16日：
  - 長沙灣臨海住宅地皮由信和置業、會德豐、世茂、嘉華及爪哇合組的中港財團以172.88億元投得，每呎樓面地價達1.75萬元，成為香港新「地王」[524]。
  - 香港特別行政區基本法委員會主任李飛在灣仔會展出席基本法研討會並發表演說，指《基本法》實施已經20年，但23條立法仍未全面落實，法律缺位帶來的不良影響「有目共睹」。他又指香港並非獨立或半獨立的政治實體，而是中國一個行政區，高度自治權也不是「甚麼事都由香港人自己來管，中央甚麼都不管」[525]。經教育局邀請，研討會在大約50所中學直播，有中學生坦言因演說以普通話演講，只聽懂約7成內容，也有學生打瞌睡和打呵欠[526]。人民力量在校外向學生派發紅布供遮掩雙眼，或綁在手上或書包以示抗議，稱校內直播演說是中共對香港學生「政治宣傳」及「干擾學校教學安排」[527]。
  - 立法會以38票贊成、22票反對通過政府提出有關高鐵一地兩檢的無約束力議案[528]。
  - 深水埗富昌邨同居20年的男女因男方有外遇引發倫常慘劇，54歲男事主斬殺同居50歲女友後跳樓亡。女事主送院搶救後證實不治[529]。
- 11月17日：
  - 屯門中華基督教會何福堂小學發生學生欺凌事件。7歲小一男生過去兩個多月疑遭男女同學欺凌，當中包括小息時被人打臉、鉛筆插耳令擦膠留在耳孔及手指插左眼等。男生疑受驚回家多次哭泣及不肯上學。兒子的家長向學校請假後認為向校方投訴不果，將事件告知教育局及帶兒子往私家醫生求診。其擦膠因留在耳道逾一周發炎，結果要到屯門醫院看急症和做麻醉手術取出擦膠[530]。
  - 政府公佈最新貧窮情況，2016年全港貧窮人口有135.2萬，貧窮率19.9%。這表示平均每5個港人就有1個窮人，是自2009年以來有紀錄新高[531]。
- 11月18日：
  - 行政長官林鄭月娥與广东省省长马兴瑞在禮賓府舉行粵港合作聯席會議第20次會議，雙方簽署七份協議落實在多方面加強合作[532]。雙方並簽署《內地與香港特別行政區關於在廣深港高鐵西九龍站設立口岸實施「一地兩檢」的合作安排》，正式展開廣深港高鐵「一地兩檢」的「三步走」程序。該《合作安排》內容包括西九龍站口岸分為香港口岸區和內地口岸區，其中內地口岸區由內地根據上述安排和內地法律設立和管轄並實行口岸管理制度。港粵雙方分別按照各自法律對往來的出入境人員、隨身物品和行李進行邊防檢查、海關監管和檢驗檢疫。內地人員只於內地口岸區履行職責而不進入內地口岸區以外區域執法，他們在該等區域也沒有執法權。內地口岸區、特區境內營運中的列車車廂（包括行駛中、停留中和上下乘客期間）亦視作在內地口岸區範圍之內，即視為處於內地。港粵雙方並同意建立口岸協商聯絡和應急處理機制，確保口岸區高效運行、有效監管及協助處理口岸區運行中可能出現的突發與緊急事件[533]。
  - 一地兩檢關注組早上遊行至禮賓府，沿路高呼「黑箱作業」、「立即諮詢」等口號並焚燒《基本法》以示抗議。他們批評政府在沒有交代協議細節及在法律基礎未確定前就簽署協議，做法比深圳灣口岸更倒退[534]。林鄭月娥表示把實施「一地兩檢」形容為「接中央指令」說法「非常不正確」和「完全錯誤」，又說內地人員來港工作是「不見天日，不可能上來地面呼吸一下，或者看一看香港的情況怎麼樣」[535]。
- 11月20日：
  - 屯門校園欺凌事件的受害學童父母指校方今天開會，但查詢時校方否認，質疑校方受到傳媒壓力才處理事件。校長周任玲亦首次開腔解釋，她表示學校十分緊張事件。不過她上周五才知悉[536]。
  - 將軍澳翠嶺峰及屯門翠鳴臺兩個香港房屋協會資助房屋項目截止申請。截止時已收到8.57萬份申請表，超額認購137倍。當中99%為白表申請[537]。
- 11月21日：
  - 外媒報道，民政事務局前局長何志平涉嫌與塞內加爾前外長加迪奧代表中國一間能源公司向非洲國家行賄，在18日在美國紐約被捕及扣押[538]。
- 11月22日：
  - 沙田廣源邨公園命案。
- 11月24日：
  - 終審法院批出其中8名反東北發展被告保釋申請[539]。
  - 「保衛郊野公園行動」成員陳嘉琳就西貢海下、白及沙頭角鎖羅盤部分「鄉村式發展」用地重新規劃，入稟高等法院提司法覆核勝訴。法官下令城規會重新審議該分區計劃大綱草圖[540]。
- 11月26日：
  - 沙田新田村村長、原居民代表劉皓明與友人在大嶼山遠足，走至屬5星級高難度的狗牙嶺「一線生機」處失足墮崖，掉下約30米的陡峭斜坡，頭部着地重創，政府飛行服務隊兩部直升機拯救劉，證實劉已明顯死亡[541]。
  - 中西區區議會東華和山頂兩個選區舉行補選。東華選區的民主黨伍凱欣險勝，重奪6年前失地。山頂選區由自由黨成員楊哲安當選[542]。
- 11月27日：
  - 立法會行政管理委員會決定向被取消議員資格的梁國雄、羅冠聰、劉小麗和姚松炎4人分別追討270萬至310萬元薪津。4人指行政管理委員會不應追討4人薪津，因4人宣誓後直至被取消資格期間議員和議員辦事處職員職員都盡心盡力為市民服務。他們直斥「荒謬、政治打壓」，有學者則質疑行政管理委員會追討薪津的法律理據[543]。
- 11月29日：
  - 一名48歲婦人與友人在飛鵝山遠足時路徑地勢險要的岩壁「自殺崖」，疑踩碎石跣腳，飛墮200米下山崖，重傷不治。這是4天內第2宗有人行山墮崖奪命慘劇[544]。
- 11月30日：
  - 隨著最後一名英裔政務官蘇啟龍於當日榮休，香港政府的政務官團隊完成本地化。[545]

### 12月
- 12月1日：
  - 政府刊憲公佈2018年香港立法會補選定在3月11日舉行，但被建制派批評補選日子與全國人大政協兩會撞期，民建聯主席李慧琼批評訂立日期的人對「國家的政治傳統認識不足」[546]。
  - 一名27歲GoGoVan旗下客貨車司機凌晨駕車沿屯門公路往元朗方向駛至近新德街對開時，懷疑與同車友人談得興高采烈之際分心，猛撞一輛停在快線的箭嘴工程車車尾，司機全身骨折被困，同車男子則僅受驚沒有受傷，並能自行離開車廂，消防將司機救出後證實傷重死亡。本次車禍已是一個月內第二宗猛撞工程箭嘴車的嚴重交通意外[547]。
  - 葵涌葵盛圍多個公共屋邨和屋苑食水連續多天反覆變黃，水務署指光輝圍曾進行水務工程，食水變黃相信是水管內沉澱物被沖起引致，而沉澱物主要是熟石灰，微量鐵質或礦物質等。12月8日至9日更停止食水供應10小時[548][549]。
- 12月2日：香港連續第二年於中環新海濱舉行舉辦Formula E電動方程式賽車錦標賽分站賽。商務及經濟發展局局長邱騰華指賽事刺激「高端消費」，可為香港帶來1.8億元的收入，但現場觀眾並不多[550]。一名男子使用航拍機在賽道附近上空飛行和拍攝，他涉嫌干犯《1995年飛航（香港）令》而被警員於愛丁堡廣場停車場拘捕扣查[551]。
- 12月3日：田心新村縱火命案。
- 12月6日：
  - 新民黨主席葉劉淑儀近日在立法會及專欄批評領展，她聲稱因這些言論而令該黨政策總裁袁彌昌被獅子山學會創辦人李兆富「恐嚇」停租辦事處。李兆富稱事件在溝通上有誤會，領展回覆傳媒查詢則指「對有關指控感到震驚，本公司絕對不會透過任何人士向該黨表達葉（劉淑儀）議員所指的言論」[552]。
  - 台灣文化評論人、作家張鐵志中午從台灣抵香港國際機場惟未能入境，他被告知「香港身分證過期」，由於他沒有攜帶台胞證，他即時以中華民國護照辦理網上港簽亦遭「系統拒絕」。行政院大陸委員會對台灣人屢遭香港拒絕入境多次向港府表達不滿及抗議，並期盼港府能以正面及包容態度看待兩地民間交流，以免損及台灣人對港觀感及影響雙方累積的良好關係。香港入境處表示不評論個別個案[553]。
- 12月7日：康宏環球集團疑因帳目問題近日遭廉政公署調查，副主席馮雪心被廉政公署執行處人員帶走，同時派員到北角康宏匯總部搜查[554]。
- 12月11日：晚上11時許，一名43歲男子與友人駕駛電單車在清水灣大坳門路往九龍方向飛馳，期間失控撞向左邊路壆，男子滾下一段無渠蓋覆蓋的坑渠，頭頸重創不治，與未婚妻陰陽永隔[555]。
- 12月12日：民主派多名立法會議員在立法會示威區通宵紮營，抗議修改《議事規則》。到晚上11時許，立法會保安以示威區開放到晚上11點為由，驅趕集會人士離開。警方凌晨2時前完成清場，無人被捕[556]。
- 12月13日：香港海洋公園公佈業績，連續第二年虧損，2016/17年度錄得虧損2.34億港元，入場人次580萬人，按年減少3.3%，門票收入11.35億元，略微增加。公園宣佈2018年元旦起門票加價9%，新的成人及小童日間門票分別為480元及240元[557]。全年度則有884頭動物死亡，數字與往年相若[558]。
- 12月15日：
  - 一名23歲男子偕女友及友人於昂船洲貨櫃碼頭南路駕駛電單車往青衣島方向行駛，但至八號貨櫃碼頭對開時撞向一輛正掉頭（U-Turn）、由香港電台租用的密斗貨車，男司機初時仍清醒，但急送至瑪嘉烈醫院後證實不治。車禍現場附近香港電台亦巧合地正進行關於電單車意外的勵志劇[559]。這是5天內第2宗涉及電單車的致命交通意外[560]。
  - 由親建制派提出的立法會《議事規則》修訂經過近3天36小時會議後，傍晚在一片爭議聲中通過。該修訂減少了泛民主派議員的拉布機會，立法會主席則擁有更大權力[561]。
  - 香港教育大學涼薄大字報事件發生三個月後，香港教育大學證實張貼譏諷蔡若蓮喪子大字報的人士為教大的校內學生[562]。
- 12月16日：
  - 凌晨12時許，一輛紅色小巴沿新清水灣道往西貢方向上斜行駛，駛至近彩雲邨時撞向一輛食環署洗街車，14人受傷，其中司機及一名女乘客危殆[563]。有乘客表示車禍發生時小巴車速大約每小時60公里[564]。
  - 3名台灣學者應學聯邀請來港出席「殖民香港：由英殖時期到特區年代」學術研討會並擔任演講嘉賓，惟其中2人被拒發簽證來港，第3人雖獲發簽證但拒絕來港以示抗議。台灣史研究所副研究員吳叡人指香港昔日是世界城市，更曾是台灣人通往世界的窗口，但今天自由不斷萎縮，學術交流被限制，「香港不再是世界的香港」[565]。這是港府在1個月內第2度拒絕台灣學者入境。
  - 香港海洋公園纜車一個車廂懷疑在強風下被吹倒的鐵欄撞至移位，導致其中一條纜車索道因安全程序啟動而暫停運作，約210名遊客被困在纜車上，及至晚上約9時全部安全離開，無人受傷或不適[566]。
- 12月17日：廣東道唐樓劏房女童碎屍案。
- 12月18日：
  - 大埔舊墟劍橋護老院命案。
  - 退休警司朱經緯被指在2014年雨傘運動期間以警棍襲擊途人，事隔3年22天，被裁定襲擊致造成身體傷害罪名成立，於25日聖誕節在獄中度過生日[567]。
- 12月19日：康宏環球高層涉貪案，公司入稟高等法院控告執行董事曹貴子、已停職的主席王利民等28人或公司，在配股集資等行動中不當轉移資金，要求賠償損失[568]。
- 12月21日：
  - 消息證實，律政司長袁國強已辭職，將於月底離任，接任人為有「女公職王」之稱的資深大律師鄭若驊，於2018年1月上任[569]。
  - 14名綠色和平成員爬上香港摩天輪，抗議連鎖快餐店浪費即棄塑膠，藉此呼籲市民、政府和企業「走塑」。受示威影響，摩天輪未能於上午11時準時開放。警方以公眾妨擾罪拘捕19人；惟他們於摩天輪上掛上的橫額久未能成功拆卸，故於傍晚宣布摩天輪全日停駛[570]。
  - 樂視香港旗下的樂視有限公司因飽受財困而入稟高等法院申請自行清盤[571]。
- 12月23日：馬鞍山錦泰苑一名71歲姓羅清潔男工在錦邦閣傾倒垃圾時懷疑失足跌進垃圾槽，頭下和腳上卡在29至30樓之間的垃圾槽被困約2小時，送院後搶救不治。警方列作「工業意外」案處理[572]。
- 12月25日：油麻地南京街與白加士街交界地下一間遊戲機中心發生招牌倒塌意外，壓中3名南亞裔男子，其中1人頭部及腰骨重傷[573]。
- 12月26日：
  - 韓國足總突然宣布香港足球代表隊主教練金判坤即將離任，並加入南韓足總為南韓國家隊選拔教練[574]。
- 12月28日：
  - 相隔3年，政府總部東翼前地「公民廣場」今日重新開放，但只作職員及訪客通道。行政署只接受市民在星期日及公眾假期申請於東翼前地進行公眾集會或遊行[575]。工黨在開放當天到場示威，其間一度遭保安員阻撓[576]。
  - 政府委託顧問完成馬料水填海的技術可行性研究報告，馬料水填海60公頃，連同沙田污水處理廠重置後騰出的28公頃土地，可興建1.1萬個住宅單位，容納逾3萬人[577]。
  - 大律師公會就高鐵西九龍站的一地兩檢合作安排設内地口岸区 ,發出聲明指責人大常委會決定是實施《基本法》以來的最大倒退、侵害了《基本法》的完整和嚴重衝擊一國兩制和法治精神。公會表示極度憂慮和遺憾[578]。基本法委員會副主任梁愛詩駁斥大律師公會對憲法了解不足夠。她認為外界對《基本法》第18條認識不足[579]。

## 逝世
- 1月1日：王家禧（93歲），著名漫畫《老夫子》作者，因器官衰竭在美國加州病逝[580]。
- 1月2日：費明儀（85歲），著名歌唱家，曾任香港藝術發展局委員長[581]。
- 1月10日：克萊爾·霍林沃思（105歲），首位報道二戰爆發的英國女記者，1981年起定居香港[582]。
- 1月13日：上官小強（66歲），原名陳國賢，香港著名漫畫家[583]。
- 1月23日：李君夏（79歲），香港首位華人警務處處長，家中跌倒昏迷搶救後不治[584]。
- 2月6日：魯芬（63歲），原名張偉芬，香港知名綠葉演員，因皮肌炎導致肺部衰竭離世[585]。
- 2月23日：胡家驊（55歲），香港律師，商人胡寶星爵士之子，前歌手吳婉芳丈夫[586]。
- 3月4日：
  - 黃嘉熙（36歲），香港電台電視部記者[587]。
  - 王兆旦（72歲），練馬師。

- 3月9日：譚沛泉博士（60歲），資深靈修導師及基督教靜觀靈修學會會長。
- 3月19日：李麗華（92歲），台灣資深演員，第35屆香港電影金像獎終身成就獎及第52屆金馬獎終身成就獎得主[588]。
- 3月22日：邱少明（51歲），香港消防處消防總隊目，在參與馬鞍山吊手岩一項攀山拯救行動中失足墮崖殉職[589]。
- 3月27日：羅崇文（60歲），前民航處處長[590]。
- 3月30日：高飛（65歲），原名林柏恆，香港動作演員、武術指導、電影投資者[591]。
- 4月5日：黃易（65歲），原名黃祖強，知名玄幻武俠小說家，曾創作《尋秦記》、《大唐雙龍傳》等著名武俠小說，中風病逝[592]。
- 4月19日：葉繼歡（55歲），曾是90年代頭號通緝犯，服刑期間癌症逝世[593]。
- 4月23日：
  - 曾守明（58歲），無綫資深演員，在廣州登台唱歌期間暈倒後離世[594]。
  - 池燕蘭（36歲），罕見病結節性硬化症患者。她曾於4月11日的立法會罕見疾病藥物政策公聽會上發言，但在有機會進食醫治硬化症的藥物前已病逝[595]。
- 4月28日：陳佩華（68歲），資深電影人、前無綫高層，癌症[596]。
- 5月12日：于素秋（89歲），香港女演員，肺炎[597]。
- 5月14日：張錦輝（60歲），2017年港鐵縱火案疑犯，器官衰竭[598]。
- 5月22日：陳玉樹（63歲），嶺南大學前校長，因病去世[599]。
- 6月27日：盧維昌（60歲），麗的電視「亞洲歌唱比賽」第三屆冠軍，心臟病去世[600]。
- 6月29日：于粦（92歲），香港作曲家、指揮及電影配樂。
- 7月2日：鄧劍棟（60歲），香港1970年代足球員。在灣仔修頓球場踢足球後不適昏迷，送院後不治[601]。
- 7月9日：歐陽佩珊（63歲），香港電視演員，肺腺癌離世[602]。
- 7月12日：廖烈武（79歲），廖創興企業主席兼執行董事，為廖創興銀行創辦人廖寶珊的三子[603]。
- 7月23日：劉皇發（80歲），新界鄉議局前主席、前立法會議員及前行政會議成員[604]。
- 8月7日：周厚澄（80歲），荃灣區議會前主席[605]。
- 8月16日：達安輝（89歲），香港醫學專科學院創院主席，被尊稱為「眾人之師」[606]。
- 8月26日：鄧桂思（43歲），兩度換肝的病人，於瑪麗醫院離世，個案曾引發香港媒體報道及市民關注[351]。
- 8月29日：鄧永鏘爵士（63歲），傳統服裝品牌上海灘創辦人、已故慈善家鄧肇堅爵士的長孫，病逝[607]。
- 9月4日：
  - 廖麗麗（70歲），電視廣播有限公司資深演員，因病離世[608]。
  - 方燕婷（29歲），政府新聞處新聞主任。
- 9月6日：秦萍（68歲），邵氏女星[609]。
- 9月7日：馬清儀（64歲），1985年首屆健美小姐冠軍，因病離世[610]。
- 9月8日：曾景祥（68歲），香港資深音效師，4度獲頒香港電影金像獎，癌病辭世[611]。
- 9月9日：霍德爵士（82歲），1986年至1993年出任香港第5任布政司及於1992年7月出任署理港督，因病於英國辭世[612]。
- 9月20日：何鴻章（91歲），富商兼慈善家、已故慈善家何東爵士之長孫[613]。
- 10月4日：陳文輝（81歲），無綫電視前首席化妝師，肺癌病逝[614]。
- 10月9日：韓國材（69歳），香港動作演員。肺癌[615]。
- 10月11日：黃文傑（76歲），香港商人，專線小巴營辦商進智公交創辦人兼榮譽主席[616]。
- 10月16日：馬臨教授（93歲），香港中文大學第2任校長[617]。
- 10月24日：陳自強（76歲），香港娛樂業資深經理人[618]。
- 11月22日：
  - 方逸華（83歲），電視廣播有限公司非執行董事和邵逸夫爵士的第二任夫人，敗血症[619][620]。
  - 張慕皚（76歲），香港神職人員，九龍城浸信會前主任牧師及建道神學院前院長[621]。
- 11月23日：勞士·施羅孚（100歲），香港巴斯裔慈善家和印度社群領袖。
- 11月24日：袁蘇妹（90歲），綽號「三嫂」，香港大學大學堂前飯堂服務員和廚師，被譽為「U Hall三寶」之一[622]。
- 11月25日：張綠萍（77歲），香港消委會首任總幹事，1978年度香港十大傑出青年，已故藝人張國榮胞姊，肺病[623]。
- 12月7日：江漢（78歲），香港資深演員，管脈炎[624]。
- 12月9日：井莉（72歲），香港邵氏資深女演員[625]。
- 12月14日：余光中（89歲），台灣詩人，1974年至1985年擔任香港中文大學中國語言及文學系教授，因病逝世[626]。
- 12月16日：游秀慧（56歲），香港新生精神康復會行政總裁，在日本名古屋遇上交通意外離世[627]。
- 12月17日：林翠蓮（51歲），東區區議員，因病逝世[628][629]。
- 12月30日：甄艷慈（54歲），香港兒童文學作家及編輯，因病逝世[630]。
- 日期不詳：陳百強（83-84歲），香港註冊建築師。

## 其他資訊

### 活動
- 香港藝術節：2月16日至3月18日
- 時代廣場「畢加索與積琪蓮」展覽：2月26日至3月21日[631]
- 香港歷史博物館「香港玩具傳奇」專題展覽：3月3日至5月15日[632]
- Taste 美食節2017：3月16日至3月19日
- 亞洲當代藝術展（春季展）2017：3月18日至3月20日[633]
- Art Central 2017：3月20日至3月25日[634]
- 香港七人欖球賽：4月7日至9日[635]
- 2017年世界場地自由車錦標賽：4月12日至16日
- 香港文化博物館「羅浮宮的創想—從皇宮到博物館的八百年」展覽：4月26日至7月24日[636]
- 長洲太平清醮、筲箕灣譚公廟飄色巡遊：5月3日
- 香港科學館「永生傳說——透視古埃及文明」展覽：6月2日至10月18日[637]
- 香港文化博物館「八代帝居——故宮養心殿文物展」展覽：6月29日至10月15日[638]
- 香港書展：7月19日至7月25日
- 英格蘭超級足球聯賽亞洲盃決賽：7月19日及22日[639]
- 香港動漫電玩節：7月28日至8月1日
- 香港電競音樂節：8月4日至6日
- 全球水墨畫大展：8月4日至8日
- 美食博覽：8月17日至21日
- 香港電腦通訊節：8月25日至28日
- 香港美酒佳餚巡禮2017：10月26日至29日
- 維港渡海泳：10月29日
- 光·影·香港夜：11月23日至25日
- 電動方程式賽車錦標賽（Formula E）：12月2日至3日

#### 香港體育館
- 7月：
  - 13日至15日：慶祝香港特別行政區成立二十周年——國際軍樂匯演
  - 21日至23日：屈臣氏集團FIVB世界女排大獎賽——香港2017

### 演唱會
- 1月：
  - 1日至2日：FTLife富通保險呈獻A CLASSIC TOUR學友·經典世界巡迴演唱會——香港站[640]
  - 8日至17日：AXA安盛 周杰倫2017地表最強世界巡迴演唱會——香港[641]
  - 21日至22日：BIGBANG10 THE CONCERT——「0.TO.10」 FINAL IN HONG KONG[642]
  - 22日：丁噹《我愛你戀習曲》巡迴演唱會2017——香港站[643]
  - 27日至30日：富衛保險：鄭中基PLAY IT AGAIN世界巡迴演唱會[644]
- 2月：
  - 3日至4日：羣力資源中心呈獻朱咪咪利利是是演唱會2017[645]
  - 11日/12日：EXOPLANET ＃3 - The EXO'rDIUM - HONG KONG[646]
  - 16日至19日：AIA Vitality健康程式Presents The Magical Teeter Tooter張敬軒·王菀之演唱會2017
  - 24日：黎明Leon's Penguin in Live 2017[647]
  - 25日：2017李榮浩「有理想」世界巡迴演唱會——香港站[648]
- 3月：
  - 23日至25日：達明卅一派對[649]
- 4月：
  - 周柏豪
- 5月：
  - 13日/14日：2017 BTS LIVE TRILOGY: EPISODE III THE WINGS TOUR - HONG KONG[650]
  - 五月天《人生無限公司》演唱會2017——香港站
  - 鄭少秋《半世紀．大時代》世界巡迴演唱會
- 6月[651]：
  - 3日：徐佳瑩是日救星巡迴演唱會2017——香港站
  - 9日至10日：林敏驄腦交戰作品展演唱會
  - 16日至17日：林宥嘉世界巡迴演唱會香港站
- 8月：
  - 12日至21日：歐洲坊20周年呈獻——阿Sam及阿Tam Happy Together演唱會[652]
  - 27日至28日：六福珠寶呈獻汪明荃50週年[653]
- 9月：
  - 3日至11日：英國保誠呈獻：李克勤慶祝成立30週年演唱會[654]
  - 15日至17日：G.E.M. "Queen of Hearts" 世界巡迴演唱會——香港站[655]
- 10月：
- 11月：
- 12月：
  - 26日至31日：《楊千嬅三二一GO! 演唱會2017》

### 節慶
下列節慶如無註明均是香港的公眾假期，同時亦是法定假日（俗稱勞工假期），除非適逢星期日或其它假期。有「#」號的日子並不是公眾假期或法定假日，但在商業炒作下，市面上有一定的節慶氣氛，傳媒亦對其活動有所報導。詳情可參看香港節日與公眾假期。
- 1月1日（星期日）：元旦
- 1月2日（星期一）：元旦翌日（補1月1日）
- 1月28日（星期六）：農曆年初一
- 1月29日（星期日）：農曆年初二
- 1月30日（星期一）：農曆年初三
- 1月31日（星期二）：農曆年初四（補1月29日）
- 4月4日（星期二）：清明節及兒童節 #
- 4月14日（星期五）：耶穌受難節（公眾假期，但不是法定假日）
- 4月15日（星期六）：耶穌受難節翌日（公眾假期，但不是法定假日）
- 4月17日（星期一）：復活節星期一（公眾假期，但不是法定假日）
- 5月1日（星期一）：勞動節
- 5月3日（星期三）：佛誕（公眾假期，但不是法定假日）
- 5月30日（星期二）：端午節
- 7月1日（星期六）：香港特別行政區成立紀念日
- 10月1日（星期日）：中華人民共和國國慶日
- 10月2日（星期一）：中華人民共和國國慶日翌日（補10月1日）
- 10月4日（星期三）：中秋節 #
- 10月5日（星期四）：中秋節翌日
- 10月28日（星期六）：重陽節
- 10月31日（星期二）：萬聖夜 #
- 12月22日（星期五）：冬至（法定假日，但不是公眾假期，根據法定假日放假的機構，或會聖誕節放假，冬至不放假。部份機構或會提早下班）
- 12月24日（星期日）：平安夜 #（不是公眾假期或法定假日，但部份機構或會提早下班或放假一天）
- 12月25日（星期一）：聖誕節（根據法定假日放假的機構，或會冬至放假，聖誕節不放假）
- 12月26日（星期二）：聖誕節後第一個周日（公眾假期，但不是法定假日）
- 12月31日（星期日）：公曆除夕 #（不是公眾假期或法定假日，但部份機構或會提早下班或放假一天）

### 獎項

#### 第36屆香港電影金像獎
| 獎項名稱         | 得獎者                                                       | 得獎電影                     |
| ---------------- | ------------------------------------------------------------ | ---------------------------- |
| 最佳電影         | /                                                            | 《樹大招風》                 |
| 最佳導演         | 許學文、歐文傑、黃偉傑                                       | 《樹大招風》                 |
| 最佳編劇         | 龍文康、伍奇偉、麥天樞                                       | 《樹大招風》                 |
| 最佳男主角       | 林家棟                                                       | 《樹大招風》                 |
| 最佳女主角       | 惠英紅                                                       | 《幸運是我》                 |
| 最佳男配角       | 曾志偉                                                       | 《一念無明》                 |
| 最佳女配角       | 金燕玲                                                       | 《一念無明》                 |
| 最佳新演員       | 胡子彤                                                       | 《點五步》                   |
| 最佳攝影         | 鮑德熹、曹郁                                                 | 《擺渡人》                   |
| 最佳剪接         | David Richardson、梁展綸                                     | 《樹大招風》                 |
| 最佳美術指導     | 邱偉明                                                       | 《擺渡人》                   |
| 最佳服裝造型設計 | 奚仲文、吳里璐                                               | 《西遊記之孫悟空三打白骨精》 |
| 最佳動作設計     | 董瑋                                                         | 《湄公河行動》               |
| 最佳音響效果     | 曾景祥、李耀強                                               | 《寒戰II》                   |
| 最佳視覺效果     | Luke Sungjin Jung、Sung Hoon Kim、Chan Soo Kim、Chul Min Kim | 《西遊記之孫悟空三打白骨精》 |
| 最佳原創電影音樂 | 金培達、波多野裕介                                           | 《七月與安生》               |
| 最佳原創電影歌曲 | 《沙燕之歌》 作曲：戴偉 填詞：陳心遙 主唱：Supper Moment     | 《點五步》                   |
| 新晉導演         | 黃進                                                         | 《一念無明》                 |
| 最佳兩岸華語電影 | /                                                            | 《一路順風》                 |
| 終身成就獎       | 芳艷芬                                                       | /                            |
| 專業精神獎       | 阮大勇                                                       | /                            |
| 典禮最佳衣著獎   | 男：余文樂 女：金燕玲                                        | /                            |

#### 電視廣播有限公司獎項
- 香港小姐競選：

| 獎項                            | 得獎佳麗 |
| ------------------------------- | -------- |
| 冠軍                            | 雷莊𠒇   |
| 亞軍                            | 何依婷   |
| 季軍                            | 黃瑋琦   |
| 最上鏡小姐                      | 雷莊𠒇   |
| big big channel最受歡迎香港小姐 | 張寶欣   |

#### 叱咤樂壇流行榜頒獎典禮2016
- 叱咤樂壇男歌手金獎：張敬軒
- 叱咤樂壇女歌手金獎：容祖兒
- 叱咤樂壇組合金獎：C AllStar
- 叱咤樂壇至尊歌曲大獎：《四季》陳奕迅
- 叱咤樂壇至尊唱片大獎：《J-POP》容祖兒
- 叱咤樂壇我最喜愛的男歌手：吳業坤
- 叱咤樂壇我最喜愛的女歌手：鄭欣宜
- 叱咤樂壇我最喜愛的組合：Supper Moment
- 叱咤樂壇我最喜愛的歌曲：《女神》鄭欣宜